# モンスターストライク (アニメ)
『モンスターストライク』は、MIXIのゲームアプリ『モンスターストライク』を原作とする日本のWebアニメ作品。略称は『モンストアニメ』。2015年から2019年までYouTubeにて配信された。
2018年最新シリーズの第1話は公開3時間以内に世界累計視聴回数100万回を超え、24時間以内に200万回を突破するなど高い注目を集めている。アニメ第1期の第1話は配信翌日に累計再生回数140万超を記録、YouTube公式チャンネルの登録者数も8万人を突破。2018年8月4日時点での世界累計再生回数は3億回、2018年9月10日時点で『モンスト』公式YouTubeチャンネルの総再生回数は3.8億回に至る。
2025年10月より初の地上波テレビシリーズとなる『モンスターストライク デッドバースリローデッド』がTOKYO MX他45局にて放送予定。

## 概要
2015年5月12日にアニメ化が発表。制作に当たりまず考えたのが「まず“オリジナル”である、ということ」であり、スマホゲームとの物語上の繋がりなどはないが、当初は「ニンテンドー3DS版のモンスト」を想定したものでありそちらとのつながりはある。小中学生でも見やすいようにとの理由で、テレビ放送ではなくYouTubeでの配信を選んだとされ、2015年11月には日本国内のゲームカテゴリーにおいてダントツで視聴されるコンテンツになった。2016年8月27日には世界累計再生回数1億回を突破し大きな話題を呼んだ。
1期と2期は人間がモンスターを召喚および操る形だが、3期ではモンスターたちが主体性を持って戦う。

### 第1期
3DS版モンストをベースにしたストーリーとなっており、2015年10月10日よりYouTubeにて1・2話を同時配信し、3話以降は2016年1月2日まで毎週土曜日の19:00に全14話（第1期第1章）が全世界同時配信され、本編映像に英語、中国語（簡体字および繁体字）、韓国語、フランス語、ドイツ語等の字幕を付加させたものも配信された。
第1期第2章は2016年3月26日に配信開始され、第2章の1・2話にあたる15・16話が同時に配信され、17話以降は第1章同様毎週土曜日の19:00に配信。
また、第1期第2章開始に先がけて2016年3月20日にユナイテッド・シネマ豊洲にて第1章のストーリーを約72分に編集し、新規カットを加えた総集編と15・16話の先行上映イベントが行われ、総集編はイベント終了後にYouTubeで配信開始された。
第2章ではバトルシーンがトゥーンレンダリングによる3DCGで描写されている。
各話のエンディング後に解放の呪文と呼ばれる謎解き兼キーワードのコーナーがあり、それを解き明かしてアプリ版でひらがな入力すると、ゲーム内アイテムが入手できる。第26話のクライマックスより謎のカウントダウンが表示されていたが、33話ラストにて2016年7月27日よりアプリ内での坂本龍馬の獣神化決定と、2016年12月に映画公開決定の発表までのカウントダウンだったことが判明した。
2016年8月14日にはレンたちの沖縄での夏休みの出来事を描いた約1時間の長編エピソード『マーメイド・ラプソディ』が配信された。2016年11月5日配信の第47話よりプレイヤー内の日本語字幕に対応、それ以前の話については順次対応していくとのこと。48話において、最終回までのカウントダウンが表示されるようになった。2016年12月3日には最終回と劇場版冒頭10分間のシーン、そして1時間後の20:00には明と春馬たちにスポットを当てた、第1話から一年前の出来事を描いた劇場版連動の長編エピソード『Rain of memories』が配信された。
2017年1月1日より開催された「新春特別おまけ付き 超・獣神祭」で、超・獣神祭限定の新モンスター・パンドラの登場に先駆けて12月31日19:00より劇場版の後日談で第2期の前日談となる続・最終話「パンドラの箱」が配信され、ラストにて2017年4月1日より第2期に突入することが発表された。
同時に第2期配信に先駆けて、同年3月25日にその前夜祭として第2期のプロローグにあたるエピソード「渇望の果ての理想郷」が配信される事もアニメ公式サイト内で発表された。

### 第2期
タイトルをモンストアニメとして放送された。第1期とは主要スタッフも大幅に変わり、日常パートを含めた全編がトゥーンレンダリングによる3DCGで描写されている。同年9月2日配信の23話をもって第2期前編が完結、1か月後の同年10月7日から2018年1月6日まで後編にあたる全13話の「消えゆく宇宙編」が開始され、作画が第1期と同様の2Dに戻った。前後編を含めると全36話。

### 第3期
それまでとは違いオムニバス方式である。作風はフル3DCGとなっている。2018年7月8日より配信。それに合わせて2018年6月22日に序章にあたる第0話「モンストの危機」が配信された。世界観が一新され、人間側のキャラクターが登場せずにモンスターのみが登場し「ルシファー 反逆の堕天使（前後編）」および「ルシファー ウェディングゲーム」ではルシファーが、｢パンドラ 希望の少女｣ではパンドラが、｢アーサー 復活の騎士王｣および続編の「アーサー 騎士王の覚醒」ではアーサーが、「ソロモン 叡智の魔術王」ではソロモンが、「ノア 方舟の救世主」ではノアが主人公を務め、各章ごとにそれぞれ制作会社が異なる。第3期ではモンスターのバックストーリーや悪しき天聖との激闘が描かれる。ノア編以降では「解放の呪文」が復活し、ノア編では本編終了後にイラストの一部に文字が徐々に現れそれをアプリ版でひらがな入力すると特典が得られる。ウェディングゲーム編以降では普通に呪文のみが表示されている。2019年11月30日から12月31日まで第3期の最終章「エンド・オブ・ザ・ワールド」が配信された。2020年11月6日には「エンド・オブ・ザ・ワールド」のその後を描いた劇場版「ルシファー 絶望の夜明け」が公開。
2018年9月よりキッズステーションのモンストテレビ内にて第1期がテレビ放送開始。

## あらすじ

### 第1期 焔レンと仲間たち編（2016年 - ）
第1章
昔住んでいた神ノ原という町へ帰ってきた中学生の少年・焔レンは事故によりスマホを割ってしまう。マックスむらいの営業する店で修理したレンのスマホにはモンストという見知らぬアプリがインストールされていて、モンスターとの戦いを強いられ、スマホからはオラゴンが飛び出した。転校した学校の同級生の水澤葵が助けに入り、彼女に渡されたストライクリングを身につけると忘れていた記憶がよみがえり勝利した。レンは彼女に世界の異変やモンストについて聞かされ、二人でショッピングモールへモンストコロシアムの見学に出かける（4話）。帰ろうとした二人は突然戦場と化したモールでの戦いに苦戦するも、その最中に同級生の影月明が駆けつけ神威を操り助ける（7話）。以前のように再びチームを作りたい葵は若葉皆実に近づき戦いの末に勝利し、洗脳されていた皆実の正気を取り戻しチームに加入となった。世界の異変の原因がショッピングモールにあると考えへ向かった3人はそこでイザナミと戦うことになり、明の助けもあり勝利した。
第2章
イザナミとの戦いに勝利後に突如現れた闘神ドゥームは記憶の秘密の一端を語る。勝利したが被害に遇ったモンストコロシアムが復旧しないなど現実世界に今までと違う現象を残した。記憶を辿り渋谷へ向かい春馬との再会を果たすも彼のルシファーと戦うこととなった（18話）が完膚なきまでに敗北し、「自分の母親を奪った」と彼のレンへの恨みを聞いた（19話）。ナポレオンと坂本龍馬を手に入れたレンたちは茶道部にかこつけた実質モンスト部を創部し、生徒会長を含む神ノ原トップ4と闘神ニルヴァーナを倒し、神ノ原のトップに躍り出た。4人は闘神に取り憑かれたことのある4人とともに春馬に再会するため再び渋谷へと向かった。春馬のチームメイトを倒すとレン達のもとに大量のバハムートが現れレンたちは全滅した。しかしそこで獣神化を果たした龍馬が敵を殲滅した。ルシファーとの戦いが痛み分けになったあと、春馬を操る闘神メメント・モリとの戦いとなる。春馬の仲間も駆けつけ春馬が正気を取り戻すとメメントモリに勝利する。記憶の戻らない4人だが春馬から春馬の父「K」のモンストゲートの計画を聞かされる。クシナダに取り憑かれた時の志乃の記憶を頼りに異常の元である場所にたどり着く。この場所にデジャブを覚えるレンたちであったが、間もなくKがバベルに記憶を奪われ吐き捨てられた。後に迫る記憶の保管人であり記憶の結晶を求める闘神カルマの力によって仲間の記憶は奪われていく。Kが明に託したウリエルのストライクショットでカルマの力の源を破壊し、戦いに勝利したが、オラゴンは力を使い果たし消えてしまった。記憶の殆どは取り戻し記憶を奪われた人たちの記憶はだんだんと戻っていった（最終話）。その後、普通の日常を取り戻したレンたちの前に突如現れたパンドラは開けてはいけない「パンドラの箱」を落として開けてしまう（続・最終話）。

### 第2期 消えゆく宇宙編 （2017年4月1日 - ）
前編

アメリカからの転校生マナ・リビングストンと友好を深めるレン達。突如モンスターが街に出現するようになりその撃退に奔走していた。ワルプルギスと手を組んだマナ（3話）とともに戦っていく。
斑目CEOと会い自宅へと招かれる。近くのレインボーブリッジに摩利支天が現れ（9話）、ミロクの協力もあり勝利をした。ミロクと斑目は先程の話が嘘や演技であることを笑っている。斑目の言うエナジースポットを見つけるためノストラダムスを探しに行く。ノストラダムスを見つけ出すことに成功したがその予言はシャンバラとの戦いの予言だった（13話）。過去のトラウマに苦しむダムスだが葵の思いや言葉に共感し自らも変わる事を望み協力して戦いシャンバラを倒した（14話）。
夏祭りの花火に出かけると鼻緒が切れマナに先に行かせる。そのような状況を作りレンにおんぶをしてもらうというアウステルリッツの戦いを想起させる葵の戦術に感心するナポレオン。ワルプルギスの子供扱いに嫌気がしたマナは一人で行動するも男たちに絡まれてしまう。ワルプルギスが助けに入りことなきを得てみなと合流し花火鑑賞をするマナ達。後日ロビンフッドと森で出会いゴルディ&バルディとの因縁を聞き協力することとなる。なぜかトレーニングをすることになり、疲れ果てたマナたちはワルプルギスが目を離した隙にさらわれてしまう。ゴルディバルディを倒すと皆実の父が現れロビンと関わりがあったことがわかった（16話）。上杉謙信と毘沙門天戦、明と春馬の助けもあり勝利。しかしノストラダムスは「赤い月が登る時、世界に終末が訪れる」と予言を残した（前編最終話）。
後編（消えゆく宇宙編）
斑目はテレビの生放送で戦争抑止力としてモンスターを使う事業計画を発表する。自社に向けて放ったミサイルを不動明王の力を借り防ぐデモンストレーションを行った。レンはモンスターを戦争に使うという計画に怒りを覚えて駆けつける。斑目の呼び出したエデンを倒すと彼はさらなる力を使おうと自らを半モンスター化させた。するとミロクが駆けつけ斑目と戦いになる。ミロクの目的は世界の安定であると告げた。無残に切り捨てられた斑目を利用し、世界を滅亡させる力のある赤い月の覚醒を試みるが失敗する、その頃マナに異変が起こる（1話）。ワルプルギスの口からとある秘密を知らされ、体に異変も起きたマナ。モニター越しに見えるレンたちのピンチを見てレンたちのもとに向かう。レン達と合流したマナだがミロクの強力な攻撃の前に全滅する。しかしマナだけは開放された力によって無事であった。マナはミロクに人間ではなく「マナ・アニマ」であることを告げられた（2話）。ワルプルギスがマナに告げていた秘密、それは人間の母とモンスターの父の混血児であることだった。
ワルプルギスは自分の師でもあるマナの父にマナの保護を頼まれていた。己の身を捧げれば世界が救われると吹き込まれていたマナは、ミロク戦での負傷によって病院で入院しているレンたちに手紙を残しミロクのもとに赴く。赤い月の力の発動に基する再生の塔の動力としてマナの力を利用しようとするミロクは近付こうとする自衛隊やレンたちを阻止するため黄泉を呼び出す。レン達は春馬とルシファーの助けもあり黄泉を倒し、再生の塔の最上部にたどり着いたが、彼らの前に更なる刺客が現れた。それは、モンスターとして覚醒し変わり果てた姿となったマナ、「赤い月の解放者 マナ・アニマ」だった（6話）。
暴走するマナとの戦いの中で、マナ・アニマは幻影であると気づいたレンは龍馬とともに球体の中にいるであろうマナのもとに向かう。そこではマナは壁上の装置に取り組まれていて近付こうとするとマナに攻撃が行くという仕掛けになっていた。マナ・アニマをあっさりと倒して駆けつけた仲間の言葉やマナの苦しむ姿や帰ってほしいと懇願され出口に向かうレン達。龍馬の言葉を思い出しマナを助けようとレンが踵を返すと幻は消え龍馬が待っていた（8話）。マナのもとにたどり着くとミロクが現れマナを助けた場合の絶望的な近未来を見せられる。しかし、レンはそれでもマナを助ける道を選ぶ。龍馬はミロクの足止めに奮闘し己の命を賭しミロクに攻撃を仕掛ける。ある程度手応えがあったがミロクはバリアを張り耐え、龍馬は力を使い果たしその場に倒れた。レンも同じく自分の手を犠牲にしてもマナの周りに貼られたバリアを壊す。すると球体外で戦っていたマナ・アニマの幻影は消滅した。そしてマナは封印から解かれ、ストライクリングの力で本来の力に覚醒し「情愛の天使 マナ」が誕生する（10話）。
天使となって最後の戦いに挑むマナの姿を見たミロクはマナが己の計画を阻もうとしたため殺した天使サリエルの子供であることに気づく。マナはその直後新たな力に目覚め、ついにミロクを倒すも赤い月の落下は止まらない。渾身の力を込めてマナはそれを阻止しようとする。レンたちも加わるがマナは己と引き換えに月を破壊し世界の破滅を防ぐとともに宇宙へと消えた（13話）。平和な世界を取り戻してから3年後。葵はフランスに留学し、明は大学に飛び級で進学。皆実はモンスター喫茶で荒稼ぎ。春馬は病院で母親百合の介護、太陽は学校で学友達と交流を深める。レンは人が変わったように色々なことをしていたが、それは何かしていないとマナを思い出して辛いからであった。そしてレンのクラスには転校生が入ることになった。ドアを開けるとそこには後光の中にマナを思わせるようなシルエットが見えた。

### 第三期 ルシファー編・アーサー編・ソロモン編・ノア編（2018年6月 -）
ルシファー編 （反逆の堕天使・前編）
天界で天使長を務めるルシファーや、天使団のウリエル、ミカエル、ラファエル、ガブリエル。オーブの回収を使命としていたが、ルシファーがオーブを隠し持っている疑惑が生じ、天使長の天聖ケテルはウリエルに天使殺しの剣を預けその捜査に当たらせる。
パンドラ編
ふとしたトラブルで厄災の箱を開けてしまったゼウスの孫娘・パンドラ。解き放たれた災いを元に戻すために奔走する。
単発のギャグ回であり不条理やシュールなギャグなどがふんだんに取り込まれている。
アーサー編（復活の騎士王）
ブリタニアに帰ったアーサーは民に起こった異変を目の当たりにし、マーリンやランスロットと共にその解決へと奔走する。
ルシファー編 （反逆の堕天使・後編）
堕天使となったルシファーは天界へと舞い戻り、囚われていた堕天使ゼフォンとともに戦いを始める。そんな最中、天聖ビナーがウリエルらにストライクワールドの真実を語るが、そこに悪しき天聖の一人・マルクトが現れ…。
悪しき天聖の存在などの様々な秘密が明らかになるなど、今後のストーリーに大きく関わる重要なストーリーとなっている。
ソロモン編
戦いの夢から目覚めたソロモンはレシアル国の王位選定の儀式へと走りだす。魔法が使われる城下町を走り抜け、祖父の石像に言葉を残し会場に走り込んだ。そこでレシアル国の宰相で師匠のバルトにより呼び出されたモンスターを魔法で倒そうとするが失敗。ライバルのレヴィは成功する。夢の中での問いかけに「叡智が欲しい」と答えて夢から目覚める。二日目の選定においては今まで分からなかった魔法も読めるようになり、熟練した魔法使いにも難しい魔法を成功させてしまった。その夜、ソロモンは初めての召喚魔法を成功させる。そこに現れたのは小型化した天使カシエルと悪魔フォルネウスであった。フォルネウスは国内にある良からぬ気配を口にする。一方、ソロモンに対抗し召喚魔法を試みるも失敗したレヴィは城深部への潜入を試みる。国を守る結界の力の源であるマスターオーブが存在する宝物庫に隠し扉を通りたどり着くが…。
アーサー編（騎士王の覚醒）
平和を取り戻したブリタニアではアーサーを讃える祭りが行われていたが、その後、悪しき天聖・ティファレトによって再びブリタニアが異変を起こしアーサーも力を奪われてしまい、力を取り戻すべく旅立つ。
ノア編
過去の事故で身体の半分が機械化した青年・ノアは相棒のAI・オペコとともに方舟の動力源となるオーブのかけらを集め、わずかに生き残った動物と荒廃した星を脱出しようとするが、パンドラや悪しき天聖・ケセドと出会い、そして謎の怪物「アダプター」との戦いに巻き込まれる。
ルシファー編 （ウェディングゲーム）
ルシファーに倒されたはずの悪しき天聖・ケテルが復活を遂げ、大天使たちにあるゲームを仕掛ける。一方ルシファーとゼフォン、少年の姿となったスルガトは煉獄の森の中にある天聖ダアトのいる目覚めの神殿にたどり着く。
エンド・オブ・ザ・ワールド（第3期最終章）
死闘の末に獣神化し、ケテルを倒したルシファーだったが、ケテルのゲームに巻き込まれたウリエル、ラファエル、ミカエル、ガブリエルの4人は意識が戻らずにいた。ビナーの命令でこれまで悪しき天聖の魔の手からストライクワールドを救ってきた英雄のアーサー、ソロモン、ノア、パンドラが集結し、ストライクワールドを救うために最後の悪しき天聖・イェソドに立ち向かう。

## 登場人物（第1期・第2期）
アニメ版と3DS版、劇場版の情報を記載。第1期第2章27話から40話までは衣替えし、夏服になった。

### レンとそのチームメンバー
主人公であるレンが率いるチームで、物語の中心を担っている。当初はバラバラだったがレンのもとで徐々に団結を強める。洗脳された人々やライバルチーム、闘神たちなどとの戦いを経て着々と実力をつけてゆく。
焔 レン（ほむら レン）
声 - 小林裕介 / 坂本真綾（小学生時代）
本作の主人公。両親の都合で故郷である神ノ原に戻り、神ノ原中学校に転校してきた。一人称は「俺」で、フォックスメタルのマスクの模様が描かれた赤いパーカーを着ている。
戦闘時（ストライクリング装着時）になると髪が炎のように赤くなり、口調も少し大人びた印象になるが、この現象について現時点では詳細は不明。正義感が強く仲間想いであり、闘神達やバベルといった強敵による非道な行いに対して激しい憤りを見せたり、仲間を守りたいという強い想いから龍馬を獣神化させたりした。また、オラゴンがカルマとの戦いの末に消滅した際は深く悲しみ、アヴァロンによって復活した際は心から喜んだ。さらに第2期では、龍馬との強い絆を武器に自らの命をかけてマナを救うべく奮闘し、マナが赤い月の発動を阻止した後に力尽きて消滅した際は、オラゴンが消滅した際と同様激しく悲しむ様子を見せた。
反面女性に弱くおっちょこちょいな部分があり、初期は葵や皆実に対して妄想をすることがあった。27話で祝勝会の買い出しに葵と皆実から別々に誘われてうっかりダブルブッキングしてしまうということも。また、第2期より登場したマナから積極的なアプローチを受けた際はまんざらでもない反応を示している。
アニメを見る視聴者に話しかけることも多く、その際は声の演技が大幅に変わり、周囲の時間はきちんと止まる（第2章ではシリアスかつハードな展開が目立っているためそういった描写は少なくなった）。
彼が所持しているストライクリングは元々、明のチームのメンバーだった春馬の物で、初陣となるフェンリルX戦で苦戦していたレンを見かねた葵に託された。その後、明に「お前が春馬のストライクリングを付けているなど認めない」と一蹴されたことに腹を立てて一時的に渡してしまうが、14話でのイザナミ零戦で自ら返された。
イザナミ零戦後に現れたドゥームら闘神によって幼少期の記憶を消されていることが明らかになる。戦闘を重ねることで失われた記憶を少しずつ取り戻している模様。
20話からモンスター召喚システムでゲットした坂本龍馬をメインとして使用するようになる。しかしフェンリルXと感覚がまるで違い、貫通タイプに慣れていなかったため龍馬の力を発揮できず、22話の桜戦で龍馬を敗北させてしまったり、23話のダークゼウス戦の序盤でダメージを全く与えられなかったが、明のアドバイスで自分がモンスターをただ強く引っ張っていただけだと気づき、ダークゼウスに初ダメージを与えた。それ以降は自身もストライカーとして成長していき、特に龍馬がバハムート戦で獣神化してからは大きな戦果を上げることが多くなった。
最後の闘神であるカルマとの最終決戦においては戦闘不能になった龍馬に代わってオラゴンと共に戦う。戦いの後に昔の記憶を一部取り戻すが、幼少期に神ノ原で過ごした時の記憶がまだ一部欠落していた。
ゲーム版では他のメンバーのことは常に下の名前で呼び捨てにして呼び合っているが、アニメでは初対面の人物に対して上の名前の「さん」「君」付けで呼び合っている。葵に対しては元々「水澤さん」と呼んでいたが、ショッピングモールでのバトルにおいて葵がレンを咄嗟に「レン君」と呼んだことを機に「葵」と呼び捨てで呼ぶようになり、他のメンバーのことは後にゲーム版同様に下の名前の呼び捨てで呼ぶようになった。
劇場版第1作で幼少期の彼の姿が描かれる。ドラゴンの研究をしていた父・燿一郎や研究所で働く祖父がいたことも判明し、父が行方不明になった寂しさからチームワークを必要としない無鉄砲な性格をしていたが、オルタナティブドラゴンとの出会いや仲間たちとの衝突といったさまざまな出来事を経て、少しずつ成長していく。
第2期では続・最終話での出来事の影響で現実世界に現れたモンスター達を撃退すべく、玄馬によってスマホに搭載された4DAR（拡張現実）を展開し戦う。16話にて山中で知り合ったロビンフッドを教官と慕うようになり、あまりの熱血ぶりに明とオラゴンをドン引きさせた。最終回では高校生になった彼の姿が描かれており、文化祭の実行委員になったり、英語塾に通うようになった。しかしそれはマナの消滅によって極めて大きな精神的ダメージを負い、何かやったことのないことをやらないとマナを探し続けてしまうという痩せ我慢によるもので、斑目タワー跡地の慰霊碑の前で落涙する場面が見られた。後に転校生として現れたマナと思しき生徒と出会い、涙を浮かべた場面で物語は幕を閉じた。
戦闘では主に火属性モンスターを使用し、初期はフェンリルX、中盤からは坂本龍馬を愛用。第2期では0話で撃破したアヴァロンを使用する場面も登場。
水澤 葵（みずさわ あおい）
声 - Lynn
レン・明・皆実のクラスメート。小学生の頃から水泳が得意でよく学校のプールに出入りしているが、単なる趣味であり水泳部には所属していない。
一人称は「私」。かつては明のチームに所属しており、かつてのチームメンバーだった明、皆実をチームへ戻そうと奔走していた。明、皆実とは異なりレンに対し初期の段階で協力的な態度で接している。
プロレス技が得意で、レンに止めのストライクショットを放とうとしたサラリーマンに不意打ちでドロップキックを喰らわせたり、バクーレンの攻撃から自身の脚でレンを体ごと捻りながら回避させたりするなどアグレッシブな面を見せる。更に「マーメイド・ラプソディ」ではプロレス技でアメリカ軍兵士を撃退してしまうなど、中学生ながら本人の戦闘能力も相当高い水準にある。
オラゴンとは相性が良く、初めて会ってすぐに仲良くなったが、ビゼラーの攻撃からオラゴンを回避させるための正当防衛の為に思い切りのキックを食らわせたことがある。
小学生時代にレンと同じチームを組んでいたが、その時の記憶は闘神によって奪われてしまった模様。劇場版では彼女の過去が描かれる。
第2期では親しげに話すレンとマナを複雑な表情で見つめる場面が度々描かれるが、当のマナに対しては好意的に接している。
戦闘では主に水属性モンスターを使用しており、序盤は葵と同じくプロレス技を使用するフォックスメタルを愛用していた。21話からはモンスター召喚システムで手に入れたナポレオンを使用するようになった。また、本編の前日談にあたる『Rain of memories』ではシリウスを使用。第2期では天草四郎及びノストラダムスも使用している。
第2期の最終回では、ノストラダムスやナポレオンに出会ったことを機にパリへ留学に向かった姿が描写されている。
影月 明（かげつき あきら）
声 - 河西健吾
レン・葵・皆実のクラスメート。銀髪と眼鏡、左頬のほくろがトレードマークのクールな青年で、かつては葵と皆実、春馬が所属するチームのメンバーだった。「ありえない」が口癖。趣味はストリートバスケット。
以前のチームメイトであった春馬に対して多大な信頼を寄せており、当初はレンと葵の勧誘を頑なに断っていた。特に春馬のストライクリングを使うレンに対してはことさら強い反発を見せ、「お前に春馬の代わりは務まらない」と一蹴していたが、洗脳事件やモンストコロシアムで起きたイザナミとドゥームの戦いを通して徐々にレンを認めるようになり、メンバー入りを果たす。
『Rain of memories』では彼の一年前の過去が回想という形で描かれ、当初は妹・ルリを負傷させた仙台チームへの復讐心に駆られていたが、春馬たちとの交流と彼らとの共闘で仙台チームを撃破したことによってモンストを楽しむ本来の自分を取り戻し、その後春馬のチームに加わった。転校当初は以前の中学の制服を着ていたが、その後神ノ原中学校の制服を着るようになった。終盤でメメント・モリに憑依された春馬の一騎討ちに敗れた際、「俺に春馬以外の仲間などいない」と誓うようになり、葵の誘いを断ったりストライカーとして目覚めたばかりのレンを認めていなかったのもその為だった。
オラゴンに対しては人一倍当たりが強く、茶化されると蹴飛ばす、投げ捨てる等のキツいお仕置きを喰らわせる。
ショッピングモール戦でオラゴンを初めて見た時は滑らかにスルーしていたが、オラゴンに「ツンデレ」と言われていじられている。『マーメイド・ラプソディ』ではクールだが意外と乗り気な一面を見せ、ジェンセン中尉の胸を見て、恥ずかしそうな表情を見せた。
劇場版ではカルマとの決戦時に自身のストライクリングが割れたことで冒頭での太陽のチームとのトレーニングバトルにおいて神威が本来の力を発揮しきれなかったことに加え、レン・葵・皆実が春馬の幼馴染であることが判明した中、自分だけ関係性がなかったことの疎外感からわだかまりを爆発させチームの脱退を宣言するが、時を同じくして起きたゲノムの出現で4年前の世界にタイムスリップし、神威や一時的に託されたアーサーを召喚して研究所の職員や幼いレン達をサポートするなど、重要なキーマンとしての役割を担っている。
戦闘では主に光属性の神威を使用。モンスター召喚システムでジョン万次郎を手に入れたが、実際に戦闘で使用する場面はない。第1期終盤では玄馬に託されたウリエル、劇場版ではレンの祖父に託されたアーサーを使う場面もあった。第2期では玄馬によってチューニングされた新型のストライクリングによって他属性のモンスターを使用できるようになり、0話で水属性のヤマトタケルを操って見せた。
第2期の最終回では飛び級で大学に進学した彼の様子が描写されている。
劇場版第2作では大人に成長した姿で登場し、官僚として古くからの知り合いであり、マナの息子でもあるカナタの行く末を見守っている。カナタからは「おじさん」と呼ばれている。
若葉 皆実（わかば みなみ）
声 - 木村珠莉
レン・葵・明のクラスメートで、かつては明のチームに所属していた。有名なセリフをたびたびものまね混じりで口にする。季節問わず冬着を着用しており、「オパリオ」という独特の挨拶をするが、茉利子からは彼女のあだ名として「オパリオ」を用いている。天然なところがあり、興奮すると話が飛ぶ癖があるが、毒舌でもある。部活は、いつかカフェで自分のコーヒーを出す為の勉強の一環で茶道部に所属している。また、チームの中でも一際残虐な光景を苦手としており、劇場版ではゲノムに襲われ負傷した研究員を見て腰を抜かし、ドゥームがイザナミを捕食した際は葵と共に目を背けた他、斑目がミロクに惨殺される瞬間を目撃した際はあまりのショッキングな光景に失神してしまった。
初登場時はバトルになると左目が赤く輝いた状態になり、レン・葵の恥ずかしい動画を勝手に動画サイトに投稿するなどといったハレンチな行為を行っていたが、これは闘神によって洗脳されていたためである。10話でレン達に負けると元に戻り、11話で再びメンバー入りを果たした。
喫茶店にあった漫画の影響で『ジョジョの奇妙な冒険』、『SLAMDUNK』などといった他作品のパロディや芸人のギャグを多用している。
小学生時代に葵と同様レンと同じチームを組んでいたが、その時の記憶は闘神によって奪われてしまった模様。劇場版では彼女らのその過去が描かれる。
第2期ではオラゴンと共にレン・葵・マナの三角関係を観察し楽しんでいる。
戦闘では主に木属性モンスターを使用。デッドラビッツLtd.を愛用しており、彼女らのことを「双子ちゃん」「うさちゃん」と呼んでいる。第1期終盤ではXFLAG PARKで手に入れたナイチンゲールと共にレン達の危機に駆けつけた。第2期ではガブリエルも使用している。
第二期の最終回では、デッドラビッツやナイチンゲール、さらにはパンドラと共に実家の喫茶店をモンスター喫茶として切り盛りする様子が描写されている。
マナ・リビングストン（☆5）
声 - 金元寿子
第2期より登場する神ノ原中学校の転校生で、日本人とアメリカ人のハーフとされている。アメリカ人の友人から日本についての嘘情報を吹き込まれている影響で、時折突拍子のない言動をする。続・最終話のラストにも本編に先駆けて登場しており、神ノ原駅に向かったつもりが間違えて秋葉原駅に降りてしまっていた。
案内役になったレンに信頼を寄せており、腕に抱き着く、彼から渡されたストライクリングを婚約指輪と勘違いする等、好意とも取れる言動を見せる。
レン達と出会った当初はモンストを怖がっていたが、ワルプルギスに見初められ彼女と共にレンの窮地を救ったことをきっかけに、モンストの世界に入り込んでいくことになる。
正体はモンスターと人間のハーフであり、本名は「マナ・アニマ」。天使である父サリエルと人間の母を持つため、ミロクによって「赤い月の解放者」に選定される。ミロクに拉致された後は彼女の作り出した「再生の塔」の内部に捕らえられ自身に秘められたモンスターの力を悪用されるが、塔内部に侵入したレンが奮闘の末に彼女の指にストライクリングをはめたことで真の力に目覚め、「情愛の天使 マナ」へと進化する。
第12話で力を使い果たし消滅してしまったが、その後赤い月が破壊されたことで本来の優しい心を取り戻したマナ・アニマと自らの願いと向き合った天使マナの魂が心を通わせ、両方の人格を持つ完全な天使となって復活。地球に帰還したマナがレンの通う高校に転校生として現れるところで物語が終わる。
アプリ版では名字のない「マナ」として登場。月末イベント『超・獣神祭』のガチャで入手可能。進化合成をすることで「情愛の天使 マナ」へと進化して、神化合体をすることで「赤い月の解放者 マナ・アニマ」へと神化する。
2020年10月に獣神化、2024年7月に獣神化・改が実装された。共に両形態をベースとした2種類ずつの形態が存在する。これらはアニメの後日談となっており、獣神化は上述の天使マナとマナ・アニマが心を通わせ復活を果たすシーンを、獣神化・改は復活したマナが地球に帰還した後のエピソードを描いている。
赤い月の解放者 マナ・アニマ（☆6）
声 - 金元寿子
第6話ラストで初登場した、かつてミロクに殺害された天使サリエルの娘。
モンスターとしての力を無理やり引き出され、赤い月の解放者（防衛システム）として覚醒してしまったマナの成れの果て。この状態のマナは、髪が黒色、瞳は赤色に変化し、炎の翼や禍々しい角を持つ悪魔のような姿となる。
ミロクの言いなりになっており、再生の塔に近づくものには容赦なく襲い掛かる。作中でもその強大な力で自衛隊の戦闘機から発射されたミサイルを全て撃墜したほか、多数のビルを破壊する、戦闘機の搭乗員をピンポイントで狙い一瞬のうちに粉砕するなど暴走し、レンたちの声掛けにも一切反応しない等、元のマナからは想像もつかないほどの無慈悲な性格と化す。
レンが赤い月の内部に侵入している最中に神威やデッドラビッツらと交戦し一歩も引かない戦いぶりを見せたが、赤い月内部でマナが情愛の天使として覚醒したことにより消滅した。
ミロクの支配から解放された後、その正体が「マナに秘められた力が分離する形で目覚めたもう一つの人格」と判明し、己の存在を受け入れてくれた天使マナの魂と融合したことで、未来を信じる優しい心を持つ黒き天使「未来を開く解放者 マナ・アニマ」として生まれ変わる。そして地球で再会した仲間たちとの絆の力により「絆を守りし情愛の解放者 マナ・アニマ」へとパワーアップを遂げた。これらの形態のストライクショットボイスは、進化や神化のもののオマージュとなっている。
情愛の天使 マナ（☆6）
声 - 金元寿子
第11話にて、マナがレンからストライクリングを受け取ったことで、自身の天使としての本当の力に目覚め進化した姿。元のマナと同じ優しい性格に戻り、髪は元の金髪に、瞳はきれいな青色に変わり、虹色のオーラを纏う天使の姿となった。
それまで圧倒的な強さを誇っていたミロクに対し、不利属性でありながら対等以上に闘えるほどの実力をもつ。激闘の末にミロクを下した後、倒れたミロクに対して友情の素晴らしさを説き、彼女の考えに変化を促した。
ミロクが倒されても赤い月の活動が停止しなかったため、一人で赤い月の活動を阻止すべく立ち向かう。その中で、レンをはじめとする人々やモンスターの輝く想いを自分の力へと変える能力に目覚め、赤い月を消滅させる。しかしその代償として彼女自身も力尽き、レンに対し「私はいつも一緒にいます」と言い残し、穏やかな表情のまま光の粒子となって消滅していった。
しかし実際はマナ・アニマ共々魂だけの状態で生き長らえており、宇宙の彼方で「またみんなに会いたい」という自らの願いと向き合い、もう一人の自分であるマナ・アニマと心を通わせたことで、獣神化「親和をもたらす情愛の天使 マナ」として復活を果たす。その後地球に帰還したマナはレンの通う高校に転校生として現れ、再会した仲間たちの想いの力を受け取り「心を束ねし情愛の天使 マナ」に覚醒した。

### 太陽とそのチームメンバー
レンが出会うことになる神ノ原中学校の生徒たち。神ノ原でのランキングトップ4という実力者揃いのチーム。アニメ版では謎のローブの4人組として無差別にストライカーを襲っていたことが太陽の口から語られている。後に彼らがレン達に倒され、28話で明の計らいで春馬捜索のためにレン達と共に渋谷へ向かう。劇場版第1作の冒頭でコロシアムでのレン達の練習相手として登場するが、セリフがあるのは太陽と純の二人のみ。
白浜 太陽（しらはま たいよう）
声 - 小西克幸
レンとは隣のクラスの生徒。前向きな性格でよくカッコをつけている。口癖は「ポジティブ」。
レン・葵の恥ずかしい映像が動画サイトにアップされていることを報告しに皆風にやってきたが、その動画を見て逆上した葵にプロレス技で自身のスマホを破壊されそうになったり、自己紹介したにも関わらずレン、オラゴンにスルーされがちだった。周りの空気を読まずにペラペラ喋ってしまうこともある。
その正体はローブの4人組の内の1人でランキング1位「悟りまくりのサトル君」で、第10話ラストで洗脳された純達に怪しげな笑みを向けていたのはそのため。ニルヴァーナを召喚しレン達と対決するが、ニルヴァーナに自分の弱点である心臓を埋め込まれており、尻部分に出現した弱点が露出した所をオラゴンに攻撃されて元に戻った。
その後も春馬の捜索にも協力したが、45話でバベルに記憶を全て奪い取られてしまい、レン達のことを忘れてしまう。しかしレン達がストライカーであることに気付くと何か心を動かされたものがあった様子で、レン達のことを思い出せていないながらもレン達に協力してバベルに立ち向かう。バベル及びカルマを撃破した後は記憶を取り戻した。
第2期の最終回では学校でクラスメイト達とも交流を深めており、彼の陽気さは相変わらずの模様。
二階堂 純（にかいどう じゅん）
声 - 石上静香
神ノ原中学校の生徒会長。校則をきっちり守り、学校の風紀が乱れることがないよう常に目を光らせいる。風紀を乱す生徒がいれば大量の反省文を書かせるほど厳しいが、本当は気が小さい性格で生徒会長らしいことをしなければならないと焦っていたための行動であり、3DS版ではその弱気な性格と生徒会長としての責任感に目を付けたカーマに取り憑かれていた。自分を助けてくれたレンに頬を赤らめながら感謝を述べたり、レンに渋谷に来て欲しいと頼まれた際に、春馬を捜索することと知らずにデートの誘いと勘違いして妄想に浸ってしまうなど女の子らしい表情を見せることも。
アニメでは21話から登場。ローブの4人組の内の1人でランキング4位「場末に咲く純情桜」の正体。赤目になるとドスの効いた声質になる。皆実が所属している茶道部を自分が勝手に書いた校則に従って廃部にしようと桜を召喚しレン達と交戦、桜が倒された後は元に戻り、茶道部をモンスト部と兼部にすることを許可した。
野田 茜（のだ あかね）
声 - 高橋李依
神ノ原中学校の生徒。大人しい雰囲気を持った小柄な少女で、リボンと目が大きく見えるメガネがトレードマーク。神ノ原中学校ではアルバイトは校則で禁止にされているが、彼女は密かに「カフェリリス」でアルバイトをしている。皆風をこよなく愛しており、その愛情が原因で3DS版ではヨルムンガンドに取り憑かれてしまい、他の店の評判を下げ、その店を潰してしまえば皆風がまた繁盛すると考えるようになってしまう。
アニメでは22話から登場しているがレン達と面識したのは24話から。赤ローブ4人組の内の1人でランキング2位「永遠の地下アイドル」の正体。洗脳されても参仗と同じく性格に変化がない。ゲーム版と同じく皆風を繁盛させるために他の店の評判を下げようと目論んでおり、ゲテモノ料理とも言えるパフェを客に出していた。それを止めようとするレン達と交戦し、白雪姫リボンを仕向ける。
力の源のスポットライトを破壊されたリボンが引退（棄権）したことで元に戻り、皆風で3万円使って食事するよう言い立ち去っていった。
春馬捜索の際には皆実とペアを組んだ。
皆風が好きなのだが、店に対してディスリスペクトをしている（皆実は気付いていない）。
滝井 参仗（たきい さんじょう）
声 - 木村昴
神ノ原中学校の生徒。青いジャージに中学生に見えない大柄な体格を持つ。おおらかで豪快な性格をしているが、ウソをついたりと子供っぽいところもある。
とある理由で葵と皆実に「最低」と言われ、罵倒されると「もっと罵ってくれ!」「女の子に罵られると気持ちいい!」と言って嬉しがっているドM。3DS版ではイヌガミに取り憑かれてしまい、スニーカーを売るまで暴れ回った。
アニメ版は21話から登場しているがレンたちと面識したのは22話から。赤いローブの4人組の内の1人でランキング3位「全米が泣いた筋肉番長」の正体。洗脳されていてもあまり変化がない。ローマが大好きでローマのことを全く分かっていないレン達の認識を変えるために、ゼウスを仕向ける。
ゼウスがヘラの電話を受けたことでバトルから途中棄権したという形で敗北してしまい、元に戻った後はその呆気ない負け方に皆実から「最低」と言われ、もっと罵倒してほしいとせがんでくるも、レン達にそのまま放置された。
28話でもレン達と同行するが、洗脳された時の戦いの際に自分を罵った葵に好意を持つようになっている。

### 春馬とそのチームメンバー
春馬以外のメンバーはアニメ版では18話から登場し、春馬に会わせないようレン達に勝負を仕掛けた。いずれも太陽たちのチームメンバーと同等あるいはそれ以上の実力者揃い。37話ではメメント・モリを倒すためにレンと協力し、それ以降レン達との仲も良好になった。
神倶土 春馬（かぐつち はるま）
声 - 小野大輔 / 村中知（小学生時代）
神ノ原中学校の生徒で、明のクラスメートだった青年。右に曲がる癖を持っている。褐色肌の白髪で鋭い目つきが特徴。明のチームのリーダーだったが、とある理由でチームを離れ、彼が渋谷へと引っ越したのをきっかけに明のチームは解散してしまい、その後は薫、志乃、茉利子と新たなチームを組んでいる。
レンの持つストライクリングは元々彼が所持していたものである。
アニメの第1期第1章では名前とシルエット姿のみ登場していたが、第1期第2章で正式に登場した。その際には背後に人間態のルシファーを従えて渋谷の街を歩いていた。映画第1作での小学生時代や39話、『Rain of memories』での明の回想によるとかつては一人称が「僕」であり、笑顔を見せている好青年だったが、自身の弱さを付け込まれてメメント・モリに憑依されたことで一人称が「俺」に変わったり単独で相手チームのモンスターを容赦なく叩き潰すなど性格が無情になってしまい、さらにメメント・モリの記憶改竄を受けてしまったことでレンに対して「自分の母親を奪った」と間違った記憶の元で目の敵にしていた。ルシファーを使ってレン達を敗北させると神ノ原のトップ4を倒してくるよう言い、その場を後にする。
しかし、レン達がトップ4であった太陽達を倒し条件をクリアしたにも関わらず、渋谷に再びやって来たレン達を「状況が変わった」という理由から約束を反故し、再びその場を立ち去ろうとする。レンが記憶について問い詰めようとした瞬間、メメント・モリによって捕まってしまう。徐々に薄らいでいる意識の中、レンの呼び声で自ら洗脳を解き、自身を操ったメメント・モリを撃破した。
38話ではレンが昔神ノ原に住んでいた頃の仲の良かった親友であり、葵や皆実とも面識があったことと父親の玄馬が起こそうとしている計画を話し、操られていたとはいえレンに酷い仕打ちをしてしまったことを謝罪した。メメント・モリによる洗脳が解けた後も引き続き一人称は「俺」を用いているが、父親の玄馬に対しては「僕」を用いている。
46話ではバベルに全ての記憶を抜き取られたために意識不明になり、このままでは呼吸の方法すら忘れて死亡寸前になるという極めて危険な状態に陥ってしまう。しかし、最終話でレンが解放の呪文を入力したことで他の人々共々意識と記憶を取り戻し、レンとともにカルマにオラゴンを放ち、カルマを撃退する。
幼い頃のレンから「はるちゃん」と呼ばれていた。チームメンバーで個性が強い3人をまとめ上げていることにレンから称賛されている。
現在のチームは彼が洗脳された後に結成されたチームだが、洗脳が解かれた後も変わらず強い結束力で結ばれている。特に志乃からは恋心を寄せられているが、彼女の自分自身に対する想いに対し気がついているかは不明。しかし、少なくとも彼女に対してはチームメイトとして大きな信頼を置いており、彼女が茉利子による悪戯で階段から転げ落ちそうになった時には、葵と皆実をやや乱暴に退かしてまで彼女の身を案じていた。第2期前編の最終話に登場し、チンギス・ハンを操り神威によって動きを封じられた上杉謙信を倒した。
3DS版ではアニメ版と心情が大きく異なっており、春馬がまだ幼い頃に百合がオブリビオンらの襲撃から幼いレンを庇ったことで意識不明に陥り、そのことからレンを逆恨みしていた。そのため、玄馬の計画にも当初は全面的に加担していた。
大和田 薫（おおわだ かおる）
声 - 高橋広樹
春馬のチームメンバーの一人。上半身は常に半裸で、泳ぎで鍛えられた筋肉で身体が引き締まっており、鍛えた筋肉に絶対の自信を持っている。マイペースかつお調子者な性格。
水泳と水球で全国を取っており、オリンピックの選手候補に選ばれるほどの実力者。
アニメでは明と太陽の前に現れ、春馬にとって邪魔な存在な二人を倒そうとロミオを召喚した。太陽のロキを撃破し、明も一度は追い詰めるも、明の神威にロミオを倒されて敗北する。
メメント・モリ撃破後は春馬同様レンたちと協力し合う機会が増えた。参仗とは同じ体育会系であるためか相性が良く、クシナダが放った大蛇を参仗と共に生身で挑みかかるも、あっけなく吹き飛ばされた。また、志乃の春馬に対する想いを知ったのちは、茶化しながらも志乃を応援していた。
一ノ瀬 志乃（いちのせ しの）
声 - 大西沙織
春馬のチームメンバーの一人。黒い制服とロングスカートを着用しており、クールで知的な雰囲気を醸し出している女性。ロボットのようにあまり感情を表に出さず、自分に必要の無い人間は記憶しないようにしているなど、冷たい印象を与えている。一方、リーダーである春馬には忠実でなおかつ好意を抱いており、戦いの中で思わず告白ともとれる言葉を口走ってしまったこともある。春馬との仲を薫や茉利子からも応援されているが、自分は春馬には釣り合わないと考えておりはっきりと想いを伝えられないでいる。
計算が得意で数学オリンピックで1位を獲得している。チームの参謀的存在で春馬にも頼られているが、考えすぎると鼻血が出て来てしまう癖がある。
アニメでは葵と参仗の前に現れて卑弥呼を召喚し敗北へ追い込もうとするが、ルシファーの妨害で引き分けになった。
37話では春馬を救うためにレンたちに協力してメメント・モリを迎撃する。
40話にてXFLAG PARKでレンたちと別れた後にクシナダの存在を感知し追跡を試みるも返り討ちに合った挙句操られてしまい、レンたちに攻撃を仕掛ける。クシナダ撃破後は正気を取り戻し春馬に救出される。その際、クシナダの入力した秘密のコマンドを記憶していたことで、グレイスモール神ノ原の地下にあった素粒子研究センターへチーム全員が到達することに成功する。
小林 茉利子（こばやし まりこ）
声 - 山崎はるか
春馬のチームメンバーの一人。かなり奇抜なファッションをしており、ペロペロキャンディのような巻き毛に右目にハート型の眼帯をつけ、ピンクと青のアシンメトリーなリボンの付いたヘソ出しルックの制服を着ている。日本一の読者モデルでもある。
アニメでは皆実と茜の妨害をする為にアリスを召喚するも敗北。皆実達が春馬の居場所を聞き出す前にどこかへ消えてしまったが、37話では春馬を救うために駆けつけ、アリスの能力でレンの龍馬を回復させた。
薫同様、志乃の春馬に対する想いを知ったのちは、茶化しながらも志乃を応援していた。

### 主人公達の関係者
焔 花燐（ほむら かりん）
声 - 村川梨衣
レンの妹。ツッコミ気質でかなりの毒舌家でもあり、兄である彼の発言に対して毎回発する「バカなの?」が口癖。母譲りの丸い髪をしている。メンマが嫌い。
45話ではバベルに記憶を奪われたことで兄のことを忘れてしまい、彼のことを不審者と認知し家から追い出してしまうが、第一期最終回にて記憶を取り戻す。
第2期最終回では中学生になり、兄の母校である神ノ原中学校に進学した。
焔 三月（ほむら みつき）
声 - 能登麻美子
レンの母親。丸い髪が特徴で、優しい性格をしている。
45話では花燐同様にバベルに記憶を奪われたことで息子のことを忘れてしまい家から追い出してしまうが、第1期最終回にて記憶を取り戻す。
ゲーム版では名前ではなく「お母さん」と表記されている。
ライオネス
花燐が拾ってきたチベタン・マスティフ。ライオン並みに大きい。オラゴンが見えており、容赦無く吠えてオラゴンを震え上がらせた。オラゴンから現れた謎のドラゴン（オルタナティブドラゴン）の影を見た唯一のキャラクターである。
45話ではバベルによってレンのことを忘れてしまい、彼の姿を見ても威嚇し、オラゴンを追いかけ回した。
ドルフ 若葉（ドルフ わかば）
声 - 間宮康弘
皆実の父親。喫茶「皆風」のマスターで、大柄かつ筋骨隆々な体をしている。「マーメイド・ラプソディ」において、前職はアメリカ海軍の軍人であったことが明らかになった。一見、強面な顔をしているが感情が非常に豊かでノリが良い性格であると共に、娘の皆実を心配してくれる娘思いのいい父親である。
45話ではバベルに記憶を奪われたことで娘のことを忘れてしまう。
第2期ではロビンフッドとは知り合いであり、「哀愁のサイフォンマスター」とも呼ばれていることが判明した。
ゲーム版では三月と同じく名前ではなく「マスター」と表記され、涙もろい性格となっており、アニメ版の『マーメイド・ラプソディ』ではその性格が強調されている。
福原 あゆみ（ふくはら あゆみ）
声 - 櫻井浩美
神ノ原中学校の教師で、レンのクラスの担任教師。常に赤いジャージを着ている。
45話ではバベルの襲撃に遭い、記憶を全て奪い取られてしまうが、第1期の最終回にてカルマが撃破されたことにより記憶を取り戻す。
K / 神倶土 玄馬（かぐつち げんま）
声 - 津田健次郎
春馬の父親で、サングラスを掛けている男性。第1期第1章第14話のラストでレン達の前に現れた。葵によるとモンストコロシアムの初代チャンピオンであるらしく、周囲からは「キング」のKと呼ばれている。
劇場版第1作によると元は頭にゴーグルを掛けた陽気な性格の科学者だったが、アカシャの襲撃で妻の百合が意識不明になったことに加え、バベルや闘神たちの影響によって冷酷かつ狂気じみた性格へと変貌する。イザナミ戦の直後にドゥームを仕向け、自身が味わった苦しみをレン達に与えようとする。
37話ではゲーム版と同じく、百合を昏睡状態から回復させるために闘神と関与していることが判明し、メメント・モリから教えられた奇跡の治癒力を持つモンスターを呼び出す巨大なモンストゲートを開く計画を進めており、素粒子研究センターに存在するモンストゲートから様々なモンスターを送り込んでいる。
43話でそのモンスターの正体であるバベルの召喚に成功するも、バベルに記憶を全て奪い取られてしまい、春馬を見ても思い出すことができなかった。それでもレン達の身を案じ、万一のために自身のスマホを葵に預けており、それがカルマ撃破への突破口を開くことになった。
カルマ撃破後は記憶を取り戻し、春馬と彼のチームメイトと共に百合が目を覚ます瞬間に立ち会い、涙を流しながら喜んだ。
第2期では実体化した敵モンスターの位置を知らせるなど、レンたちの司令官的な立場となっている。髪型については闘神と関わっていた頃と変わらないが、元の性格に戻った為かかつて身に着けていたゴーグルを再び掛け、時折コミカルな行動や言動も見られるようになった。
神倶土 百合（かぐつち ゆり）
声 - 久川綾（劇場版）
春馬の母親。過去にモンスター（劇場版では研究所内で科学者に変装したゲノムが目覚めさせたアカシャ、3DS版では（幼少期のレンを庇う形ではあるものの）オブリビオン）に襲撃されたことが原因で意識不明となり、長らく昏睡状態となっていた。カルマが撃破されたことによって記憶が戻り、意識を取り戻した。しかし退院後もモンスターに襲撃された際の後遺症はいまだに残っており、本編から3年後を描いた第2期の最終回においても車椅子を使用する場面があった。
影月 ルリ（かげつき ルリ）
『Rain of memories』に登場する明の妹。続・最終話でも登場する。身長:153cm。
仙台のモンストコロシアムで中学のテストを受けて欠場した兄に代わって他のチームメイトと共に仙台チームとバトルをしていたが、不正プログラムによってバトルフィールドを拡張させたことで自身もフィールドに閉じ込められてしまった上に、仙台チームのモンスターの攻撃を食らって負傷した。その怪我とトラウマが原因で塞ぎ込んでいたが、明達が仙台チームに勝利し彼らが不正プログラム使用の容疑で警察に逮捕されて以降は他人に対して心を開くようになった。髪の色が兄と同じであるため、春馬曰く「明にそっくり」とのこと。
焔 燿一郎（ほむら よういちろう）
声 - 大川透
劇場版に登場するレンの父親で、ドラゴンについて研究している考古学者。レンが小学校4年生の頃から3年前に突如行方不明となる。

### 『マーメイド・ラプソディ』の登場人物
アマンダ・ジェンセン中尉
声 - 甲斐田ゆき
アメリカ海軍の中尉の女性。スールー艦長のことで同行出来ないドルフ若葉の代わりに案内役を任される。彼女は軍の研究チーム「NADTDcom（ナッドコム）」のメンバーとしてリラの実験に関与しているが、海軍に実験に利用されているリラを救うために密かに活動を続けており、リラが唯一心を開いたレンにリラの救出の協力を持ちかけた。
パーティの最中にリラの救出作戦を決行し、言葉巧みに船員達を誘導するも既に作戦を察知していたスタイルズに発見されてしまう。
オケアノスを撃破した後はボートでリラの住処に移動するも、追いかけてきたスタイルズに追い詰められてしまったが、レンとリラによってオケアノスを撃破されたスタイルズを告発した。
ジェームズ・スタイルズ大佐
声 - 速水奨
アメリカ海軍の大佐であり、「NADTDcom」のリーダー。スールー艦長の指示でアメリカ軍の軍事力を高める為に機密でモンスターを利用しようとモンストの研究をしている。表向きはモンスターの利用に心を痛めていたかに見えていたが、本性はリラに実験という名目の拷問を与え続け、彼女を単なる「モンスター」としか見ていないばかりか、民間人で、それもまだ未成年であるレンに対して一切の躊躇なく銃撃を行うなど、極めて冷酷かつ残忍な性格。彼が行っている実験は国防総省とNADTDcomの極秘プロジェクトで、海軍は一切関与していない。
リラを取り返すためにレン達を始末しようとオケアノスを召喚し、葵のナポレオンと皆実のデッドラビッツを撃破するも、レンと明にストライクショットでオケアノスを撃破された。しかし執念でもリラを取り返そうとレン達をボートで銃撃を加えて追跡し、レンを負傷させた。リラの住処である泉に辿り着くと、銃でレンのスマホを破壊したのをいいことにオケアノスを召喚し始末しようととどめの攻撃を仕掛けるも、モンスターとして覚醒したリラによってオケアノスを再度撃破されてしまい、ジェンセンに告発された。
スールー艦長
声 - 相馬康一
ドルフ若葉の古くからの友人で、アメリカ海軍13艦隊空母艦長。海軍から引退するため、ドルフ若葉を引退パーティへ招待する。

### 斑目グループ関係者
斑目 穣（まだらめ じょう）
声 - 間島淳司
世界有数のIT企業である斑目グループのCEO。やたら横文字を使いたがり字幕が挿入されることも少なくない。ラフな服装をした飄々とした性格の男。自身の持つ莫大な資産を使って慈善事業にも積極的に取り組んでいる。
モンスターを利用して「争いのない平和な世界」を作ることを目標としていることをレンに語っており、レンやオラゴンから尊敬と信頼の念を抱かれていた。しかし、その本性はモンスターをただの道具としか見ていないばかりか、市街地にある自らの社屋にミサイルを打ち込み、それをモンスターの力で抑え込むという、危険極まりないパフォーマンスを躊躇なく行う極めて利己的な危険人物。
『消えゆく宇宙編』ではレンたちがエデンを撃退した後にモンスター化し、ドゥームやアカシャのような巨大かつ禍々しい右腕を備えた異形のモンスターとなる。ミロクほどではないものの非常に高い攻撃力と尋常ではないスピードを誇る。最期は自身に反旗を翻したミロクと交戦するも、身体を一刀両断されて撃破される。
サリエル
マナの父で現在は死別。アプリ版では入手不可能。

### その他の人物
サラリーマン（仮称）
声 - 保村真
レンがアニメ本編にて初めて闘った相手。グレイスモール神ノ原の屋上で取引先の相手と待ち合わせをしていたところを闘神に洗脳され、フェンリルXを使役してレンたちに襲いかかる。しかし、葵のドロップキックを食らった上にフェンリルXがレンの使役するオラゴンとのバトルに敗れたことで正気を取り戻し、レンとのバトルに関する全ての記憶を失った。
アニメ本編における最初の敵であったことから、一部メディアでは「チュートリアルおじさん」と渾名をつけられている。なお、「モンストテレビ」内放送版ではEDにも「チュートリアルおじさん」とクレジットされている。
HIKAKIN（仮称）
声 - HIKAKIN
モンストコロシアムのリングアナウンサー。事件の後催眠が解けた後の去就は不明（第1部最終回以降登場していないことから）。
ゲーム版では第5話以降彼に話しかけることでパスワードの入力ができる。
アプリ版ではモンスターとして登場し、降臨クエスト「化猫に操られし音人の栄光」で入手が可能。
マックスむらい（仮称）
声 - マックスむらい
第1話でレンのスマホを修理した「リペアショップMAX」の店長、第6話・第8話で「BURGER STRIKE」の店員として登場。「今、参ります。」が口癖。
3DS版では第1話同様「リペアショップMAX」の店長で、100万円でコンティニューオーブを販売している。一時はモンスターに洗脳されたためにレン達と闘うことになる。
アプリ版ではモンスターとして登場し、降臨クエスト「参上!眼鏡に染みる漢の涙」で入手が可能。
支配人（仮称）
声 - 岩田光央
モンストコロシアムの支配人。常に笑顔を絶やさずゴマをすっている。13話ではイザナミに取り憑かれており、イザナミが倒されたことで解放されたが取り憑かれた際のことは覚えていない。20話ではレン達をモンスター召喚システムへと案内した。
石橋 健太郎（いしばし けんたろう）
声 - 北大路欣也
劇場版に登場する島根県出身の中年男。オルタナティブドラゴンを元の世界へ返すためのゲートを見つける旅に出ていた幼いレン達を家に招き入れ、翌朝レンに旅の安全としてお守りを託した。息子の聡太（声 - 松岡禎丞）がいるが、家出している。故郷は以前に何らかの災害で水没してしまっている。
仙台チーム
声 - 高梨謙吾（芦木徹〈あしき とおる〉）、内匠靖明（B）、熊谷健太郎（C）、山本格（D）
『Rain of memories』に登場する、明が通っていた仙台の中学校の1年上の生徒4人で構成されたモンストチーム。不正プログラムを用いて相手モンスターを金縛りにしたりコロシアムのフィールドを拡張させて明の妹・ルリをはじめとしたストライカーをフィールド内に入れさせた上で負傷させる戦法を得意とし、この戦法でルリにトラウマを植え付けさせた。さらに彼らの親が地元の権力者でもあり、それを理由に多額の口止め料を親に渡して一連の事件を揉み消させていた。その後神ノ原のモンストコロシアムに現れ、妹への復讐心に駆られていた明とバトルに挑むが、乱入した春馬と明に不正プログラムの中枢を担っていたリーダーの芦木が操っていたネロを倒されたことで不正プログラムが使用不可になり形勢逆転された上、加勢しに現れた葵と皆実を加えた4人によって残りのモンスターが全滅し敗北。その後、不正プログラムの存在が明るみに出たことで警察に逮捕、それと同時にメンバー全員のモンストのアカウントも凍結され、彼らの親が揉み消した事件についても傷害事件として捜査が行われることとなった。

## 登場モンスター（第1期・第2期）
名称はアプリ版や3DS版のものを記載する。

### レン達のモンスター
オラゴン（☆5）
声 - 福島潤
所有者：焔レン
レンがモンストアプリで解放の呪文「わんちゃんおらごん」を入力したことでレンのスマホから召喚した30 - 40センチメートル程の大きさのドラゴンで、自称「モンスター界のプリンス」。本作およびモンスト全体のマスコットキャラクター的存在。自分を「オラ様」と呼び、語尾に「～である」と付けて喋る。ツノは柔らかく、吸盤になったり伸縮自在でドローンを操作できたりする機能付き。大事なことは「オラゴンメモ」というメモ帳に記録しており、レン達の住む世界のことに物知り。明のことを「ツンデレ」と言ってからかっているが、それを言うと蹴られる、放り込まれるなど散々な目に必ず遭う。また、葵といった女子には弱く、撫でられたりすると「ポ」と赤面するが、その都度レンからは「ポじゃねえよ!」と突っ込まれる。
普段はレンといった一部の人間にしか見られないよう特殊なバリアを貼っているが、本人もそのバリアのことを忘れており、ライオネスといった動物にはあまり効果がない。小さいながらもレンをツノで投げ飛ばしたりと力はあり、フェンリルXを倒す程の実力を持つが、フェンリルX（20話以降は坂本龍馬）がレンのバトルでのメインのモンスターとなったため傍観者としてレンのバトルを見守ることが多くなりバトルで使用されることは少ない。
12話では彼から謎のドラゴンの影が出現するなどの片鱗が見え始め、14話でドゥームからオルタナティブドラゴンと呼ばれるなど徐々にその正体に迫っているが、本人も詳しいことはわかっていなかった。
48話においてバベルの攻撃を受け致命的なダメージを負ってしまうが、それがきっかけでレンとの記憶が一部蘇り、一時的にオルタナティブドラゴンとして覚醒したことでバベルを撃破する。しかし、それで全力を使い果たしてしまった上にカルマの攻撃を受け、光の粒子となって消滅してしまうが、レンがオラゴンを召喚した時の解放の呪文を再度入力した事で奇跡の復活を果たす。そしてレンと春馬が放った最後の一撃でカルマを倒した後に再び力を使い果たし消滅していった。しかし、アニメ第2期の0話「渇望の果ての理想郷」においてアヴァロンによる治療を受けて復活していたことが判明。市街地で暴れ回るアヴァロンがレンたちによって倒されると、再びレンたちの元へと還った。
劇場版第1作では、時系列的には第1期最終話から第2期0話までの間のエピソードであるため本編でオラゴンとしての出番はないものの、エンドロール後のおまけシーンにおいて蝶ネクタイの姿で登場する。
アプリ版では、第1話の解放の呪文を入力すると必ず入手する事ができるほか、劇場版前売り券の特典、各種イベントやキャンペーンなどにおいて複数の派生キャラクターが存在する。
伝説の赤龍 オルタナティブドラゴン（☆6）
声 - 福島潤
オラゴンの正体。バベル戦においてオラゴンがレンとの記憶を一部思い出したことをきっかけに覚醒した姿。全身が羽毛で覆われた屈強かつ巨大な翼竜の姿をしており、額には長い一本の角を有している。体格が大きくなったせいかオラゴンであった時と比べてかなり声が低くなっており、一人称も「私」に変わっている。
口からは強力な炎のブレスを放つことができ、バベルのレーザーとぶつかり合った際にそれを圧倒した上、高い耐久力を誇るバベルをあっさりと消滅させてしまうなどその実力は計り知れない。
劇場版でも登場しており、研究所の地下に捕らえられていたところを小学生時代のレン達に救われる。略称は「オラゴン」で、皆実が名付けた。
アプリ版では映画公開を記念した期間限定ガチャで入手でき、ガチャとしては初の☆6の状態で排出される。ただしあくまでオラゴンとは別のモンスターとして扱われているためオラゴンまたはその派生キャラクターを合成させてラックを上げることはできない。

炎邪狼フェンリルX（☆5→☆6）
所有者：サラリーマン→焔レン
1話から登場。サラリーマンに憑依していた火属性のモンスターでフェンリルの亜種。オラゴンによって倒されてすぐにゲットされ、レンが使用するモンスターの一体となる。14話ではイザナミの放った「黄泉の波動」から自分の身を犠牲にしてでもレン達を守り抜いた。その後、入手した獣神玉によって炎邪狼に進化を遂げる。長らくレンの主力モンスターとして使われていたが、19話でルシファーに敗北し、20話以降はアニメに登場していない。50話では名前で登場し、相討ちという形で戦闘不能に陥った龍馬の代わりにレンに召喚されようとしていたがカルマに阻止された。
アプリ版ではオラゴンまたはオルタナティブドラゴンをチームに入れている状態でフェンリルの降臨クエスト「神を喰らう狼牙の邪光」の究極を選択すると、専用クエスト「神をも焼き尽くす狼牙の炎」に分岐、そこで入手できる。通常のフェンリルとは違い進化のみとなっており、神化はできない。
ビゼラー（☆5）
所有者：中学生のうちの一人→焔レン
6話に登場。4人の中学生に憑依していたモンスターの1体である獄狼魔王ビゼラーの進化前。戦闘後レンにゲットされたが使用されていない。
維新の奇跡 坂本龍馬（☆6）
声 - 村田太志
所有者：焔レン
20話から登場。モンストコロシアムのモンスター召喚システムでレンに召喚されたモンスター。レンと握手を交わし、フェンリルXに代わるレンの新たなモンスターになる。
深夜中、レンが寝不足に陥る程スマホから「ぜよぜよ」と呼びかけていた。
しかし、レンがうまく使いこなせていなかったため力を出せず、純の桜のストライクショット「秘剣!桜吹雪の舞」を受けて敗北してしまったが、23話のダークゼウス戦で明がアドバイスをしてくれたおかげで初めてダメージを与えられ、バトルを重ねるごとに成長していく。
33話ではレンの「みんなを守りたい」という心と共鳴したことで獣神化を果たす。
維新回天の英傑 坂本龍馬（☆6）
声 - 村田太志
33話から登場。レンの心と共鳴した龍馬が獣神化を遂げた姿。レン達のモンスターを全滅させたバハムートの群生を一瞬にして全滅させる程の強さを持ち、ルシファーと接戦を繰り広げた。
50話ではカルマ撃破のために自身のストライクショット「維新回天ドラゴンスピリット」でウリエルらと共に相討ちとなったが、劇場版で生存していたことが判明し、冒頭で純の桜を倒し、獣神化以前に敗北した時のリベンジを果たした。その後、続・最終話にてパンドラの箱が開いたことで実体化してレンの部屋に現れた。
アプリ版では2016年7月27日にラーと共に獣神化が実装され、アニメ内でサプライズという形で発表された。
狐穴のフォックスメタル（☆6）
声 - 山本格
所有者：水澤葵
5話から登場。葵が使用する水属性のモンスター。葵によると「狐の穴産まれの狐の穴育ち、強いヤツはだいたい友達」がキャッチコピーの今は亡き有名なレスラーで、レンもグッズを愛用するほどファンであるらしい。グレイスモール神ノ原で4人の中学生を操っていた4体のモンスターと戦う。
しかし、弱点的に不利で亜人キラーを持つガッチェスに大ダメージを与えられてしまったり、15話ではドゥームの霧の影響で暴走した神威の猛攻でバトルフィールドの場外ヘ吹き飛ばされてしまい、リングアウトしてしまうなどレン達が使用するモンスターの中で戦績が非常に悪く、真っ先に撃破されることが多い。フェンリルX同様、20話以降はアニメに登場していない。
10話のデッドラビッツLtd.戦では太陽のロキと共に2連発の友情コンボを決め、勝利を収めている。
アプリ版では降臨クエスト「狐穴の覆面レスラー現る!」で入手可能。「フォックスメタル・ルード」に神化が可能で、神化させるにはバステトとルイ13世がそれぞれ2体、スライドではそれぞれ1体必要。また、同クエストにフォックスメタルを含めたデッキで挑戦すると、シークレットステージ「虎穴のスプラッシュタッグ」に分岐し、別モンスター「葵愛用フォックスメタル」を入手し、「葵&フォックスメタル」に進化できる。進化後のストライクショットのボイスもアニメと同じ声優が担当している。
英雄 ナポレオン（☆6）
声 - 芳野由奈（20話）→鈴木絵理（21話以降）
所有者：水澤葵
20話から登場。モンストコロシアムのモンスター召喚システムで葵に召喚されたモンスターで、フォックスメタルに代わるメインのモンスターとなる。
フォックスメタルとは対照的に21話での桜戦では自身のストライクショットで初白星を納め、その後のバトルでも好成績を収めることが多い。卑弥呼戦ではルシファーの妨害で引き分けになり、敗北には至っていなかったが、33話でのバハムートのメテオには耐えきれずに倒されてしまった。カルマとの決戦後、続・最終話にてパンドラの箱が開いたことで実体化して葵の部屋に現れ、その際に葵をチェスの相手に誘った。
持ち主の葵を反映しているからか、桜やニルヴァーナ戦、劇場版第1作冒頭でのゲノム戦で格闘戦を披露している。
エージェント・シリウス（☆6）
所有者：水澤葵
『Rain of memories』にて登場。葵が当時春馬のチームに所属していた際に使用していた狼のモンスター。口に刃の長いナイフを咥えており、素早い動きで敵を翻弄する。
春馬がチームを脱退して以降は使用されていない。
神機霊装 神威（☆6）
所有者：影月明
6話から登場。明が使用する光属性のモンスター。黒い機械の身体を持つ細身の剣士の姿を持つ。戦闘力は他のモンスターに比べて凄まじく高く、4人の中学生を操っていたビゼラーらやイザナミ配下のドラゴンをたった1体で全滅させたり、イザナミと互角の勝負を繰り広げるほど。
第15話ではドゥームの霧を浴びてしまった影響で身体が赤く変化し暴走してしまうが、何とか意識を取り戻す事に成功。レンのフェンリルXの友情コンボと同時に自身のストライクショット「雷切」を決め、見事ドゥームを打ち倒す。
しかし、19話の春馬が使役するルシファーの前に初の敗北を喫してしまう。その後はニルヴァーナに一度は撃破されたものの強さは健在。
だが、50話においてカルマに攻撃を加えようとしたところ捕獲されてしまい、右腕を引き千切られた挙句、自身の技である「雷切」を奪われてしまい、その技を受けて致命的なダメージを負い、オラゴン同様光の粒子となって消滅してしまう。
ただしその意思は残っていた模様で、明にウリエルを使うようメッセージを伝えていた。
アニメ版の後日談となる劇場版の冒頭にて、戦いの後生存していたことと、失った右腕も復活していたことが判明。カルマとの決戦時に明のリングが壊れていたために太陽達との勝負で思うような結果を出すことが出来ず明を苛立たせていた。明がゲノムと共に4年前の世界にタイムスリップした後は、研究所の人間やレン達を援護した。その後、続・最終話にてパンドラの箱が開いたことで実体化し祠に正座しており、明を驚かせた。
アプリ版では「モンストジェネレーション2016」のガチャで入手可能。「荒覇吐 神威」ヘ神化が可能で、神化させるにはエビルインライトが3体、セクシーローラーが2体、スラッシュが1体、スライドではエビルインライトが2体、セクシーローラーとスラッシュがそれぞれ1体必要。その後獣神化し、第2期後編第1話で通常の神威を使うがエデンに石化されるも石化から解かれる形で獣神化を果たした。明曰く「これが神威の本当の姿」とのこと。
地獄を粛す神の炎 ウリエル（☆6）
声 - 小松未可子
所有者：神倶土玄馬→影月明
50話から登場。元々は玄馬の所有するモンスターであり、記憶を失った玄馬が有事の際に対応するため、彼女のいる自身のスマホを葵に託していた。
その後、カルマとの戦いで神威を失った明が使用することになり、ストライクショット「ブレイズ・オブ・ジャッジメント」を用いてオベリスクを破壊し、カルマの能力「因果の法則」を破ることに成功する。その後、龍馬のストライクショット「維新回天ドラゴンスピリット」により龍馬らと共にカルマに攻撃を加え、相討ちになったかに見えた（実際はカルマがその攻撃を耐えきっていた）。その後無事だったことが判明し、集合した太陽達のモンスターと共にカルマへの総攻撃を行い、オラゴンのサポートを果たした。
その後、彼女の入ったスマホが玄馬の元へと返されたかどうかは不明。
ジョン万次郎（☆4）
声 - 濱野大輝
所有者：影月明
20話から登場。モンスター召喚システムで明に召喚されたモンスター。ラップを歌いながら登場したが、その風貌から明は「ありえない」と納得していない様子だった。その後も、バトルなどで使用されることはなかった。
デッドラビッツLtd.壱（☆6）
声 - 橋本ちなみ（リント）、芳野由奈（トリン）
所有者：若葉皆実
7話から登場。皆実が使用する木属性のモンスター。青と緑のストリート系のファッションをした双子のウサギの少女の姿をもち、巨大なナックルを装着している。初登場した時は対戦相手のドリルマックスらに圧勝するほどの強さを見せつけた。レンは二人を「調理実習でクッキーが美味かったら好きになりかねないバニーの二人組」と述べている。
10話ではその圧倒的な強さで、レン達を苦戦させるが、葵のフォックスメタルと太陽のロキの同時の友情コンボを喰らい敗北した。
レン達のモンスターになった後は友情コンボでサポートすることが多くなったが、敵モンスターに劣勢に追い込まれたり、敗北が目立つようになる。しかし29話ではアリスと交戦し、苦戦を強いられつつも「スーパーミラクルロケットパンチ」を放って勝利を収める。カルマとの決戦後、続・最終話にてパンドラの箱が開いたことで皆風に現れてナイチンゲールと意気投合していた。第2期後編第1話で神威と共に獣神化を果たす。
耳の立った青いウサギのパーカーの方は「トリン」、耳の垂れた緑のウサギのパーカーの方は「リント」という名前。ゲーム内では大手企業「デッドラビッツ」の社長令嬢という設定がある。
アプリ版ではガチャ「グリーンファンタジー」で入手可能。「デッドラビッツLtd.弐」ヘ神化が可能で、神化させるにはセクシーローラーとドリルマックスがそれぞれ2体、スライドではそれぞれ1体必要。
戦場のナース ナイチンゲール（☆6）
声 - 田村ゆかり
所有者：若葉皆実
皆実の所有する木属性のモンスター。人々を笑顔にするために戦っており、いつの間にか皆実のものらしきスマホの中に閉じ込められていた。
46話でレンたちと合流し、皆実のモンスターとなった。巨大な注射器に乗ってバベルの周囲を飛び回ることで触手を絡ませて動きを封じ、ストライクショット「お注射イグニッション」でバベルを転倒させる。カルマとの決戦後、続・最終話にてパンドラの箱が開いたことで皆風に現れてデッドラビッツと意気投合していた。
番外編「とびだせ!ナイチンゲール!」の主人公。
アプリ版では「モンストジェネレーション2016」のガチャで入手可能。
アルミラージ（☆4）
声 - 山本格
所有者：若葉皆実
20話から登場。モンスター召喚システムで皆実に召喚された兎のモンスター。やる気がなく太々しい印象だが、皆実は「かわいい」と言ってこのモンスターのことを気に入っている。ただし、バトルなどで使用されたことは一度もない。
アヴァロン（☆6）
声 - 本渡楓
ネオギャラクシー（火属性）
ヤマトタケル（☆6）
声 - 古川慎
ワルプルギス（炎属性）
声 - 田中理恵
所有者：マナ・リビングストン

### 太陽達のモンスター
狡知の神 ロキ（☆6）
声 - 柳田淳一
所有者：白浜太陽
10話に登場。太陽が使用する闇属性のモンスター。デッドラビッツLtd.戦で葵のフォックスメタルとの同時の友情コンボを決め、勝利へ導いた。
30話では薫のロミオを倒そうとするもロミオによって一瞬で消滅に追い込まれてしまった。32話でも召喚され、バハムートを倒していくも、33話でのバハムートのメテオを受けて倒された。
第2期前編の最終話にて獣神化した状態で登場する。
花ノ国の精 桜（☆6）
所有者：二階堂純
声 - 葉山いくみ
21話〜22話に登場。純が使役する闇属性のモンスター。彼女が召喚されると美しい桜の木が咲いたフィールドに変化する。
尋常ではないスピードを持ち、スピードから繰り出す攻撃でレンの龍馬を敗北させるも、葵のナポレオンのミサイルキックからのストライクショット「余の辞書に不可能という文字はない」を受けて敗北した。
天邪神ダークゼウス（☆6）
声 - 小山力也
所有者：滝井参仗
23話に登場。参仗が使役する光属性のモンスター。彼が召喚されるとギリシャの神殿があるフィールドに変化する。
筋肉質の身体のおかげで防御力が高く、使いこなせなかったとはいえレンの龍馬の攻撃をまったく寄せ付けなかった。
神話と同様に女好きで浮気癖があるため、妻がいるにも関わらず葵のナポレオンに壁ドンをお見舞いし、彼女を自分のものにしようとアプローチを続けていた。
レンが使いこなせるようになった龍馬にダメージを与えられて本気を出そうとした瞬間にヘラの電話で帰らざるをえなくなってしまうが、龍馬に対し自身に本気を出させたことを賞賛し、精進するよう言葉をかけ、ナポレオンにウィンクをして飛び去っていった（その際ナポレオンはたじろいでいる）。
バトルは途中棄権ということになり、レン達が勝利することとなった。
30話では葵の拒否も押し切って参仗が電話をかけるもヘラが誕生日で来ることができず、留守電をかけてきたが、32話ではヘラが気分を損ねたため召喚されたが、33話でバハムートがメテオを放った際にヘラからの電話を受けてしまい、気を取られてメテオの巻き添えになった。
ロキ同様、アプリでは獣神化が実装されたもののアニメでは反映されていない。それを皮肉っているからか、41話では中々獣神竜を集められない参仗に対し愚痴をこぼしていた。
森の歌姫 白雪姫リボン（☆6）
声 - 久保ユリカ
所有者：野田茜
24〜25話に登場。茜が使役する木属性のモンスター。彼女が召喚されると巨大な木の蔦がはりめぐらされたフィールドに変化し、同時に彼女のファンの木の人形が出現する。
召喚されるや否や歌を披露し、音符を発射して攻撃する。自分から近距離攻撃を仕掛けないため隙が多いが、茜がスマホを操作することで隙の多さを補う。リンゴには彼女の虜になってしまう毒が含まれている。多彩な攻撃が多いが彼女の力の源はスポットライトであり、破壊されると力を発揮できなくなる。
彼女の力の源がスポットライトであることに気づいたレンが自身の龍馬と葵のナポレオンの友情コンボでスポットライトを破壊されてしまう。
最後はアイドルの引退を表明するという形で棄権、そのまま茜のスマホに戻っていった。
28話では茜が召喚しようとするも既に引退しているため召喚できなかったが、32話では召喚されバハムートの群生を蹴散らすも本調子では無く、続く33話でバハムートのメテオを受けて倒されてしまった。
40話では、幕張メッセで実際に行われる「XFLAG PARK 2016」の復活ライブに向けてトレーニングをしていることが判明し、41話では復活ライブまでの経緯が語られた。9月25日に開催された「XFLAG PARK 2016」ではホログラムモデルによる復活ライブが行われた。更に獣神化が実装されることが発表され、CDデビューすることも発表された。
レンは彼女のことを「悪くない」と言って満更でもない様子である。
彼女が歌う「初恋は君色メモリー」はアニメ公式チャンネルで歌詞付きで視聴可能。

### 春馬達のモンスター
反逆の堕天使 ルシファー（☆6）
声 - 日笠陽子
所有者：神倶土春馬
17話から登場。春馬が使役する闇属性のモンスター。普段は白いパーカーを着た人間の少女に変身しており、春馬と共に行動をしている。モンスターとしての本当の姿はフードを被った女性の堕天使で、黒く染まった六枚の翼を持つ。
モンスターの姿に変化するときは周りの光景を荒廃したものへと変化させる。レン達の前に現れたバハムートを人間の姿でありながら一撃で沈めるほどの実力を持つ。どんな攻撃もバリアで防ぎ、広範囲のエナジーサークルや無数の怪物を操るストライクショットでレン達を敗北に追い込むなど、全モンスター中でも最高クラスの戦闘力を誇る。アプリ版ではバリアの耐久力は1万とされるが、アニメ版では威力が高いはずの神威のストライクショット「雷切」（威力150万）を防いでいる。
ルシファーの周りにあるガラスのようなオーラはエナジーサークルのオーラである。ルシファーが右手の人差し指を伸ばせば次第にエナジーサークルのパワーがためられていく。エナジーサークルの威力や大きさ・範囲はすべてルシファーの手で決まる。また、エナジーサークルを放つ時にはルシファーは必ず指をならす。
その実力とは裏腹に本来は怠惰な性格で、1日に20時間眠ることもある。また普段は冷酷かつ尊大な態度をとっているが、映画の特典映像では劇場版で出番がエンドロール後しかないことを示唆されたオラゴンを気遣ったり、映画の内容に感動し落涙するなど心優しい一面も見せる。
31話では志乃と葵の戦いを強制的に終了させ、レンとオラゴンと潤の前に現れると、渋谷にいる1000羽のカラスをバハムートに変貌させた。バハムートの召喚方法は、椅子から立ち上がり、空中上で「我、堕天の王なり…」と発言する。
34話から獣神化を果たしたレンの龍馬と対決。途中でバリアを破壊されるも戦闘に支障はなく、龍馬の刀を破壊したが、その折れた刀を利用した龍馬の銃弾を受ける。最後は龍馬と共に痛み分けとなり、トドメを刺すことはできなかったが、龍馬の戦いに満足した表情を浮かべた。続く37話では洗脳から脱した春馬によって召喚され、メメント・モリにトドメを刺した。
第2期（消えゆく宇宙編）の6話では、黄泉率いるヨモツイクサを撃破した。
スピンオフにして番外編である「ルシファーの休息」では主役を務める。
アプリ版では「モンストジェネレーション2015」のガチャで入手可能。
火之夜藝速男神 カグツチ（☆6）
声 - 内匠靖明
所有者：神倶土春馬
『Rain of memories』と劇場版に登場。春馬が小学生時代（この時は実験用のスマホを使用）から中学生時代（チーム脱退前）にかけて使用していたモンスター。本編にも登場したイザナミと、その夫であるイザナギの息子であり、両者の特徴を併せ持った姿をしている。
劇場版ではオルタナティブドラゴンらと共闘しアカシャに立ち向かい、「Rain of memories」では明の神威たちと協力して仙台チームを追い詰めた。
戦闘では右手に持った炎の矛を用いて戦う。
春馬がメメント・モリに取り込まれたことで闇のストライクリングを装着し、ルシファーを使役するようになって以降は彼が使用されることは無くなった。
3DS版では隠しボスとして登場し、ゲーム内に登場する超絶クエスト10つ全てをクリアすることで挑戦することのできるクエスト「因果より生まれし火の神」をクリアすることで入手可能。
アプリ版ではモン玉のポイントを50まで獲得することで入手できる「モン玉リドラ」と交換することで入手が可能となる限定モンスターとなっている。ただし3DS版とはアビリティやSSの性能が異なっている。
不思議の国の女王アリス（☆6）
声 - 渡辺はるか
所有者：小林茉利子
28話〜29話に登場。茉利子が使役する闇属性のモンスター。彼女が召喚されると周りが『不思議の国のアリス』の舞台であるワンダーランドのような世界に変化する。
常に笑顔を絶やさず、敵に容赦無くガトリング砲を連射しまくるトリガーハッピー。意志を持つウサギの人形は彼女が盾として使用し、そこから友情コンボを放つ。トランプを自由に操ることが可能。
デッドラビッツをペットにしようと襲いかかり、ガトリング砲を連射して追い詰めるも、自身が作ったトランプの壁の頭上からデッドラビッツの攻撃を受ける。ストライクショット「アリス・イン・マッドランド」を放つも最期はデッドラビッツの「スーパーミラクルロケットパンチ」を受け敗北した。
37話と43話では体力が限界に近づいていた龍馬に不気味な煙が漂うお菓子を食べさせ、体力を回復させた。
邪馬台国女王 卑弥呼（☆6）
声 - 名塚佳織
所有者：一ノ瀬志乃
30話から登場。志乃が使役する火属性のモンスター。前方後円墳の中から巨大な埴輪と共に現れる。
拡声器を使って埴輪を操り、様々な攻撃や防御陣を取り一切の隙を見せない。聞こえづらいときは拡声器で伝える。
彼女に刃向かった天罰を与えようと弱点的に不利な葵のナポレオンと引けを取らない勝負を繰り広げ、巨大な埴輪でナポレオンを叩き潰そうとするも、ナポレオンの渾身の力で巨大な埴輪を投げ飛ばされて破壊されてしまう。しかし、本気を出し更なる姿へ進化を遂げる。
アプリ版では「モンストジェネレーション2015」のガチャで入手可能。
倭国の女王 卑弥呼（☆6）
声 - 名塚佳織
葵のナポレオンに追い詰められた卑弥呼が、さらなる進化を遂げた姿。
進化するや否やストライクショット「神の言霊」を発動させる。
しかし、弱点的に有利なナポレオンにその一撃を耐えられてしまう。埴輪を総動員してナポレオンに立ち向かうが、突如現れたルシファーにバトルを強制的に終了させられてしまい、志乃のスマホへと戻ってしまう。
43話にてクシナダに操られている志乃を救うために春馬が彼女のストライクリングをはめて召喚。その際「乱暴な呼び方」と春馬に文句を言いつつも力を貸し、巨大埴輪とストライクショット「神の言霊」によりクシナダの大蛇を圧倒的な火力で焼き払い、勝利に貢献した。
デモンズ・ロミオ（☆6）
声 - 竹内良太
所有者：大和田薫
30話から登場。薫が使役する水属性のモンスター。彼が召喚されると周りが真夜中に変化する。
左腕の異形の腕から光弾を発射する。アプリ版では進化前のロミオが使用する拳銃を生成して攻撃に使用できる。
明の神威と太陽のロキと交戦し、太陽のロキを一瞬で撃破するほどの強さを兼ね備えており、一度は明の神威を追い詰め銃弾を頭に打ち込む。
神威を上空へ飛ばし、ストライクショット「心臓オペラ」を放つも、明の神威の「雷切」で左手を切断されて敗北した。

### 闘神
アニメ版に登場するボスモンスター。他のモンスターとは比べ物にならないほどの戦闘力を有し、アニメにおいてレン達の記憶を消した張本人。共通として体の一部が骨格が見えるほど透明になっている（ただし、カルマのみ例外）。メメント・モリ曰く人間の負の感情を世界にもたらし、戦いの種を広げることが目的。
アプリ版では、後述のように超絶クエストで入手可能。
水の闘神ドゥーム（☆6）
声 - 三宅健太
14話ラスト～16話にかけて登場。玄馬が使役するモンスターで「憤怒」の感情を司る闘神。
闘いに敗れた者達へ滅の審判を下す役割を担っており、彼等を容赦なく捕食していた。左半身が屈強な男の姿で右半身は今までに捕食した者達の顔が張り付いた悪魔のような異形の姿をしているのが特徴で、出現時にイザナミを捕食したことで胸には彼女の所有物であった青い勾玉が付いている。ワープホールを無限に作り出す能力を持ち、そこからモンスターを引きずり込んだり、ワープを介して攻撃を確実に命中させることができる。また身体から発せられる霧を浴びたモンスターはストライカーの意思を無視して暴走してしまう。
ワープホールで出現した腕でイザナミを掴んで捕食し、規格外の重力バリアを発生させ、今までのモンスターも比べ物にならない桁違いな戦闘力で皆実のデッドラビッツLtb.を戦闘不能にした。また自身の霧で神威を暴走させて、葵のフォックスメタルをリングアウトさせる。
しかし、レンがワープホールの法則を見抜き、明が使役する神威の猛攻を受け上空ヘ吹き飛ばされてしまい、最期はフェンリルXの友情コンボと神威のストライクショットを受け爆散した。
オラゴンを「オルタナティブドラゴン」と呼んでおり、レンはこのモンスターのことを知っているらしいが、最後まで思い出せなかった。
アプリ版では2016年9月8日から登場の超絶クエスト「滅の審判を下せし水の闘神」で入手可能。
炎の闘神ニルヴァーナ（☆6）
声 - 子安武人
25〜26話にかけて登場。太陽が使役する「堕落」の感情を司る闘神。太陽達を洗脳し操っていた黒幕。
快楽主義の自堕落な性格をしており、かなりの酒豪。パンクな衣装に身を包んだロッカーのような姿をしており、2丁拳銃を武器にして戦う。彼が呼び出す髑髏は時限爆弾になっており、巨大な爆発を起こして周りを焼き尽くすほどの火力を持つ。
戦闘力はレン達のモンスターを余裕であしらい、弱点的に不利なナポレオンの攻撃を受けても無傷だったが、それは自身の弱点である心臓を太陽に埋め込まれていたからである。
弱点をオラゴンに攻撃されたことで心臓が元に戻ってしまい、今まで蓄積されたダメージを一気に受けて暴走。痛みを快感と感じながら明の神威を倒し、猛攻を与えるも、最期はレンの龍馬のストライクショット「ドラゴン・スピリット」を心臓に打ち込まれて撃破された。
アプリ版では2016年10月6日から登場の超絶クエスト「頽廃に爛れし炎の闘神」で入手可能。
木の闘神メメント・モリ（☆6）
声 - 大原さやか
32話~37話にかけて登場。春馬に憑依していた謎の女の影の正体で「執着」の感情を司る闘神。
自身の能力により人間の心を「魂の牢獄」の中に閉じ込め、その魂を燻して苦しみを与えては悦に浸る悪趣味かつ卑劣極まりない性格。春馬にレンが自身の母親の仇だと記憶を改竄し、自身が彼の母親であると唆して操っていた。この時の詳しい様子は、スペシャル版の『Rain of memories』で描かれている。潜伏している時は洗脳された人間を感じられる太陽達でさえも彼女を感じ取ることができなかった。黒いドレスに身を包み、赤い彼岸花を頭に飾った女性の姿をしており、下半身はアイアンメイデンの形状をしている。赤い植物の触手を操って攻撃を行い、彼女から出る紫色の霧を吸うと幻覚に見舞われ、その幻覚によるエネルギーを吸収して成長を遂げる。また、黒色の棺桶から、イザナミ零を彷彿させる黒い体色の相手のモンスターの分身を作り出すことができる。
弱点的な不利なレンの龍馬と対決。レンを上記の霧で幻覚で混乱させてモンストのアプリ自体を削除をしようと企むも、幻覚から脱したオラゴンによって阻止された。しかし、駆けつけた春馬のチームメンバーのモンスターとレンの龍馬の黒い分身を作り出し、追い詰めるも洗脳から脱した春馬のルシファーによって黒い分身を消滅させられ、巨大な彼岸花を燃やされてしまう。
春馬を取り戻そうとするもレンの龍馬によって触手を燃やされ身動きが取れない隙を突かれてしまい、最期は春馬のルシファーの攻撃を受けて敗北。それでもなお春馬の母親だと言い続け、白骨化しながら消滅した。
アプリ版では2016年11月4日から登場の超絶クエスト「魂の牢獄を愛でし木の闘神」で入手可能。
光の闘神カルマ（☆6）
声 - 石田彰
38話から登場している謎の少年の正体であり、バベルを裏で操っていた最後の闘神。アニメ第1期のラスボス。
人間態の際は神ノ原中学校の生徒としてクシナダと行動を共にしており、第49話で本来の姿をレン達の前で現した。
変身後は今までの闘神と異なり身体に透明化している部分がない上、上半身裸で白い髪と体を持ち、胸部から両腕にかけての部分が紫色に変色している。胸の部分には不気味に輝く眼が存在している。
光の弾丸やレーザーを指から放つ他、レン達が撃破した闘神達に変身し、彼らの能力を使用する。なお、変身時は人格すらも対応する闘神のものへと変化する。また、彼の所有する巨大なオブジェ「オベリスク」の力によって、攻撃を受ければ受ける度に攻撃を加えたモンスターを徐々に石化させ力を奪い取る特殊能力「因果の法則」を発動させることができる。さらに、敵から結晶のようなものを抜き取ることで、敵の使う技を自分が使用することが可能。
人間そのものには関心を抱いていないものの、人間の記憶を美しいものと捉えておりそれに対しては強い執着を表している。そのため、遭遇した人間から記憶を奪い取り、それを結晶状にして記憶の図書館「オブリビオン」にコレクションしている。彼もレンのことを知っている模様。またオラゴンとも過去にただならぬ出来事があった模様で、「僕の全てを奪った」と強い執着を抱いている様子がうかがえる。
今までに登場した闘神の変身能力や、特殊能力「因果の法則」を発動させレン達を苦戦させていき、更に明の神威の右腕を引き千切った上で能力を奪い取り、彼のSSである「雷切」を放って神威を撃破した。
その後、新たに登場したウリエルによってオベリスクを破壊されたことで「因果の法則」を破られた挙句、龍馬の「維新回天ドラゴンスピリット」と相討ちになったが、その攻撃を耐えきり、満身創痍になった葵、皆実、明の記憶を奪い取って失神させ、最後に残ったレンの左腕をレーザーで撃ち抜き、止めを刺そうとする。
しかし、レンが解放の呪文を入力したことで自身が消滅させたオラゴンが復活。さらには気絶していた春馬たちや太陽たちが記憶を取り戻したことで集結し、彼らを迎え討つことになる。
周囲の瓦礫を操ってレン達に放ち、さらには強力な爆発を放とうと最後の抵抗を仕掛けるも、大勢のモンスターに阻まれた挙句、レンと春馬の放ったオラゴンに身体を貫かれ致命的なダメージを負う。消滅する間際、大勢の人間の記憶を奪っても結局孤独でしかなかった自分と、仲間達と力を合わせ成長していったレン達との差を思い知り、寂しげな面持ちで消滅した。
彼が倒されたことによりオブリビオンも消滅し、彼が今まで奪ってきた記憶の結晶は人々の元へと還っていった。
アプリ版では2016年12月9日から登場の超絶クエスト「因果の理を握せし光の闘神」で入手可能。
アカシャ（☆5）
声 - 飯島肇
劇場版に登場する闇の闘神であり、本作の最終ボス。人間の記憶を自身の資源とする。
他の闘神とは比較にならないほどの巨体を誇り、身体のあちこちに翼や目玉の生えた禍々しい姿をしている。全ての属性に有効なレーザーや禍々しい霧などを用いてレンたちを襲う。
彼自身を除く全ての闘神が彼の元から生まれており、身体の各部分には他の闘神を彷彿とさせる点がある。
物語の中で研究員に変装したゲノムによって復活された上で彼を取り込み、アカシャゲノムとなって更なる力を得る。
アプリ版では2016年12月22日から登場の超絶クエスト「記憶を屠りし闇の闘神」で入手可能。ゲノムを4体素材とすることで後述するアカシャゲノムへと神化合体させることが可能。
闇の闘神アカシャゲノム（☆6）
声 - 山寺宏一
アカシャがゲノムを取り込んだことでさらなる力を得た姿。
ゲノムと似た姿をしているが、上半身のみが形成されているうえ進化前のアカシャ同様規格外の巨体を誇り、頭部以外の全身が透過して骨格が剥き出しになっている。
幼少期のレンたちの記憶を奪った張本人。
周囲にあるものすべてを次々と飲み込んで巨大化し、この世界にある魂の痕跡すべてを食らい尽くそうと目論み、オルタナティブドラゴンと激突する。

### オブリビオンとその配下
3DS版に登場するモンスター。アニメ版ではキャラクターの立ち位置が闘神達と差し替えられており未登場。アプリ版への登場は未定。
オブリビオン（簒奪神オブリビオン）（☆6）
3DS版のラストボス。闇属性のモンスター。赤いマント羽織った人間の姿をしているが、顔は感情を感じられないようなモノアイ状になっている。奇跡ともいうべき高い治癒能力を持つため春馬と玄馬は百合を昏睡状態から回復する為にこのモンスターを手に入れようとしていた。彼自身に感情は存在せず、自身の感情の代わりに人間の記憶を宝石にしてコレクションする為に配下のロッゾ、ビアンガ、ヴォルデに神ノ原の人間の記憶を奪わせていた。玄馬がゲートを開いたことで召喚されたが玄馬の記憶を全て奪い、全てを絶望に陥れようと動く。
戦いの中でオラゴンに強力な一撃を加え、彼を消滅の危機に陥れる。その後もレン達の行く手を阻み続け、遂にはレンの左腕を負傷させた挙句葵と皆実の記憶を奪い失神させ、残されたレンと明を絶体絶命の危機に陥れるが、オラゴンによって記憶の宝石を散らばらせてしまい形成が逆転。最後はアニメ版のカルマ同様、レンと春馬の放ったオラゴンに身体を貫かれ、致命的なダメージを負う。消滅する間際、自身が敗北したことで何かの感情が胸に込み上げてきたことを感じ取るが、最期までそれが何の感情か解らないまま消滅していった。
アニメ版におけるカルマや、バベルの立ち位置に相当するモンスター。アニメ版では登場しないものの、49話にて、カルマが奪い取った記憶を保管する図書館が彼と同じ「オブリビオン」の名で登場する。
3DS版ではストーリー第12話「これが最後のストライク」やチケットクエスト「忘却の最果て」で入手可能。
名前のオブリビオンは英語で「忘却」を意味する。
ロッゾ（暴牙ヘルロッゾ）（☆6）
オブリビオンの配下である火属性のモンスター。頑丈な装甲で顔を覆ったドラゴンのような鹿の姿をしている。
3DS版ではストーリー第11話『俺たちの失くした記憶』やチケットクエスト『異界より現れし角獣』で入手可能。
名前の由来はイタリア語で赤を意味する「rosso」から。
ビアンガ（獣魔デスビアンガ）（☆6）
オブリビオンの配下である水属性のモンスター。氷に覆われた白い体毛が特徴の猪型のモンスター。
3DS版ではストーリー第11話「俺たちの失くした記憶」やチケットクエスト「醜悪なる獣魔」で入手可能。
名前の由来はイタリア語で白を意味する「bianco」から。
ヴォルデ（怪蝶ギガヴォルデ）（☆6）
オブリビオンの配下である木属性のモンスター。芋虫の姿をしており、進化すると蛇の目が特徴の蝶の姿へと進化する。
3DS版ではストーリー第12話「これが最後のストライクや」チケットクエスト「忌まわしき死の鱗粉」で入手可能。
名前の由来はイタリア語で緑を意味する「verde」から。

#### 『マーメイド・ラプソディ』の登場モンスター
キスキル・リラ/追憶の海の少女 キスキル・リラ（☆5→☆6）
声 - 花澤香菜
『マーメイド・ラプソディ』のキーキャラクターである紫色の髪が特徴の少女。アメリカ軍にその身を追われており、逃走しているところをレンに助けられた。普段は精神体となって活動しており、普通の人間では目視することが出来ないが、何故かレンだけは彼女の姿が見えている。
その正体は人魚の姿をした光属性のモンスターであり、高い治癒能力を持つ。この姿でオケアノスを倒し、最期は孤独だった自分に手を差し伸べたレンに好意を持っていることと感謝の言葉を伝え、スタイルズの銃撃を受けて負傷したレンを回復させるために全てのパワーを使い消滅してしまったが、ラストシーンで再度復活を遂げる。
「XFLAG PARK 2017」にて「永遠の海の少女 キスキル・リラ」の名で獣神化が発表された。
アプリ版では光属性ガチャ「STARLIGHT MIRAGE（スターライト ミラージュ）」および一部の特別ガチャで入手可能。彼女しか所持していない「治癒の祈り」と呼ばれるHPを全回復するアビリティを持ち、稀にボスステージ開始時に発動する。
Project K-done type01-
アメリカ軍の黒服が使役する水属性のモンスター。鮫のような顔を持った半魚人の姿をしており、肉弾戦を得意としていると同時にライフルを武器として使用する。戦闘力はあまり高くない。
リラを捕まえるために2人の黒服が市街地で召喚し、レンの龍馬と交戦するも十分な攻撃を与えられずに倒される。その後、海軍基地でリラを取り返すために黒服達が召喚するも、レン達のモンスターに撃破された。
海洋生体兵器　オケアノス（☆6）
所有者：ジェームズ・スタイルズ大佐
スタイルズ大佐が使役する光属性のモンスター。オレンジ色のラインが入った鯨の姿をしており、レン達のモンスターと比べて規格外の大きさを誇る。どんな攻撃も防ぐ強固な装甲を持ち、口から強力な破壊光線を放つが、口の中だけが生身でそこが弱点でもある。
スタイルズに召喚され、バリアを突き破ってレン達のモンスターにレーザー攻撃を仕掛ける。更に攻撃を仕掛けてきた葵のナポレオンと皆実のデッドラビッツを破壊光線で撃破した。しかし破壊光線を発射する際に弱点に気づいたリラに弱点を教えられたレンと明によってストライクショットを決められ、倒された。
しかしリラの住処である泉にて頭が損傷した状態で再度召喚され、スマホを破壊されたレンに攻撃するも、モンスターの力を解放したリラによって完全に消滅した。
アプリ版では究極クエスト「大洋に咆ゆる巨大生体兵器」をクリアすることで入手が可能となる。属性は光属性から水属性に変更されている。

### 『Rain of memories』の登場モンスター
妖精猫 ケット・シー（☆6）
所有者：影月ルリ
明の妹であるルリが所有する猫のモンスター。仙台チームと激闘を繰り広げたが相手の猛攻の前に敗退し、さらに相手が不正プログラムで4DARフィールドを拡張したことによって所有者のルリ自身が大怪我を負ってしまう。
紂王の妃 妲己（☆6）
声 - 櫻井浩美
所有者：仙台チームのメンバー
仙台チームのメンバーが所有するモンスター。自身の夫である紂王の人形を操りつつ、身軽な動きで相手を翻弄する。また、相手に無数の氷塊を降らせて大ダメージを与える。
ルリの所属するチームに勝利し、不正プログラムによってルリに重傷を負わせるが、そのことで明の激しい怒りを買う。
明たちとの対戦では無数の氷塊によってカグツチと神威を苦しめるが、明が他のチームメンバーと連携したことで体勢を崩され、神威によってスルトと共に撃破される。
その後、仙台チームの使用した不正プログラムが明るみに出たことで彼女のいたアカウントは凍結されてしまった。
嫉妬の権化オセロー（☆6）
所有者：仙台チームのメンバー
仙台チームのメンバーが所有するモンスター。巨大な槍をふるって対戦相手を苦しめる。
明たちとの対戦では、デッドラビッツのロケットパンチが腹部を直撃し倒される。
その後、他のメンバー同様彼のいたアカウントは凍結されてしまった。
灼熱の巨人スルト（☆6）
所有者：仙台チームのメンバー
仙台チームのメンバーが所有するモンスター。非常に大柄で、両手に持った大剣を武器に荒々しい戦闘スタイルを見せる。
明たちとの対戦では妲己と共に神威に撃破された。
その後、他のメンバー同様彼のいたアカウントは凍結されてしまった。
暴君ネロ（☆6）
所有者：芦木徹
仙台チームのリーダー・芦木徹が所有するモンスター。巨大なクランクホイールを抱えた王の姿をしている。
彼を所有していた芦木の端末が不正プログラム（4DARフィールドの拡張、敵モンスターの金縛り等）の根幹を担っていたため、バトル中にネロが倒されてしまうと不正プログラムは使用不可能となってしまう。明たちとの対戦で春馬にそれを見抜かれ、春馬のチームが4人揃ってからは真っ先に撃破されることとなった。
その後、他のメンバー同様彼のいたアカウントは凍結されてしまった。
大妖術師ジライヤ（☆6）、雷蛇ノ忍オロチマル（☆6）、炎狗忍イヌガミ（☆5）、妖狐イズナ（☆5）
春馬達が観戦していた明のバトルで相手チームが使用したモンスター。復讐に燃えていた明の神威にあっさりと撃破された。
ブルーリドラ（☆2）
コロシアムの降臨モードの雑魚モンスターとして登場したが、葵のシリウスと皆実のデッドラビッツに撃破された。

### その他のモンスター
宇宙樹神 ユグドラシル（☆6）、女帝クィーンバタフライ（☆6）
4話で登場。コロシアムでストライカーが召喚したモンスター。レチリードと勝負を繰り広げる。
このうちクィーンバタフライは『Rain of memories』では明が春馬のチームに正式加入した後に降臨モードのボスとして登場したが、明が使用する神威に撃破された。
恐竜王レチリード（☆5）
4話で登場。コロシアムで召喚された火属性のモンスター。ユグドラシル、クイーンバタフライと戦いを繰り広げ、クイーンバタフライの攻撃で大ダメージを受ける。
熊掌魔王バクーレン（☆5）、大獅魔王ガッチェス（☆6）、水象魔王ドガフィール（☆5）、獄狼魔王ビゼラー（☆6）
5〜6話に登場。ショッピングモールにいた4人の中学生（声 - 山下誠一郎、天﨑滉平、石谷春貴、室元気）に憑依していたモンスター。アプリ版に比べ、目が赤く光っている差異がある。
数が多いことに加え、ガッチェスの亜人キラーでフォックスメタルに大ダメージを、ビゼラーの友情コンボでフェンリルXとフォックスメタルに追加ダメージを与えるなどレン達を苦戦させるが、明が召喚した神威による援護で倒され、そのうちビゼラーはレンにゲットされた。
葵によるとこのモンスター達に乗り移られた四人の中学生のコロシアムの戦績はランキング外である。
『Rain of memories』にもメメント・モリに憑依された春馬が使用するカグツチの対戦相手として登場したが、程なくして撃破された。
重機凶竜ショベルザウルス（☆5）、重機猛犬ブルドーザーヘル（☆5）、重機大帝ドリルマックス（☆6）、気まぐれセクシーローラー（☆6）
声 - 山村響（セクシーローラー）
8話に登場。コロシアムでストライカーに召喚されたモンスター。皆実が使用するデッドラビッツLtd.壱の対戦相手として登場するも、敗北する。このうちセクシーローラーは女性ストライカーからは「お姉様」と呼ばれていた。
黄泉津大神 イザナミ（☆6）
声 - 瀬戸麻沙美
13～14話に登場。コロシアムの支配人に取り憑いていた火属性のモンスターで、モンスターの中でもかなりの強さをもつ超絶モンスターの一体。圧倒的な強さでレン達を追い詰めたが、ストライクショット「黄泉の波動」を放ったと同時に力尽き、彼女から獣神玉が排出された。
その後、突如出現したドゥームによって捕食される。
支配人からは「様」付けで呼ばれていた。
アプリ版では超絶クエスト「怨炎！黄泉の主宰神」をクリアすると一定確率で入手可能。
黄泉津大神 イザナミ零（☆6）
声 - 瀬戸麻沙美
イザナミが邪悪なエネルギーから変身した姿。体色が黒色に変化し、不気味に光る赤い目が特徴。
3DS版のオリジナルモンスターで「怨炎！黄泉の主宰神・零」に挑戦すると手に入る。後にアプリ版でも同名のクエストをクリアすることで一定確率で入手が可能。イザナミとは別キャラクター扱いとなっており、イザナミにイザナミ零を合成させてもラックを上げることはできない（逆の場合も同様）。
ドラゴン（火属性）
13話に登場。イザナミの配下モンスターであり、進化前バハムート（闇属性）の色違い。2体同時に出現したが、明の使う神威によって撃破される。
アプリ版でも「怨炎！黄泉の主宰神」や「怨炎！黄泉の主宰神・零」などで登場するが、敵専用モンスターで入手は不可能。
このモンスターはバハムートとは全く異なるモンスターであり、正式名称も決まっていないことがアプリ製作スタッフ（通称:中の人）であるテルーマンの口からYouTube公式チャンネルにて公開されている動画の中で明言されている。また、バハムートの種族が魔王族なのに対しこのモンスターはドラゴン族である。
巨獣バハムート（☆6）
18話に登場。モンストゲートから出現した闇属性の野良モンスター。レン達に襲いかかろうとするも、ルシファーの攻撃で一瞬で倒されてしまった。
32話ではルシファーによって渋谷にいた1000羽のカラスが変貌された姿として登場。レン達によって次々と倒されていくも、1000体という桁外れな数のため、レン達を苦戦させると同時にルシファーの号令で大量のメテオを降らし次々とレン達のモンスターを撃破していくが、獣神化した龍馬によって一気に全滅に追い込まれた。
嫉妬の女神ヘラ（☆6）
声 - 赤﨑千夏
23話に声のみ登場。光属性のモンスターでゼウスの妻。嫉妬深い性格で独占欲が強い。神殿にいないことに怒ってバトル中のゼウスに電話をかけてきた。さらに皆実の声を聞いてゼウスの浮気相手と勘違いし、激怒してしまう。実際に戦闘に参加したことはない。
八岐ノ贄姫 クシナダ（☆6）
声 - 和多田美咲
人間体では38話から、モンスターとしては42話から登場。志乃を洗脳して操っていた木属性のモンスター。ルシファー、カルマと同じく人間に変身しており、普段は顔半分を包帯で覆ったセーラー服の少女の姿をしている。欠けた鬼面を被ることでモンスター化し、白骨化した腕と大きく裂けた口の恐ろしい姿に変身する。生贄にされる際の絶望感や恐怖心がもとで暴れるようになる。
謎の大蛇の怪物の襲撃時に人間体の姿に変装していた際にレン達に助けられるが、レンを発見するや否やモンスターとしての本性を表し、直接攻撃を仕掛けてくる。
正体を表した後は自身が操っていた大蛇の怪物に加えて、自在に伸縮する腕や勾玉から放たれるレーザー攻撃、ワープホール等を使う。また、本気を出すと手から輝くプラズマの鞭を展開し接近戦を仕掛けてくる。
葵のナポレオンをワープによって自身の目の前へおびき寄せ、木属性の強力なレーザーによって瞬殺するなど、ワープを駆使したトリッキーな戦い方を行う。
志乃に取り憑かせた大蛇とのコンビネーション攻撃でレン達を圧倒するが、春馬が呼び出した卑弥呼により大蛇を全て焼き払われ、無防備となった所をレンの龍馬達による「維新回天ドラゴンスピリット」の一斉攻撃を受けて敗北した。その際、仮面が割れてしまった素顔をみせる。
アプリ版では超絶クエスト「八岐ノ森ノ贄比女」をクリアすると一定確率で入手可能。また、従えている蛇の怪物は「ヤマタノオロチ」の名で別モンスターとしても登場している（ただしこちらは水属性）。
古き世界の終わり バベル（☆6）
声 - 乃村健次
44話から登場した光属性のモンスターであり、玄馬が探し求めていた奇跡ともいうべき治癒力を持つモンスターの正体。ただしその治癒力を見せる描写は確認できず、そもそも本当に治癒力を備えているのかすら不明。一連の黒幕と思われていたが実際はカルマに操られていただけに過ぎず、オルタナティブドラゴンには「闘神の傀儡」と称されていた。顔が包帯で覆われており、無数の触手と鋭い鎌状の腕を持つ禍々しい姿をしたモンスター。体からは虫の羽音のような音が鳴る。触手の先端にある鉤爪状の部位は人間の記憶を奪い取ることができ、分離して活動が可能。規格外の耐久力を誇り、龍馬らの集中攻撃をものともしなかった。アプリ版とは異なり、進化後の状態で人語を理解し話すことが可能。
43話で玄馬によって召喚されたが、彼から全ての記憶を奪い去り、44話でレン達の目の前に現れ、辺りを激しく揺らすほどの衝撃波を発生させた。続く45話では素粒子研究センターに巨大な塔を出現させて神ノ原の人間の記憶を奪い、さらには太陽などといったレン達と関わりのある人間からレンらの記憶を消し、存在を消滅させることで、死よりも深い「忘却」という名の絶望をレン達に与えようと目論む。挙句の果てには春馬の記憶をすべて奪い取り、生命の危機に陥らせる。レンのことを知っている模様で、なおかつ彼に対し強い恨みを抱いている様子がうかがえる。またオラゴンにもただならぬ感情を抱いている模様で、カルマからオラゴンのことを教えられた際には彼に対し集中攻撃を加え、遂には口から光属性の強力なレーザーを放ちオラゴンに致命的なダメージを与えた。しかし、その後にオルタナティブドラゴンとして覚醒したオラゴンが放った強力な炎のブレスを浴び、その圧倒的な実力に驚愕しながら消滅した。
アプリ版では覇者の塔35階のボスとして登場し、30〜34階のクリア報酬として入手可能。彼本来の姿である神化合体後も存在し、覇者の塔40階の最終ボスとして登場するが、アニメでは未登場。
禁断の少女 パンドラ（☆6）
声 - 小倉唯
続・最終回「パンドラの箱」から登場。父親であるゼウスから禁断の箱の管理を任された少女。しかし、ゼウスから「決して開けてはならない」と忠告されたにも関わらず好奇心から何度も開けようとするなど、やや小悪魔的で好奇心旺盛な性格。
玄馬が管理するモンストゲートから彼の隙を突いて脱走し、そのまま神ノ原へと飛び出してしまう。その後レンたちと遭遇した際に足元につまずいて転倒してしまい、そのはずみでパンドラの箱を完全に開けてしまう。その結果モンスター達がバトルのみならず日常生活にまで介入する事態を発生させてしまい、その責任逃れのために逃亡してしまい、その後は定食屋で大量のご飯を頬張っていた。
シンドバッド（☆5）
声 - 浜田賢二
続・最終回「パンドラの箱」から登場。
バッハ（☆5）
続・最終回「パンドラの箱」から登場。
スイハンジャー（☆4）
声 - 興津和幸
続・最終回「パンドラの箱」から登場。
ツクヨミ（☆5）
声 - 洲崎綾
続・最終回「パンドラの箱」から登場。
大予言者 ノストラダムス（☆6）
声 - 釘宮理恵
2期第13話、「大予言者ノストラダムス」から登場。作中では第11話にてオラゴンが「モンスター界の中ではなんでも見通せる最強の予言者」と言っている。語尾に「〜ダムス」が付く。予言する時はノストラダムスが予言を受信し、それを更にお供のアンゴルモア（声 - 川田紳司）がその予言を紙に書き写したものをFAXのように吐き出す。これで実際にオラゴンの頭の角が折れてしまっている。
第12話にてノストラダムスに仕えているアンゴルモアがちょっと目を離した隙に行方不明になったためレン達が探し、東京タワーの近くにあるプリクラの中から発見された。だが、彼女は自分の予言を人に言いたくなく、人前にも姿を見せない。その理由は、彼女の予言は自分が思ったことが本当の出来事になってしまい、過去にその予言が原因で自分の親友を傷つけてしまったため、そのトラウマで人には予言を話したがらない。そして、レン達が大変なことになるという予言をしてしまった。その後、シャンバラが出現し自分の予言で人をまた傷つけてしまったと思い逃げ出してしまうが、葵の説得により彼女のモンスターとなり、シャンバラに反撃することを誓う。
伝説の女海賊アルビダ（☆6）
声 - 戸松遥
媽祖
声 - 高垣彩陽
道教の女神。元々は台湾版モンストにのみ登場していたが、2019年9月より日本版で限定ガチャ「オリエンタル・トラベラーズ」の限定キャラの一体として登場した。
ミロク
声 - 川澄綾子
大黒天
声 - 長縄まりあ（女）/泊明日菜（男）
不動明王
声 - 稲田徹
ロビンフッド
声 - 内匠靖明

## 登場人物（第3期）
第3期での登場人物は全てモンストのキャラクターで統一されており、人間にあたるキャラクターは一切登場していない。

### 主要人物

#### オラゴンと謎のダンボール怪人
オラゴン
声 - 福島潤
第3期全編通じての主要キャラクター。
友達がおらず、0話において自身の誕生日パーティーを開いても誰も来なかったことから「友達が欲しい」と願った際に「白の書庫」と呼ばれる謎の空間に飛ばされ、同時にストライク・ワールドおよびモンストが滅びる危機に直面していることをダンボール怪人に知らされ、モンストを救う5人の精鋭「ヒーローズ」を集めるという使命を与えられた。
『ルシファー 絶望の夜明け』では他のヒーローがルシファーを敵だと決めつける中、自身だけはルシファーを味方であり「友達」だと信じ続け奔走し、終盤でビナーが真の黒幕であることを知りショックを受けるも、必死で彼女を追いかけ説得する。
ダンボール怪人
声 - 山本格
異空間に飛ばされたオラゴンの前に現れた謎の人物。
自我を持つダンボールに目の穴が付いており、その目が映写機のようになってヒーローズの物語が映し出される。
その正体はオラネが乗ってきたダンボール型の時空移動スーツだった。
オラネ
声 - 峯田茉優
オラゴンに似た姿のモンスター。ノア編のエピローグで初登場。
オラゴンとは違い、体はピンク色で角に赤いリボンが付いている。悪しき天聖を倒して以降は天界でビナーの手伝いをする様になり「ビナー様」と慕っていたが、『ルシファー 絶望の夜明け』でビナーが本性を露にしたため呼び捨てで呼ぶようになる。

#### ルシファー編
ルシファー
声 - 日笠陽子
『ルシファー編』の主人公。ストライク・ワールドを救う5人の精鋭「ヒーローズ」の1人であり、リーダー格とも言える人物。
元天界の大天使長。ガブリエルからは「ルシさん」、ミカエルからは「ルシくん」と呼ばれている。クールな印象だが、仲間を想う気持ちは誰よりも強く、堕天使になってもその気持ちは揺らがない。仲間のためなら、命を惜しまず一人で戦おうとする。
かつて大勢の仲間を皆殺しにした仇であるケテルを倒すべく密かにオーブを持ち出したが、それを知ったケテルが「ルシファーがオーブを用いて謀反を企てている」とウリエル達を唆したことでそれを真に受けた他の天使や天使兵から狙われる立場となってしまう。そのオーブでケテルを倒した後にウリエルと離別し堕天使となり、同じ堕天使のゼフォンや独房に囚われていたベルゼブブと行動を共にしながらスルガトを巡る戦いに巻き込まれていく。
『ウェディングゲーム』ではビナーの紹介でダアトの修行を受ける。しかし修行の最中にダアトの口からケテルの復活を知り修行を切り上げてパワーアップしたケテルに挑み、最初こそは修行の成果によって追い詰めたものの形勢逆転され万事休すと思われたがウリエルなどの仲間達の思いによって獣神化を果たし、ケテルを完全に倒して引導を渡した。
『エンド・オブ・ザ・ワールド』では最初はウリエル達が目覚めず残りの天聖を単独で倒そうとしていたために他の仲間と手を組むことを拒んだが、後にノアの方舟に乗り込んでデスゲートに向かい、イェソドと対峙する。しかしイェソドの圧倒的なパワーに追い詰められ、羽を引きちぎられる。さらにビナーを失った絶望感から暴走したイェソドに他のヒーローと同様苦戦するも、天聖の力に覚醒したビナーによって全員が回復、引きちぎられた羽も復活して形勢逆転しアーサー、ビナーと共にイェソドを倒した。
『ルシファー 絶望の夜明け』ではマスターオーブを奪い、ストライク・ワールドを滅ぼさんとアーサー達に立ちはだかる。しかし実際はクインステラの予言でアーサーに殺されることを覚悟した上で二人の口から告げられた「マスターオーブを狙いストライク・ワールドを滅ぼす真の黒幕」の正体を炙り出すためにマスターオーブを奪っていた。その後、天界でアーサーのエクスカリバーに貫かれ死亡する。ラストでは彼女の墓が建てられた。
ウリエル
声 - 小松未可子
天界の大天使。ルシファーの仲間であり友人。
他の天使達よりも強い絆で結ばれており、ケテルからルシファーがオーブを用いて謀反を企てていると唆され、ルシファーの友情と大天使としての使命の板挟みに悩むも、使命に抗いきれずにルシファーと刃を交えることとなるが、真相を知り和解する。しかし、直後にケテルを倒したオーブの強大なエネルギーがもたらした激しい爆発から身を呈して彼女を守ったルシファーが自らの意思で堕天したことで離別してしまう。
復活したケテルの仕掛けたケテルチャレンジに巻き込まれて脱落し、昏睡状態となる。そして復活したケテルに追い詰められたルシファーに精神世界で問いかけ、獣神化するきっかけを与えた。
『ルシファー 絶望の夜明け』ではラストシーンで復活するという形で登場し、ルシファーの墓前で決意を新たにした。
ガブリエル
声 - 日高里菜
天界の大天使で、常に丁寧な口調で会話する。戦闘時には神化時の姿で行動するが、プライベートでは進化時の姿で行動している。
復活したケテルの仕掛けたケテルチャレンジに巻き込まれ、最後まで残ったミカエルと対立。後に脱落し昏睡状態となる。
『ルシファー 絶望の夜明け』では他の大天使同様ラストシーンで復活するという形で登場し、ルシファーの墓前で決意を新たにした。
ちなみにアプリ版においてケテルが登場する超絶クエストのステージのうちの一つは『ウェディングゲーム』での彼女とミカエルの決闘シーンを再現したものになっており、二人が敵として登場する。ミカエルを倒すとガブリエルが強制的に撤退するが、逆にガブリエルを倒してしまうとプレイヤーが全員強力な毒状態となる。
ミカエル
声 - 朝井彩加
天界の大天使で、一人称は「ボク」。男勝りな性格をしていて、短気かつ喧嘩っ早い。
後輩のカマエルとラミエルとは煉獄で繰り広げられた「天空火山の戦い」をはじめとした様々な戦争で共に戦ってきた戦友。
復活したケテルの仕掛けたケテルチャレンジではケテルに憑依されており、意図せずとも他の大天使達を欺いた末に最後の脱落者となり、後に昏睡状態となる。
『ルシファー 絶望の夜明け』では他の大天使同様ラストシーンで復活するという形で登場し、ルシファーの墓前で決意を新たにした。
ラファエル
声 - 安野希世乃
天界の大天使で、ガブリエルと同様に丁寧な口調で会話する。
復活したケテルの仕掛けたケテルチャレンジに巻き込まれて脱落し、昏睡状態となる。
『ルシファー 絶望の夜明け』では他の大天使同様ラストシーンで復活するという形で登場し、ルシファーの墓前で決意を新たにした。
ゼフォン
声 - 石川由依
『反逆の堕天使（第2期）』より登場する堕天使。ローラースケートの様な車輪の付いた靴で高速移動でき、踵に装備された可変式のブレードで敵を攻撃する戦法を用いる。
幼少期に迫害された上、母親も彼女の目の前で殺されたことで逆上して母を殺害した者を皆殺しにし、天涯孤独の身になるもダアトに救われ彼に師事し、それ以来多大な信頼を寄せている。
『反逆の堕天使（第1期）』でケテルに監禁されており、作中においてケテルがウリエルに見せた堕天使こそが彼女だった。後にルシファーに助けられて行動を共にしているが、あくまで監視という名目で行動しているだけである。
『ルシファー 絶望の夜明け』ではストライク・ワールドを滅ぼそうとするルシファーのやり方に不満を抱き見限るも、カエサルが築いたアジトを脱走した際に彼女に重傷を負わされ天界に落下、医療施設に搬送された。その後ルシファーが天界に侵攻した際に脱走し、偶然居合わせたオラゴンと共に走り出すも傷口が開いてしまったために力尽き、後をオラゴンに託して死亡したが、ストライク・ワールドが復興したことで復活した。
ベルゼブブ
声 - 平川大輔
『反逆の堕天使（第2期）』から登場。博識なる魔界の王。
煉獄の独房に閉じ込められていたが、そこにある書物に読み耽っている。スルガトの力を確かめるため、それを手に入れようとするルシファーに同行する。
『ルシファー 絶望の夜明け』でもルシファーと共に同行している。中盤ではゼフォンと同じくルシファーのやり方に不満を抱きマスターオーブが納められた指輪を渡そうとし、ルシファーに胸を突き刺され殺害されたと思われたが自らには心臓が無いいわゆる不死身であるため、終盤でヒーロー達を援護した。
スルガト
声 - 藤原夏海、相馬康一（古代兵器時）
『反逆の堕天使（第2期）』より登場。神を殺せる力を持つと言われる巨大かつ強大な古代兵器。両手から放たれる「破壊の雷」と呼ばれる巨大なビーム砲が武器。
その正体は無邪気な少年であったが、科学者である実の父親に古代兵器として改造され、母親もハーグストーンと呼ばれるスルガトを動かす石に封印されたという残酷な過去をもつ。
大昔に天界の一部を一瞬で破壊し尽くし、かつての天聖達に下界に封印されても数百年も暴れ続けた末に魔界に眠りについていたが、スルガトの力に目をつけたコクマーによって魔界に造られた自身の研究所で蘇生装置に魔界のマスターオーブの力を注ぎ込まれたことで復活。神殺しの実験台にされてビーム砲で生命の樹を破壊してしまった。
その後コクマーにハーグストーンを破壊され暴走するも、ベルゼブブの口から真相を知り自身の過去の境遇を照らし合わせたゼフォンから復元したハーグストーンを渡したことで消滅するが、破壊されたことで地上に落下しそうになった生命の樹の島を受け止める際に素体にされた少年の姿になって復活し、以降はルシファーと同行する。少年の姿になるとビーム砲は片手で放つようになる。
『ルシファー 絶望の夜明け』でもルシファーと共に同行している。ルシファーの目的に実直で、彼女の行動に疑念を抱くゼフォンにも邪魔をするなら敵対することも辞さない態度を示す。その後天界でパンドラと交戦し、自身の持つパワーで追い詰めるも箱から飛び出した災いの力によって倒される。パンドラに説得された際にルシファーに加担したことをかつてコクマーに神殺しの兵器として利用された件を含めて「死んで当然のこと」と吐露し、それを聞いたパンドラからの説得で「友達」となり、終盤でパンドラを守った。

#### パンドラ編
パンドラ
声 - 小倉唯
『パンドラ編』の主人公。ストライク・ワールドを救う5人の精鋭「ヒーローズ」の1人。
全知全能の神ゼウスの孫娘。無邪気で好奇心旺盛な性格。リボンにはオーブを感じ取る発信機のような機能が付いている。戦闘ではぜつぼうくんを武器として使用する他に、パンドラの箱型の手榴弾やダイナマイト等、多彩な武器を使用する事もある。
ふとしたことで開けてしまったパンドラの箱から飛び出した災いを元に戻すべく、カウンセラーとして『パンドラクリニック』を開設する。
『ノア編』ではパンドラの相談者として現れたケセドと共にノアの住む世界へと迷い込んでしまった所をノアに助けられ、彼らの旅に同行している。
『ルシファー 絶望の夜明け』では天界でスルガトと交戦し、彼の心境を聞いたことで「友達」となった。
ぜつぼうくん
声 - 鳥越まあや
パンドラの箱から飛び出した、不思議な生き物。怖いもの知らずで、体を風船のように膨らませてクッション代わりにしたり、目から銃弾のようにビームを発射したりと戦闘でもパンドラをサポートする。

#### アーサー編
アーサー
声 - 水樹奈々
『アーサー』編の主人公。ストライク・ワールドを救う5人の精鋭「ヒーローズ」の1人。
聖剣エクスカリバーを持つブリタニア国王。幼い頃に王位選定の証である聖剣カリバーンを抜いたことでブリタニアの国王として運命づけられた。
民を愛し、国を守る為ならどんな困難にも立ち向かう気品と勇気に溢れた女性。
『復活の騎士王』では修業の旅に出ていた際に亡霊にされた国民を元に戻すべくマーリン、ランスロットと共に旅立ちベイドン山の怪物を倒す。
『騎士王の覚醒』では突如現れたティファレトにエクスカリバーを奪われ、力を取り戻す為に旅立ち、その旅の中でクラーケンとの戦いや師匠・ペリノアとの再会、同じ弟子のアラウィンとの決闘や別れを経験しながら王として成長し、ティファレトを倒した。
『ルシファー 絶望の夜明け』ではルシファーを失ったヒーローのリーダーとして、世界を滅ばそうとするルシファーを倒さんと戦う。天界で激闘の末にルシファーを倒すが、カエサルからルシファーの真実を知らされ彼女を殺めてしまった事を強く後悔し、せめてもの償いとしてマスターオーブを破壊しようとしたが、その行為がビナーが本性を露にする原因を作ってしまう。
マーリン
声 - 福圓美里
アーサーの良き理解者である魔術師の少女。ハムシル（声 - 吉田有里）というペット兼妖精を連れている。
『復活の騎士王』ではベイドン山の怪物の魔の手から逃れ亡霊にならずに済んだものの、代わりに魔力を奪われてしまう。奪われた魔力の代わりに星型の魔法石を用いていたが、使い尽くしてしまった上にハムシルが魔物に捕まってしまった事で自身の非力さに気づき「ハムシルを助けたい」という思いによって魔力を取り戻した。
『騎士王の覚醒』では他の仲間とは異なりネオンに変えられずに済んだものの、ティファレトに奴隷としてこき使われハムシルを人質に取られるが、アーサーがエクスカリバーを取り戻したことで解放された。
ランスロット
声 - 八代拓
アーサーの忠実な部下である湖の騎士。アーサーの命令でブリグスト領を治めている。
『復活の騎士王』で自身が討伐しに行ったベイドン山の怪物に唆されてアーサーに対する悪意が増幅し、邪悪な力をもってアーサーに襲いかかるが、アーサーに怪物の呪縛を解き離れて救われ、アーサーとマーリンと共に怪物の討伐に向かう。
『騎士王の覚醒』では真っ先にティファレトのビームでネオンに変えられてしまうも、ペリノアがミラーボール型のネオン発生装置を破壊したことで復活。
『ルシファー 絶望の夜明け』にも登場。

#### ソロモン編
ソロモン
声 - 内田真礼
『ソロモン編』の主人公。ストライク・ワールドを救う5人の精鋭「ヒーローズ」の1人。
レシアル国の初代国王の孫娘。人々が安心して暮らせる幸せな国にしたいという想いを胸に秘めている。
魔術の勉強に励むも、思うようにいかない落ちこぼれな日々を送っていたが、ある日天啓から叡智を授かり、レビィと同等の才能を身につけるようになった。
師匠のバルトの裏切りや自ら隣国・サイザリー帝国の捕虜になるなどといった様々な困難に遭遇して自身の無力さを実感しながらも成長していき、祖父の初代国王の仇であるマルクトを撃破、その後は宰相となったレビィの提案で長らく空位となっていたレシアル国の3代目国王の座に着いた。
『ルシファー 絶望の夜明け』では序盤でルシファーの魔の手からレシアル国を守りきれなかったことに強い責任を感じ、中盤ではルシファーがマスターオーブを奪うべくブリタニアに侵攻することを危惧し「国の人を守るのが王の務め」とアーサーにブリタニアの護衛を進言した。
レビィ
声 - 東山奈央
ソロモンのライバル。幼少期からソロモンよりも秀でた魔法の才能を持つ。青い水晶の付いた杖で氷の魔法を自在に操る。
マルクトに事故を装って暗殺されたレシアル国の二代目国王の娘であるが、彼女は支族の出身で、本家であるソロモンに対抗心を燃やしており、天啓から叡智を授かって自身と同等の才能を身につけたソロモンに激しいコンプレックスや焦りを抱き、ソロモンを超えるためにレシアル国のマスターオーブの力を奪おうとするなど道を踏み外しそうになった。父親の仇であるマルクトをソロモンと共に倒した後は、彼女の願いを承諾し、バルト亡き後のレシアル国の宰相となる。
『ルシファー 絶望の夜明け』ではレシアル国でルシファー軍の襲撃によって負傷、その後天界においてマスターオーブの護衛を任された。
フォルネウス
声 - 吉野裕行
ソロモンが召喚した使い魔の1人である、地獄の大公爵。口は悪いが仲間想いな性格。
ソロモンが召喚方法を間違えて力が抑えられた状態で召喚されたが、本来の力を解放するとマルクトと互角に戦えるほどの力を発揮できる。
ソロモンから貰ったチーズ入りのピタパンの美味しさに惚れ込み大好物になった。
生物に漏れ出す殺意や悪意の匂いを嗅ぎ取ることができる。
ソロモンのことを「小娘」と呼んでいるが、『ルシファー 絶望の夜明け』では名前で呼んでいる。
カシエル
声 - 佐藤聡美
ソロモンが召喚した使い魔の1人である、孤独と涙を司る天使。丁寧な口調で会話する。傷ついた者を回復したり、悪魔の呪いを解く力を持つ。
かつて初代国王に召喚された過去を持つ。

#### ノア編
ノア
声 - 斉藤壮馬
『ノア編』の主人公。ストライク・ワールドを救う5人の精鋭「ヒーローズ」の1人で、メンバーとしては唯一の男性。
過去の事故で身体のほとんどを失い、機械化した青年。亡き父の意志を受け継ぎ、生命が絶滅した惑星からわずかに生き残った動物達と共に脱出する鍵となる方舟を動かす為、その世界に散らばるオーブのかけらを長い年月をかけて集めている。直向きで実直、どんなものにも手を差し伸べる良心的な性格で方舟を奪おうとしたケセドのことを誰よりも信じ続けた。
アダプターの攻撃で命を落としてしまうも、ケセドの力によって獣神化して復活する。
『ルシファー 絶望の夜明け』では地上に落下しかけた生命の樹の島の破片を破壊しつつ湖に落とす為にオペコと連携して方舟や自身の力を用いて破片を破壊した。
オペコ
声 - 田所あずさ
ノアの相棒の女性型オペレーティングAI。
思ったことが文字になって表示されてしまうエラーを抱えている。
『ルシファー 絶望の夜明け』ではノアと共に生命の樹の島の破片を破壊するためにエネルギーを供給した。その際一度は消滅（死亡）してしまうが、ノアの思いによって復活した。

#### エンド・オブ・ザ・ワールド編
カエサル
声 - 高山みなみ
杖を持った皇帝の姿をした少年。気まぐれかつ享楽的で、その真意を読み取ることができないトリックスター。常に使い魔の炎の魔神・ウェスタ（声 - 山本祥太）が宿る浮遊する椅子に座っている。
イェソドに命令されて天界へと赴き、ビナーをデスゲードへと拉致した。
『ルシファー 絶望の夜明け』にもルシファーの協力者として同行し、自らアジトを築く他、ブリタニアでの戦いでは元の姿になったフォルネウスとの戦いで神化した姿を披露した。また、ルシファーがストライク・ワールドを滅ぼしてまでマスターオーブを狙う理由についても詳しく知っている。

#### ルシファー 絶望の夜明け
クインステラ
声 - 山寺宏一
痩せ細った体格の「ウルフ」とウサギの耳を付けたずんぐりとした体格の「バニー」からなる予言者コンビの魔女。
神の未来でさえ見通すとも言われているが、その存在は伝説上のものだと考えられていた。両者ともオラゴン達とは比べものにならないほどの巨体をもっていて、彼女達の住まいである遊園地はアトラクションやオモチャなど全ての物が大きい。ヒーローズにアーサーがルシファーに殺される予言を見せた。
相手をオモチャに変える力も持ち、2人に突っかかったフォルネウスを猿のオモチャに変えた。
しかし予知能力は万全ではなく、真の黒幕についても分からなかった。
演じる山寺はモンストの劇場版前2作においても重要な役を演じている。

### 天聖
読みは「てんせい」。
神に仕える11人の神官。神殿に隠居しているダアトを除く10人の天聖を「十天聖」と呼ばれている。
各天聖の名前は旧約聖書に登場する生命の樹に関わるセフィロトに配置された10個のセフィラに、二つ名はへプライ語に由来する。
共通している部分は、神を殺した者の証である「壊れた天使の輪」。ダアトとイェソドを除く全ての天聖に存在する。
ビナー
声 - 堀江由衣
『理解』を司る天聖。『反逆の堕天使（第1期）』10話にて通信でサンダルフォンとメタトロンに指令を出す場面で初登場し、12話で姿を現した。
神の意思に背きマスターオーブを悪用したり生命の樹の破壊と神殺しを目論むなど私利私欲を貪る悪しき天聖達とは異なり、彼らを迎え撃つ為に天界の大天使長達と協力し、ケテル亡き後の天界を統べる者として天使達を導いている。姉であり先代の『理解』を司る天聖のプライオル・ビナーに憧れを抱いているが、自分は姉のような存在にはなれないと複雑な心境を抱えている。
『エンド・オブ・ザ・ワールド』にて残りの天聖達と立ち向かうためにルシファーら5人のヒーローズを天界に集めるものの、突如現れたカエサルに連れられイェソドの元へ向かう。
イェソドに説得を試みるも受け入れなかったことで自分の非力さを実感し、自分のせいで暴走したイェソドに責任を感じ、彼を道連れにネツァクの攻撃からカエサルから奪った杖を用いてルシファーを庇いリアクターへと落ちて死亡するが、精神世界でダアトの問い掛けで天聖としての力に目覚めて復活、彼女を失ったことで破滅の力が暴走したイェソドに立ち向かった。
『ルシファー 絶望の夜明け』でも登場し、ルシファーの裏切りに困惑しながらもアーサー達をサポートする。
しかし実際はマスターオーブを用いてストライク・ワールドを滅ぼさんとする真の黒幕。ことの始まりは天界が一度滅亡の危機に陥った際に姉から天聖の役割を引き継いだ時だった。当時の天聖達は自身の命惜しさを理由に正義感の強い姉なら断れないと考え生命の樹の寿命を延ばすための生贄になる役目を押し付けていた。そんな天聖達の本心を見抜いていたビナーは姉を涙ながらに必死で説得し引き留めようとするも、彼女もまたそれを見抜いた上で天界のために命を捧げることを選び、ビナーに天聖の力と天界の未来を託して生命の樹と一体化し消滅した。
しかし、姉の魂が宿り、妹のビナーにとって姉の唯一の形見とも言える生命の樹も悪しき天聖達の神殺しによって破壊され生命活動が止まり、天界は再度滅亡の危機に陥った。ショックを受けたビナーは悪しき天聖全員を倒すことで生命の樹は復活するだろうと考え、ルシファー達ヒーローズと協力し悪しき天聖を全滅させることに成功するも、悲願である生命の樹の蘇生は失敗に終わり彼女は世界の全てに絶望する。
そんな時、オラネの研究によって全ストライク・ワールドの情報が刻まれている白の書庫と、ストライク・ワールドで起こった様々な出来事が記録され世界を作り替える能力を持つ生命の樹の苗木である未来の木の存在を知った彼女はその力を追い求める様になり次第に彼女の願いは「3つのマスターオーブを用いて今ある世界を滅ぼし、未来の木の力で姉が犠牲にならずなおかつ悪しき天聖も存在しない新たな世界に作り替える」という狂気の様な歪んだ欲望に取り憑かれてしまう。後に自身の理想を実現させる手始めとしてヒーローズを利用し強力な力を持つ3つのマスターオーブと未来の木を揃えて秘密裏に現在のストライク・ワールドを全て消滅させる計画を企てその機会を窺っていた。
ビナーには生命の生死を含めた運命に干渉するという特殊能力が備わっておりその能力を活かしてクインステラの予知能力から回避し続けて計画を進めようとするも、クインステラの予知能力によって自身が死ぬことを知らされたルシファーが先回りしてマスターオーブを奪うという形で妨害されたことにより計画が破綻。さらにスルガトとパンドラを止めようと能力を発動させようとしたことでクインステラに自身の居場所を知られ、ルシファーの死後にカエサルからアーサー達にルシファーの真実を暴露されたことに加え、アーサーがルシファーを殺めてしまった償いとしてマスターオーブを破壊しようとしたことで正体を明かし、一連の真相を語りつつ彼女の力でかつてヒーロー達に倒されたマルクト・ティファレト・コクマー・ホド・ゲブラー・ネツァク・イェソドを傀儡として蘇らせヒーローズを容赦なく攻撃し、自身も白の書庫に向かい3つのマスターオーブの力でストライク・ワールドの消滅を実行させ、未来の木の特殊能力を発動させようとする。
しかしヒーローズと連携してゲートに入りストライク・ワールドの消滅から唯一逃れて白の書庫に向かったオラゴンの必死の説得によって世界が消滅していく光景を目にして心が揺らいだ彼女は世界の未来を自分に託した姉が世界の消滅など望んではいないことを思い出し、彼女は姉と同じく未来の木に自らの命を差し出し、微笑みながら消滅した。死を引き換えに未来の木は新たな生命の樹として成長し、荒れ果てたストライク・ワールドの復興と仲間達の蘇生・回復を行い、ストライク・ワールドには平穏が戻った。
ちなみにビナーという名は襲名制であることが『ルシファー 絶望の夜明け』のパンフレットで判明した。
プライオル・ビナー
声 - 皆口裕子
『ルシファー 絶望の夜明け』に登場するビナーの姉。存在自体は『エンド・オブ・ザ・ワールド』で示唆されていた。
先代の「理解」を司る天聖であり、ビナーにとって憧れの人物でもある。ビナーの回想シーンで登場し、生命の樹の生贄になるために妹に天聖の使命を引き継がせ、生命の樹と同化した。
ダアト
声 - 速水奨
「知識」を司る、天界が危機に瀕した時に現れるという11番目の天聖。ゼフォンの恩人にして師匠であり、彼女から多大な信頼を寄せている。普段は煉獄の「帰れずの森」の奥地にある「目覚めの神殿」に隠居しており、ビナーですら居場所を掴めずにいた。
長く白い髭を生やした年老いた亀のような姿をしていて、人間の姿に化けたり、杖で時空を意のままに操る能力を持っているが、悪しき天聖達を止められないと自ら口にするほど、その力は衰えてしまっている。
自身を連れにきたルシファーに対し、復活したケテルに対抗できるよう、闇属性以外の4つの試練を課して彼女に稽古をつける。
『エンド・オブ・ザ・ワールド』では神殿内で瞑想しており、イェソドを道連れにしてデスゲートのリアクターに飛び込み死んだビナーに精神世界で問いかける。彼女の本心を気付かせ天聖として覚醒させるきっかけを作るもそれにより体力を消耗してしまい、ビナー達の健闘でストライク・ワールドに平和が戻ったことを見届けながら消滅していった。

#### 悪しき天聖
十天聖のうち、ビナーや神に背いた天聖の総称。第3期総じての敵。
天界だけしか自分達の活動できる世界がないことへの不満から生命の樹を破壊して神殺しを完遂させた上で封印の楔で封じ込め、ストライク・ワールドのさまざまな世界で私利私欲を満たすために暴虐の限りを尽くしている。
「悪しき天聖」の名称はアプリ版の超絶クエストに由来する。
ケテル
声 - 置鮎龍太郎
『ルシファー編（反逆の堕天使〈第1期〉）』『ルシファー編（ウェディングゲーム）』に登場。「王冠」を司る天聖にして、作中において初めて登場した悪しき天聖。
厳かな雰囲気で口調は柔らかく丁寧だが、その本性は美しいものが壊れる様に喜びと快楽を感じる残忍な性格。普段は目を閉じているが、本性を表すと閉じていた目が開く。かつて彼の手でルシファーの部下を皆殺しにした、彼女にとっての怨敵。
表向きは平和を愛する人当たりのよい人物を演じつつ、裏ではルシファーを倒して天界そのものを支配しようと目論み、『反逆の堕天使（第1期）』にてウリエル達を利用してルシファーの始末を企てるも、彼を打倒すべくルシファーが密かに持っていたオーブの力がもたらした爆発で跡形も無く消滅した。
しかし、『ウェディングゲーム』にて取り込んだルシファーの羽によって悪魔じみた悍ましい姿となって復活。さらにルシファーの光を感じ取ったことでルシファーに対する復讐心と殺意が歪んだ「愛」に変化し、ルシファーと一体になって彼女をもっと感じたいと愛に焦がれる、より狂気性を孕んだ気質になった。
招待状を送りつけ天界のセントラルタワーに集まったウリエル達に「ケテルチャレンジ」と称したデスゲームを仕掛け、ミカエルに憑依した上で天使達の対抗手段を潰しつつ欺き、脱落した天使達をルシファーの結婚式の参列者として長剣で次々と石化させていく。ダアトから復活の知らせを受けて天界に帰還したルシファーを追い詰めて取り込もうとするも、ウリエル達に対する仲間の思いから獣神化したルシファーの放つ猛攻で返り討ちにされ、圧倒的な力の恐怖から命乞いするも「殺す価値もなければ生きる価値もない」と聞き入れて貰えずルシファーの無数の閃光を浴び、苦しみながら歓喜と快楽に満ち溢れた断末魔の叫びを上げつつ完全に倒された。
作中での極悪非道な性格から、ケテル役の置鮎は『ウェディングゲーム』配信時のモンストアニメ公式YouTubeチャンネルのコミュニティ欄のインタビューで「ケテルはもう正気じゃない」と述べている。
マルクト
声 - 諏訪部順一
『ルシファー編（反逆の堕天使〈第2期〉）』『ソロモン編』に登場。「王国」を司る天聖で、どんな相手をものともしない高い戦闘力を持つ。
自信家かつ部下を手駒としか思っていない冷酷な性格で、自身が治めるサイザリー帝国の住人を奴隷として扱い、野望の為に「イレスベンの塔」という巨塔を建造させている。
『ルシファー編』にてビナーやウリエル達を追い詰め、コクマーと共に生命の樹を破壊し神殺しを成功させた後は天界のリドラゲートでソロモンのいる世界に移動、『ソロモン編』においてサイザリー帝国の新皇帝として君臨し、敵対関係にあるレシアル国の初代や二代目の国王を殺害した。更に初代国王が死に際にかけた禁術によってレシアル国に近づけられなくなった為にその国の宰相・バルトを利用してソロモンの力を目覚めさせ、レシアル国に伝わる宇宙魔法陣によって神をも超える唯一無二の力を手にして全世界の掌握を目論む。
計画通りに作戦が進み力を手に入れるも、利用していたバルトが死に際に密かに仕込んだ蔓に絡まれて身動きを止められた隙を突かれ、それぞれの国王の娘であるソロモンやレビィ、ソロモンの使い魔であるフォルネウスやカシエルによる強力な合体魔法の前に火球ごと氷漬けにされて倒された。
『ルシファー 絶望の夜明け』ではビナーによって召喚された傀儡として登場。
ティファレト
声 - 高垣彩陽
『アーサー編（騎士王の覚醒）』に登場。『美』を司る天聖。一人称は「アタクシ」で口癖は「〜ザース」「ウェイ」。「人造パリピ」という配下を無数に従える。
本来の姿は容姿端麗な美女だが、美的センスが独特でその姿を「みっともない」と言う程気に入っておらず、普段はビューティーアップとして屈強で筋肉質な姿を保っている。しかし元の姿に戻るとビューティーアップに使った力を全て攻撃に注ぎ込むことで、より強靭な戦闘力を発揮することが可能となる。
アーサーが治めるブリタニアを襲撃してアーサーのエクスカリバーを強奪し、王として君臨してブリタニアや気に入らない者をビームでネオンに変えたりと好き勝手に圧政を敷く。
更に肌の大敵である紫外線を浴びないで済み、ずっとパーティができるという理由で、ブリタニアのマスターオーブの力で太陽をミラーボールへと変えてしまい元の姿での戦闘力でアーサーを徹底的に追い詰めるが、旅から「王」として成長し、痛めつけられても諦めない姿勢を貫いた勇姿に勇気づけられた仲間と民達の希望で力を取り戻したアーサーのエクスカリバーから放たれた光によって宇宙まで飛ばされて自身がミラーボールに変えた太陽に激突し、自分が誰よりも美しいと叫びながらその爆発に巻き込まれて消滅した。
『ルシファー 絶望の夜明け』ではビナーによって召喚された傀儡として登場。
ケセド
声 - 千葉繁
『ノア編』に登場。「慈悲」を司る天聖。頭にターバンを巻いた小柄な男。一人称は「吾輩」で口癖は「〜なのだ」「〜だがね」。
自己中心的かつ他人のことを信用しない性格で、気に入らないことがあるとターバンに付けた羽ペンを手に取り、ノートで点数評価をするのが日課。羽ペンを使ってケセド自身の絵姿を描くことでワープ用のゲートを作ることができる。
生まれつき体が弱く、父親から幼い頃にくるんで貰った、巻きつけた者に新たな生命を授ける力を持つ生命維持装置をターバンとして身に付けていないと衰弱するほど、自他認める「最弱の天聖」。そのことから他の天聖達に散々疎まれ侮辱されたことに腹を立て、彼らを見返すべくノアが動かそうとしている方舟を強奪する機会を虎視眈々と狙っていたが、次第に自分のことを仲間だと信じ続けるノア達に友情が芽生え始め、ノアがアダプターの攻撃で命を落とした際に自分の命を顧みず、装置を巻き付けてノアを獣神化した上で復活させた。
しかし装置を外したことでみるみると衰弱してしまい、ノアがアダプターを倒した後にコンプレックスだらけの自分の人生を省みて自分が嫌いだった本心を吐露、そして「仲間」の意味を理解しながらノア達に看取られ自身のノートと共に消滅した。
他の悪しき天聖としては唯一、主人公に倒されず和解するという形で退場した人物でもある。
イェソド
声 - 関智一
『エンド・オブ・ザ・ワールド編』に登場。「基礎」を司る天聖。第3期の最後の敵。
天聖の中でも最強の存在で、ストライク・ワールドの禁断の領域で手にした破滅の力でルシファー達を圧倒する程の驚異的な戦闘力を持つが、これでもまだ力の10%程の力しか出せていない。
かつてはビナーに好意を寄せていたが、天界の戒律を理由に拒絶されたことで神と世界が彼女を奪ったと逆恨みして無差別の殺戮を引き起こし、天界への反逆行為と見なされ身体をバラバラにされた状態で神に封印された。後に封印から解かれ神殺しに加担、コクマーに作らせた破壊兵器・デスゲートを利用してストライク・ワールドの消滅を企てる。
一度はルシファー達をその圧倒的な戦闘力で叩きのめすが、ビナーに道連れされてリアクターの中へと落下するも、ビナーを失った絶望感で破滅の力が覚醒し暴走。エネルギーを注ぎ込んでデスゲートを発動させ、愛する者を失った世界を消滅させんとするが、ルシファーとアーサー、ダアトの問い掛けを受けて天聖としての力が覚醒して復活したビナーによって破滅の力が剥がされる。
それにより正気を取り戻すも、「あなたに慈悲は与えません」とビナーに再び拒絶され、笑い声を上げながらリアクターの中へと落ち、崩壊するデスゲートと運命を共にした。
『ルシファー 絶望の夜明け』ではビナーによって召喚された傀儡として登場。

#### その他の悪しき天聖
以下の4人は『ルシファー 絶望の夜明け』コラボのイベントクエストで登場。
コクマー
声 - チョー
『ルシファー編（反逆の堕天使〈第2期〉）』『エンド・オブ・ザ・ワールド編』に登場。「知恵」を司る天聖。
クラゲを思わせる異形の姿をしたエイリアンの科学者の老人。「コッコッコッ」が口癖。頭部が本体で、胴体はホログラムで形成されている。研究や目的の為なら手段を選ばないマッドサイエンティストで、部下や研究所も平気で見捨てる暴慢な性格。
『ルシファー編』でマルクトと共に神殺しを目論み、魔界に建設した自身の研究所で神殺しの古代兵器・スルガトを魔界のマスターオーブを用いて復活させて生命の樹を破壊した上で別世界に持ち込もうとしたが、ルシファー達に追い詰められたため、やむなくハーグストーンを破壊してスルガトを暴走させて逃走。その代わりにスルガトのデータを記録していたが、既にベルゼブブに偽のデータにすり替えられたためにスルガトの持ち込みは失敗に終わった。
『エンド・オブ・ザ・ワールド』でイェソドの依頼で破壊兵器・デスゲートを開発。しかし、彼が自分達天聖の力を利用してストライク・ワールドを滅ぼすためにデスゲートを作らせたことを知って後悔し、ホド達に退避を促すも既にイェソドに加担していたため、彼らに阻まれデスゲートのビーム砲のエネルギー源にされた上で力を悪用されて自身の故郷の星を滅ぼしてしまった。その後最終決戦で解放されるも直後にリアクターにそのまま落下してしまうというあっけない最期を遂げた。
『ルシファー 絶望の夜明け』ではビナーによって召喚された傀儡として登場。
ホド
声 - 丸山ナオミ
『エンド・オブ・ザ・ワールド編』に登場。「栄光」を司る天聖。イェソドの同胞の1人。
髪型がリーゼントであるなどヤンキーを思わせる風貌をしており、無数の棘の付いた釘バット状の棍棒を武器にしている。何でも暴力で解決しようとする、乱暴かつ暴力的な性格。リーゼントは相手を持ち上げるほどの怪力を持っている。
デスゲートのビーム砲のエネルギー源として利用され、後に解放されてパワーアップした状態で襲いかかるも、パンドラの投げた箱型の手榴弾の巻き添えを食らって爆死した。
『ルシファー 絶望の夜明け』ではビナーによって召喚された傀儡として登場。
ゲブラー
声 - 末吉功治
『エンド・オブ・ザ・ワールド編』に登場。「峻厳」を司る天聖。イェソドの同胞の1人。
装備している巨大なギロチンで不浄なる者に裁きの断罪を下す、長く垂れた耳が特徴の屈強な聖職者。
ホドと共にデスゲートのビーム砲のエネルギー源として利用され、後に解放されてパワーアップした状態で襲いかかるも、ノアに吹き飛ばされた際にデスゲートにエネルギーを注ぎ込むイェソドのレーザーを食らって爆散した。
『ルシファー 絶望の夜明け』ではビナーによって召喚された傀儡として登場。
ネツァク
声 - 釘﨑日花（現・月城日花）
『エンド・オブ・ザ・ワールド編』に登場。「勝利」を司る天聖。イェソドの同胞の1人。
盲目でありながらさまざまな武術を繰り出す武道家。イェソドのことを慕っていて、彼の護衛を任されている。
デスゲートに侵入したルシファー達と交戦するが、盲目であることが仇となり敗れる。その後、ルシファーに止めを刺そうとするも、ビナーがイェソドを道連れにしてルシファーを庇って死亡したため、結果的に二人を死に追いやってしまう。
その後、破滅の力が暴走したイェソドの姿を見て彼が無事に生きていたことに安堵するものの、直後に彼が放つ衝撃波に耐えられず粉々に消し飛ばされ消滅した。
『ルシファー 絶望の夜明け』ではビナーによって召喚された傀儡として登場。

### その他の登場人物

#### ルシファー編
キングクロッチ
声 - 高木渉
『反逆の堕天使（第1期）』に登場。煉獄にあるキングクロッチ城でクロッチ達を統べる「煉獄の王（自称）」。語尾に「〜ッチ」と付ける。他人の精神世界に入れる「シンクロッチ」という技を使える。
王の立場を自負しており態度は偉そうだが、シンクロでルシファーの過去を知ったことで彼女の身を案じ、他の天使達を巻き込まないように嘘を信じ込ませるために、ルシファーを悪人として仕立てるための被害者役を自ら買って出たりと根が良い。部下のクロッチ達からも信頼されており、自身もクロッチ達のことを大切に思っている。
アプリ版ではクエストをサポートする「守護獣」として登場する。
サンダルフォン
声 - 阿澄佳奈
『反逆の堕天使（第1期）』に登場する「音楽の天使」の名を持つ大天使。ビナーの部下であり、メタトロンの妹。姉からは「サンちゃん」と呼ばれている。
シャボン玉を武器にし、そのシャボン玉に包まれた敵をピンク色の風船に変化する力をもつ。活発的な性格だが、攻撃の容赦がない。
『ウェディングゲーム』ではケテルチャレンジに巻き込まれる。姉と争う演技をした上でケテルに憑依した大天使を炙り出そうとするも、ミカエルに憑依したケテルに襲われ石化される形で脱落。後にルシファーがケテルを倒したことで復活した。
『ルシファー 絶望の夜明け』にも登場。
エリヤ
声 - 篠田みなみ
サンダルフォンの相棒であるピンク色のウサギのような生き物。語尾に「〜リヤ」と付けて話す。天界に繋がるゲートに変身でき、サンダルフォンが風船に変化した物を吸い込める。
メタトロン
声 - 井口裕香
『反逆の堕天使（第1期）』に登場する「契約の天使」の名を持つ大天使。ビナーの部下であり、サンダルフォンの姉。クールな性格で「〜なの」が口癖。妹からは「メタお姉ちゃん」と呼ばれている。
彼女が発動する誓約は絶対的な効力をもつが、使うほど自身の体力を激しく消耗してしまう。
『ウェディングゲーム』でもケテルチャレンジに巻き込まれるが、妹とは意思が共感し合っているという理由で妹と含めてケテルではないと発言し、後に妹と争う演技をしてケテルの正体を暴こうとするも、ミカエルに憑依したケテルに襲われ妹と共に石化される形で脱落。後にルシファーがケテルを倒したことで復活した。
『ルシファー 絶望の夜明け』にも登場。
ヨエル
声 - 藤原夏海
メタトロンの相棒である青色のウサギのような生き物。語尾に「〜エル」と付けて話す。巨大なスタンプに変身してメタトロンが提示した執行を実行することができる。
ビナーの命令を受けた姉妹にルシファーと関わりのあるウリエル達の見張り役を仰せつかり、「全権剥奪」の執行を実行させてウリエル達の翼や天使の力を消滅させることに成功するが、ウリエル達の演技を真に受けてしまった上にラファエルに背後から殴られて契約書を奪われてしまったり、名誉挽回としてキングクロッチを襲った上で彼に化けてもその言動からすぐにバレてしまったりと作戦の詰めが甘い。
カマエル
声 - 沼倉愛美
『ウェディングゲーム』に登場する大天使。ミカエルの戦友にして後輩であり、ミカエルを「先輩」と慕っている。ケテルチャレンジに巻き込まれラミエルと共に石化される形で脱落するが、ルシファーがケテルを倒したことで復活した。
『ルシファー 絶望の夜明け』にも登場。
ラミエル
声 - 上田麗奈
『ウェディングゲーム』に登場する大天使。ミカエルとカマエルの戦友。おっとりとした性格だが、一度でも怒ると仲間の見境なく容赦ない攻撃を仕掛ける。ケテルチャレンジに巻き込まれ石化される形で脱落するが、ルシファーがケテルを倒したことで復活した。
『ルシファー 絶望の夜明け』にも登場。
ザドキエル
声 - 千本木彩花
『ウェディングゲーム』に登場する大天使。生態データを読み取って分析する特殊能力をもっており、ケテルチャレンジに巻き込まれた際にその能力を活かして自身を含む大天使達に入り込んだケテルの正体を暴こうとするもいち早くケテルに気づかれ石化、見せしめとしてケテルチャレンジの最初の脱落者となる。その後ルシファーがケテルを倒したことで復活した。
『ルシファー 絶望の夜明け』にも登場し、マスターオーブを奪うために天界に侵攻したルシファーを大軍勢で足止めしようとするも、直ぐに倒されてしまう。

#### パンドラ編
ゼウス
声 - 小山力也
全知全能の神。世界を安定をもたらすために災いの箱を見張っている。
厳格さに満ち溢れているが、孫娘のパンドラのことを溺愛したり、誤って災いの箱ごと下界に落っこちたパンドラを見て現実逃避したりと少々頼りない。
神官
声 - 手塚ヒロミチ
ゼウスの側近。側近でありながらゼウスの頼りない一面に振り回されることも多い。
モグラ
声 - 山本格
ゼウスの神殿に突如現れたモグラ。パンドラが落ちた先に開いたゲートの解説を行う。何故か彼だけ2Dになっている。
三日坊主
声 - 田村睦心
パンドラに相談しにきた少年。何をやっても途中で投げ出して寝転ぶことを心情とし、蔑まれることに快感を覚える変わった価値観の持ち主。
パンドラの箱から飛び出た災い・須戸育三（声 - 田所陽向）に取り憑かれて、寝転がれない体になってしまった。

#### アーサー編
アヴァロン
声 - 本渡楓
『復活の騎士王』第1話冒頭に登場。かつて負傷したアーサーを治療した謎の少女。高度な医療システムを搭載した超古代兵器と融合している。
ベイドン山の怪物
声 - 杉崎亮
『復活の騎士王』のラスボス。ベイドン山に住み着いた、龍と昆虫がかけ合わさったような異形の怪物。息吹を浴びた者の心を絶望感で破壊し、アーサーが旅に出ていた際にブリタニアやブリグスト領の人々を亡霊へと変えていた。
体を切り落とされてもそこから新しく分身を生み出したり、身体の一部を自由自在に操ったりできる他、息吹を浴びた者に幻覚を見せて唆し、絶望に陥れる狡猾さも見せる。両肩にある目と胸部が弱点で、マーリンの魔法で弱点を見破られ、アーサーのエクスカリバーの力によって倒された。
エーリカ
声 - 石見舞菜香
『復活の騎士王』第2話に登場。ランスロットが治めるブリグスト領に住んでいる少女。ベイドン山の怪物によって亡霊に変えられてしまった。
ベイドン山の怪物を退治しに向かったランスロットが行方不明になった上、ランスロットから授けられたペンダントを返そうと彼の元へ行く途中に誤って湖へ落としてしまったことで自分がランスロットを殺してしまったと自責の念に駆られており、更にその湖には身につける物を投げ込むと願いが叶うという言い伝えがありペンダントは見つからないと諦めかけていたがアーサーが無事にペンダントを回収し、励まされて希望を取り戻す。
ガウェイン
声 - 稲田徹
『騎士王の覚醒』に登場。円卓の騎士の1人である太陽の騎士。幼い頃から実の兄のようにアーサーのことを見守ってきた。曲がったことが大嫌いな真っ直ぐとした性格。
『騎士王の覚醒』ではアーサーを庇ってティファレトのビームでネオンに変えられてしまうも、ペリノアがミラーボール型のネオン発生装置を破壊したことで復活。
『ルシファー 絶望の夜明け』にも登場。
トリスタン
声 - 三宅健太
『騎士王の覚醒』に登場。円卓の騎士の1人である渇欲の騎士。凄まじい怪力を持つ、心優しき大男。
『騎士王の覚醒』ではガウェインと共にアーサーを庇ってティファレトのビームでネオンに変えられてしまうも、ペリノアがミラーボール型のネオン発生装置を破壊したことで復活。
パーシヴァル
声 - 天﨑滉平
『騎士王の覚醒』に登場。円卓の騎士の1人である無垢なる騎士。堂々と居眠りしたりとマイペースな性格だが、正義感は他の騎士達とも勝るとも劣らない。
『騎士王の覚醒』ではガウェインやトリスタンと共にアーサーを庇ってティファレトのビームでネオンに変えられてしまうも、ペリノアがミラーボール型のネオン発生装置を破壊したことで復活。
グィネヴィア
声 - 中原麻衣
『騎士王の覚醒』に登場。アーサーの仲間である修道女。聖なる力をもってアーサー達をサポートしている。
『騎士王の覚醒』では隙を狙ってティファレトを倒そうとした際に彼女の元の姿を偶然見てしまったために口封じでネオンに変えられてしまうも、ペリノアがミラーボール型のネオン発生装置を破壊したことで復活。
『ルシファー 絶望の夜明け』にも登場。
シャークマン
声 - 竹本英史
『騎士王の覚醒』に登場。シュモクマンの兄であるサメの半魚人。鮫肌海賊団の船長だが、弟とは船長の座を争っている。名刀サメサメの所有者。
乱暴だがクラーケンに襲われた時に船員のノームの命を優先して自らが囮になったりと仲間想いで、ティファレトによって捕虜にされた際も彼女を倒すためにアーサーに助太刀する義理堅い性格でもある。「シャーク然（釈然）としない」、「シャーク（尺）が足りない」など「サメ」を交えたダジャレを口にするのが口癖。
シュモクマン
声 - 安元洋貴
『騎士王の覚醒』に登場。シャークマンの弟であるシュモクザメの半魚人。鮫肌海賊団の船長だが、兄とは船長の座を争っている。
シャークマンと同様に仲間想いで義理堅い。「視野が狭い」が口癖。
ノーム
声 - 江越彬紀、杉崎亮、野瀬育ニ、藤井隼
『騎士王の覚醒』に登場。鮫肌海賊団の乗組員達。「〜だよ」が口癖。
ティファレトと戦うためにネオンに変えられたブリタニアに踏み込むも全員ネオンに変えられてしまった。
クラーケン
『騎士王の覚醒』に登場。アーサーやシャークマン達の海賊船を襲ったイカの怪物。
名刀サメサメを携えたアーサーに斬り伏せられる。
マダム・ゼニー
声 - くじら
『騎士王の覚醒』に登場。丸々太った身体に緑色の肌を持つ醜悪な見た目の大富豪。
ペリノア
声 - 平田広明
『騎士王の覚醒』に登場。ノーサンバランドの元国王でアーサーとアラウィンの師匠。
酒とギャンブル、女性が好きで、アーサーから預かったカリバーンを生活苦故に質屋に預けてしまったりカジノで平然とイカサマを行ったりとだらし無い性格だが、戦闘力は今なお衰えておらず、ティファレトに捕虜にされた際にミラーボール型のネオン発生装置を破壊しようとして落下したシャークマンを踏み台にして自身の愛剣で装置を破壊した。
『ルシファー 絶望の夜明け』にも登場し、愛弟子が治めるブリタニアを守るためにベルゼブブと交戦するもスルガトのビーム砲の直撃を食らって負傷した。
質屋の店主
声 - 小形満
『騎士王の覚醒』に登場。
ノーサンバランドにて怪しげな質屋を営む、火属性のネクロン。
生活苦に悩んでいたペリノアからカリバーンを預けられ、それを受け取りに来たアーサーを剣王の領域へと引き摺り込んだ。
ヴィシャス
声 - 松風雅也
『騎士王の覚醒』に登場。2丁拳銃使いの男。
腹黒い性格で、剣王のアラウィンを倒しグリムロードを手に入れるために剣王の領域に踏み込んだ際そこに迷い込んだアーサーと接触し彼女を利用しようとするが、それをアラウィンに気づかれ深手を負わされた挙句、逃走しようとした所をグリムロードに命を吸い取られて消滅した。
アラウィン
声 - 小林裕介
『騎士王の覚醒』に登場。アーサーと同じくペリノアの弟子であり、アーサーに突っかかった荒くれ者（声 - 田所陽向）を平気で殴り倒すなど無愛想な性格をした青年。
幼いアーサーがカリバーンを抜いてブリタニアの王に選ばれたと同時に行方をくらまし、多くの人々を斬っていった末に剣王の領域で意思を持つ魔剣・グリムロードを手に剣王と名乗っている。
特に同じ弟子であるアーサーに対してはアラウィン自身が一番優れているにもかかわらず彼女がカリバーンを抜いたことで激しいコンプレックスを抱いており、剣王の領域にあったカリバーンをアーサーに持たせた上で決闘に挑んだがグリムロードに見限られたことで敗北。
その後、剣王の領域から脱出するためにアーサーに手を差し伸べられてもそれを一蹴し、闇の谷底に消えていった。

#### ソロモン編
バルト
声 - 間宮康弘
レシアル国の宰相である大魔術師。ソロモンとレビィの師匠。
天聖のマルクトと手を組みレシアル国のマスターオーブを強奪、ソロモンに幾度も立ちはだかる。
実はかつてマルクトに心臓を奪われて生殺与奪の権を握られている身であり、愛弟子など周囲を欺きつつレシアルと愛弟子を守るため、悪魔に魂を売って人ならざる者と化してもマルクトを倒す機会を密かにうかがっていた。
そして本性を現しマルクトに戦いを挑むもなす術なく倒されて死亡。しかし死の間際に蔓の種をマルクトに植え付けており、最終決戦でソロモン達がマルクトを倒すチャンスを与えた。
初代国王
声 - 麦人
レシアル国の初代国王でソロモンの祖父。マルクトによって殺害されるも、死の間際にマルクトがレシアル国に永遠に踏み入れられない禁術をかける。
第2代国王
声 - 伊丸岡篤
レシアル国の2代目国王でレビィの父親。事故死したとされていたが、実際はマルクトに事故を装って暗殺されていた。
砂漠の国の兵
声 - 山本祥太（兵長）
レシアル国と同盟関係にある砂漠の国の民。ロック鳥を象った装飾をしており、ブルーリドラを象った戦車も配備されている。初代国王と2代目国王が亡くなっていることを理由に同盟を無視し、大軍勢でレシアル国を攻め落とそうとするも、ソロモンとレビィに敵わず降参した。

#### ノア編
アダプター
声 - 辻󠄀本貴則（人型アダプター）
ノア編での敵。液体状の実体を持つ花のような姿形をした巨大な怪物。その形状からケセドからは「ギガツボミ」と呼んでいる。
光線を発射でき、触れた生物の体を溶かしてしまう。執念深く、獲物と認識したものを殲滅するなら何処までも追いかけ続ける。
芋虫型や人型など様々なタイプの分身が存在するが、共通して身体のどこかにあるオレンジ色のコアを破壊すると倒せる。

## 用語

### 第1期・第2期
アニメ（第2期まで）および3DS版について解説。
モンスト
中学生の間で話題のスマホアプリで、ストライクリングを介してプレイするゲームシステム。
モンストで遊ぶプレイヤーを「ストライカー」と呼ぶ。
神ノ原
レン達が暮らす場所で、物語の主要舞台。春馬もかつてここに暮らしていた。
渋谷
春馬が引っ越した場所で、第二の主要舞台。
神ノ原中学校
レン達の通う中学校。
ストライクリング
ストライカーが右手の人差し指にはめる指輪。これを持っていないとモンスターがうまく攻撃できない。
リングに蓄積された一定の経験値を満たし、モンスター召喚システムで新たなモンスターの召喚が可能な状態になると光る。
ストライクリングにも属性が存在し、対象のモンスターと異なる属性のストライクリングは基本的にそのモンスターを弾くことは困難となるが、場合によっては可能である。
ゲームでは単に「指輪」と表記されている。
劇場版ではレン・葵・皆実が持つストライクリングが「はじまりの指輪」と呼ばれている。一方で明はカルマとの決戦以降破損した状態のリングを使い続けており、冒頭ではそれが原因で神威の力を上手く発揮できなかったが、オルタナティブドラゴンやアカシャをめぐる事件の中でレンの祖父から光属性の「はじまりの指輪」を受取り、レン達の後を追いかける（劇中で「はじまりの指輪」についての詳細は一切触れられていない）。
続・最終話でのパンドラの一件でモンスターが実体化して以降、レンたちのリングは玄馬によるチューニングを施した上でバージョンアップした物になり、一つのリングで様々な属性のモンスターを操ることも可能になった。
4DAR
モンストでバトルする際に用いられる仮想空間のバトルフィールド。
起動すると指定した空間を取り込んだ上で展開される。
不正プログラム
「Rain of memories」において仙台チームが用いた特殊プログラム。
このプログラムで4DARを拡張させて相手のストライカーをフィールド内に入れさせた上で負傷させたり相手モンスターを金縛りさせたが、仙台チームのリーダー・芦木徹が所有するネロがプログラムの中枢を担っており、それを春馬に見抜かれ明の神威と春馬のカグツチによってネロを撃破されプログラムは使用不可となった。
それ以前に同様のプログラムが一瞬出回って回収騒ぎになったことが皆実のセリフで明かされている。
モンストコロシアム
ショッピングモール「グレイスモール神ノ原」の地下に存在するモンストの施設。ステージ上で4DARを展開させてモンスターを戦わせる。
アニメ版ではモンストがインストールされたスマホをエレベーターにタッチするとコロシアムへ向かう描写がある。
また、施設内はモンスター召喚システムが存在し、そこで新しいモンスターを手に入れることができる。
ドゥーム戦で壊滅的な被害を受けてしまうが、モンスター召喚システムだけは無傷で無事だった。
「Rain of memories」では明の故郷である仙台にも存在していることから各地にも同様の施設がある模様で、特に神ノ原のコロシアムは全国からストライカーが現れることもある。
素粒子研究センター
渋谷と神ノ原に存在する研究所。神ノ原の素粒子研究センターはグレイスモール神ノ原の地下に存在し、モンストコロシアムのさらに下の方に存在する地下研究所となっている。
神ノ原の素粒子研究センターは劇場版第1作では青少年科学館の地下に存在し、少年時代のレン達はそこでオルタナティブドラゴンと出会う。
その後起こったアカシャの襲撃で隣接する球場跡と共に壊滅的な被害を被った。その跡地に建てられたのがグレイスモール神ノ原である。
第1期44話ではクシナダに洗脳された志乃の手助けもあって神ノ原の素粒子研究センターへ向かうことになるが、レン達は闘神に記憶を奪われていたもののデジャヴを感じていた。玄馬はそこにあるモンストゲートでバベルを召喚するが、バベルが彼の記憶を奪った上で巨大な塔を出現させる事件が起こり、バベル撃破後のカルマ戦も塔の跡地で繰り広げられた。
エナジーポイント
未知のエネルギーで、番人である守護神に守られている。

### 第3期
アニメ第3期および劇場版『ルシファー 絶望の夜明け』について解説。
ストライク・ワールド
第3期での世界観の総称。天界・魔界・煉獄を中心に無数の異なる世界が存在する。
天界
全ストライク・ワールドの中心部を担っている世界。
ルシファーといった天使達のいる世界でもある。
魔界
『反逆の堕天使（第2期）』の主要舞台となる夜のような漆黒が広がる世界。
大昔にスルガトが眠りについた場所であり、コクマーが建設した研究施設にて魔界のマスターオーブを用いたスルガトの蘇生実験が行われた。
煉獄
天界の真下にある、荒れ果てた広大な大地。キングクロッチを始めとする多種多様なモンスター達が生息している。
元々は天界の一部だったが、スルガトが暴れ回ったことで形成された。
かつてミカエル、カマエル、ラミエルの3人が戦った「天空火山の戦い」が繰り広げられた場所であり、キングクロッチやその部下が築いたキングクロッチ城やダアトが隠居している目覚めの神殿もそこにある。
ブリタニア
ストライク・ワールドの一つである、アーサーが統治する王国。
アーサーの武器であるエクスカリバーを称える「エクスカリバー祭」も行われている。
レシアル国
ストライク・ワールドの一つである、魔法が発達した王国。ソロモンとレビィの生まれ故郷でもある。
王宮の宝物庫に保管されているマスターオーブの力で形成された魔法陣で守られている。
かつてはソロモンの祖父である初代国王やレビィの父親である2代目国王が統治していたが、どちらもマルクトに殺害されたため国王は長らく空位の状態となっていた。
マルクト撃破後にレビィの進言でソロモンが3代目の国王になった。
サイザリー帝国
ストライク・ワールドの一つである、レシアル国の隣国である帝国。レシアル国とは敵対関係にある。
砂漠の国
ストライク・ワールドの一つである、レシアル国と同盟関係にある国。
天聖
神に忠誠を誓った11人の神官の総称。
中には神に反逆して神殺しを企てたりマスターオーブを悪用してストライク・ワールドを制圧する者もいる。
生命の樹
天界に存在する神樹。
空中の島に植えられており、周囲にある聖なる祠の結界によって厳重に守られている。寿命があり死に近づくと天界のどこかに種を落とし新たな世界を生み出すが、5000年に一度天聖の命を生贄に捧げることで寿命を延ばすことが可能となる。
しかしマルクトの進撃によって祠が破壊され結界が破られた上に、古代兵器としてコクマーに操られたスルガトによって致命的な打撃を受けた際に島ごと魔界に落ちるも、『ウェディングゲーム』冒頭で天界に舞い戻り、少しずつ息を吹き返し始める。
未来の木
ストライク・ワールドの未来を司る虹色の苗木。
ストライク・ワールドに異変が起きると葉が枯れて落ちていく。
イェソドを倒した事で一度は元に戻ったが、『ルシファー 絶望の夜明け』で再び枯れ始める。
その正体はプライオル・ビナーが生贄となった際に落とした生命の樹の種から発芽した苗木であり、記憶を作り替える特殊能力を持つ。
白の書庫
全ストライク・ワールドの情報が刻まれた書庫。『ウェディング・ゲーム』までオラゴンとダンボール怪人がいた場所でもある。本棚に納められた本は真っ白であり、ストライク・ワールドが滅びると消滅する。
飛空艇
天界に存在する、コックピットが2つ存在するいわゆる複座式の戦闘機。機首から発射されるレーザーが武器。他にも戦艦サイズのタイプが存在する。
名刀サメサメ
『アーサー編（騎士王の覚醒）』に登場する、シャークマンが所有する刀。
既に錆び付いていた状態だったために抜くことが出来なかったが、アーサーの力で錆が取れてクラーケンを切り伏せた。
剣王の領域
『アーサー編（騎士王の覚醒）』に登場する、真っ赤な空と朽ち果てた荒地が広がる不気味な異空間。剣王・アラウィンによって打ち倒された者達の持っていた武器の墓場で、無数の武器が山に沿ってうねるように無数に飛び回っている。
ノーサンバランドの質屋が入口となっている。
グリムロード
声 - 乃村健次
剣王となったアラウィンが愛用している意志を持つ魔剣。
漆黒の様な黒色をメインに、血管を思わせる赤色のラインに複数の目玉が付いた禍々しい形状をしており、他人の命を吸収する力を持つ。
剣王の領域でその剣を奪おうと血みどろの争奪戦が繰り広げられている。
アーサーとアラウィンの決闘の末にグリムロードが決闘に敗れたアラウィンを見限りアーサーに剣王として選ばれ彼女に呪縛をかけるも、自ら呪縛を解いたアーサーに破壊された。
方舟
『ノア編』に登場する、ノアの亡き父親が作り出した宇宙船。
オーブのエネルギーを動力源としており、当初はノアのいた惑星に散らばったオーブのかけらを集めるだけで精一杯だったが、ケセドが惑星のマスターオーブのエネルギーを装置に吸収したことで無事に動き、惑星の脱出に成功。惑星にいた動物達は、コロニーと呼ばれる方舟に囲まれて浮かぶ円盤状の居住スペースに収容させている。
惑星の脱出後も『エンド・オブ・ザ・ワールド』や『ルシファー 絶望の夜明け』でも移動手段として登場する。
デスゲート
『エンド・オブ・ザ・ワールド』にて宇宙空間においてイェソドがストライク・ワールドを消滅させるためにコクマーに作らせた、「ゲート」の名前の通り巨大な扉を模した宇宙要塞兼破壊兵器。
天聖達のエネルギーと青白い液体状のリアクターが動力源で、世界を消滅させる威力のビーム砲を放つ。
ルシファー達の戦闘の影響でリアクターが臨界点を超えたことで暴走し、崩壊した。
オーブ
ストライク・ワールドに存在する虹色の球体。
一個だけで周囲が爆発するなどの強力な威力を誇るエネルギーを秘めており、天界の天使たちはオーブを悪用されないように回収任務にあたっている。
マスターオーブ
各ストライク・ワールドに一つずつ存在する巨大なオーブ。
第3期本編では普通のオーブと同様に「オーブ」と呼ばれており、『5分でわかるモンストアニメ -オーブ編-』で正式名称がマスターオーブであることが判明した。
ストライク・ワールドの中枢を担っており、これが奪われたりなどすると虹色の衝撃波が放たれ暗黒のエネルギーが溢れ出すと同時に人々が石化するという形でストライク・ワールドの生命活動が止まり、劇場版の時点で残っているレシアル国・ブリタニア・天界の相反する3つのマスターオーブが融合すると全ストライク・ワールドを滅ぼす程の大爆発が起きる。
オーブ砲
オーブのエネルギーを一斉に撃ち出す砲台。『ウェディング・ゲーム』においてビナーの命令でケテルに占領されたセントラルタワーを破壊すべく発射されようとしたが、ケテルとの決戦に臨むルシファーが出現したことで未遂に終わった。

## スタッフ

### 第1 - 2期
- 原作 - モンスターストライク
- 監督 - 市川量也（第1期）→ 浜名孝行（第2期））
- ストーリー・プロジェクト構成 - イシイジロウ
- シリーズ構成・脚本 - 加藤陽一
- 演出統括 - 木村真一郎
- キャラクターデザイン原案 - 岩元辰郎
- モンスターデザイン原案 - 近藤雅之
- アニメキャラクターデザイン - 大貫健一（第1期第1章）、高田真理（第1期第2章）
- アニメモンスターデザイン - 大倉雅彦（第1期）
- アニメーションデザイン - 西村郁（第2期）
- 総作画監督 - 岩佐とも子（第1期第2章）
- エフェクト監修 - 橋本敬史
- 色彩設計 - 南木由実
- 美術監督 - 加藤浩、保木いずみ
- CGディレクター - 鎌田麻友美
- 撮影監督 - 第1期：渡辺有正（第1話 - 第18話）、MADBOX（第19話 - 続・最終話）→ 第2期：池田新助（第1話 - ）
- 編集 - 坂本雅紀（第1期）→ 長谷川舞（第2期）
- 音響監督 - 明田川仁
- 音楽 - 坂本英城（第1期第1章）→ MONACA（第1期第2章、第2期）
- プロデューサー - 平澤直
- アニメーションプロデューサー - 宮崎裕司
- 制作 - 第1期：スタジオ雲雀、ウルトラスーパーピクチャーズ→第2期：XFLAG PICTURES、横浜アニメーションラボ、サンジゲン
- 製作 - エックスフラッグスタジオ（第1期）→ XFLAG PICTURES（第2期）

### 第3期
- 監督（ルシファー編第1期）- 中村友紀
- 監督（パンドラ編）- 西澤宏二
- 監督（アーサー編）- 日向学
- 監督（ルシファー編第2期、ソロモン編、ウェディングゲーム、エンド） - 山口雄大
- 監督（アーサー覚醒編、ノア編、エンド）- 辻󠄀本貴則

- CGI監督 - 本多智之（ソロモン編）、東郷宏樹（ウェディングゲーム）
- CG監督 - 斎藤端孝（ノア編）
- アクション監督 - 園村健介（ソロモン編、ウェディングゲーム）
- 企画 - 峯野雅己、伊香佑志（アーサー覚醒編、ノア編）
- シリーズ構成 - 本田雅也（ルシファー編第1期 - 第2期、アーサー覚醒編、ノア編、ウェディングゲーム、エンド）、福島禎雄（ソロモン編）、奥山雄太（アーサー覚醒編）、継田淳（エンド）
- エピソードディレクター - 土屋俊介、中村友紀（ルシファー編第2期）、本田大輔（アーサー覚醒編）、斎藤端孝（ノア編）、鶴之園龍一（ウェディングゲーム）
- 3DCGディレクター - 寺島嘉紀（アーサー覚醒編）
- エピソード3DCGディレクター（エンド） - 本田大輔
- クリエイティブディレクター（エンド） - 伊岳佑志
- 演出 - 山口雄大（ルシファー編）、西澤宏二、西田正義（パンドラ編）
- キャラクターデザイン（ルシファー編、エンド） - ぎばちゃん、山岸雄歩
- キャラクターデザイン（ソロモン編） - ぎばちゃん、山岸雄歩、丹波茂雄
- キャタクターデザイン（アーサー覚醒編） - 近藤雅之、ぎばちゃん、山岸雄歩、あ可よろし
- キャタクターデザイン（ノア編） - 近藤雅之、ぎばちゃん、山岸雄歩
- キャタクターデザイン（ウェディングゲーム） - ぎばちゃん、山岸雄歩、内藤真代
- キャラクターリファイン（パンドラ編） - ぎばちゃん、山岸雄歩、松本ルーク、丹波茂雄、加来あゆみ
- キャラクターリファイン（アーサー編） - 近藤雅之、ぎばちゃん、山岸雄歩、あ可よろし
- キャラクターリファイン（ソロモン編） - 松本ルーク
- キャラクターリファイン（アーサー覚醒編、ノア編、ウェディングゲーム、エンド） - 松本ルーク、丹波茂雄
- キャラクター原案 - クレタ（ルシファー編第2期、ソロモン編、ノア編、ウェディングゲーム、エンド）
- キャラクターデザイン協力（アーサー覚醒編、ノア編、ウェディングゲーム、エンド） - 椿春雨
- アダプターデザイン原案 - 近藤雅之
- プロップデザイン協力 - 清水英一
- コンセプトアート（ルシファー編） - フジサワトミオ、松本真一（ルシファー編第1期）
- コンセプトアート（パンドラ編） - 松本真一、藤原理奈
- コンセプトアート（アーサー編、アーサー覚醒編） - フジサワトミオ、伊藤嘉康
- コンセプトアート（ソロモン編、ウェディングゲーム、エンド） - フジサワトミオ
- コンセプトアート（ノア編） - フジサワトミオ、近藤雅之
- イメージボード（ソロモン編） - 松本真一、平地史昴、岡嶋美樹
- イメージボード（アーサー覚醒編） - 松本真一、平地史昴
- イメージボード（ノア編） - 松本真一、平地史昴、上田賢一、近藤雅之、池田七海、徳山暖絋、岡崎洋佑、野口陽汰、加森暁
- イメージボード（ウェディングゲーム） - 松本真一、平地史昴、上田賢一、岡嶋美樹
- イメージボード（エンド） - 松本真一、平地史昴、岡嶋美、上田賢一、岡崎洋佑、加森暁、齋藤淳太廊、野口陽汰、東村有里、近藤雅之、池田七海
- アートディレクター - ハヤシヒロミ（ルシファー編第1期 - 第2期、エンド）、伊藤嘉康
- 2D・UIデザイン - 金子好宏（ノア編）
- ロゴデザイン・テロップワークス - 市古斉史（ノア編、ウェディングゲーム、エンド）
- アクション監督 - 園村健介（ノア編、エンド）
- 監修 - 多留幸祐、照内大丈、砂村哲平、只隈広明、和田尚乃、白壁裕、手島桃（ソロモン編）。鈴木友里絵（ノア編）
- 美術監督 - 徳田俊之
- 背景美術監修 - 徳田俊之（ウェディングゲーム、エンド）
- 編集 - 徳田俊（ルシファー編-ソロモン編）、堀善介（ルシファー編第2期、ソロモン編）、金山慶成（ソロモン編、ノア編、ウェディングゲーム）、Assez Finaud Fabric.（ソロモン編）、澤井祐美
- 音響監督 - 明田川仁
- 音楽 - 横山克（ルシファー編、ウェディングゲーム、エンド）、大隅知宇（パンドラ編）、堤博明（アーサー編、アーサー覚醒編、ノア編）、信澤宣明（ルシファー編第2期）、日向萌（ルシファー編第2期、ソロモン編）
- 製作総指揮 - 鈴木洋平
- 音響制作 - マジックカプセル
- アニメーション制作（ルシファー編、パンドラ編） - anima、ILCA
- アニメーション制作（アーサー編、アーサー覚醒編、エンド） - CGCG STUDIO Inc.
- アニメーション制作（ソロモン編、ウェディングゲーム） - ダイナモピクチャーズ
- アニメーション制作（ノア編） - StudioGOONEYS
- 製作 - XFLAG

### 第3期『オラゴンと謎のダンボール怪人』
- 監督 - 荒牧俊裕
- 演出監修 - 山岸次郎
- ストーリーボード - 木下宏幸
- 演出 - 山岸次郎、木下宏幸（第9話）
- アート - 亀井清明
- アニメーション制作 - MARZA ANIMATION PLANET

## 主題歌
第1期ではメインキャストはエンディングアニメの冒頭部分にメインスタッフと共に表記されている。第1章はメインキャスト表記の際にキャラクター原案を担当した岩元によるイラストが表示されていたが、第2章ではキャラクターデザインを担当した高田によるイラストが表示されている。
第1期第1章
エンディングテーマ
「We Will Rock You」（第1話～第12話、第14話）
作詞・作曲 - Brian May /  編曲 - DJ Kenshu /  歌 - GLORIA
「あなたと獣神祭」（第13話）
作詞 - ナカやん / 作曲 - マロン林 / 歌 - モン&スター
2015年12月31日にアプリ版で開催された「大晦日限定!獣神祭」および月末イベント「超・獣神祭」のイメージソング。このエンディングのみ実写映像となっている。

第1期第2章
エンディングテーマ
「Strike」（第1章総集編・第15話・第33話・「マーメイド・ラプソディ」・最終話）/「Knock On Doors In You」（第16話〜第24話）/「Mad T.party（1865-2016）」（第25話〜第31話）/「Drop」（第34話〜第50話）/「Aurora」（「Rain of memories」）
作詞・作曲・編曲・歌 - WHITE ASH

第2期・前編
エンディングテーマ「Light」
作詞・作曲・編曲・歌 - 辻村有記

第2期・消えゆく宇宙編
エンディングテーマ「Timer」（第1 - 11話）
作詞・歌 - Xmas Eileen / 作曲・編曲 - Xmas Eileen & Hidetoshi Nishihara
劇中歌「STAY（2017）」（第12話）
作詞・作曲・編曲・歌 - BOOM BOOM SATELLITES

第3期
「モンスターストライク メインテーマ」Animation Ver.（ルシファー編）
作曲 - 桑原理一郎、編曲 - 横山克
「WHAT YOU WANT」（アーサー編）
作詞 - しほり / 作曲 - ats- / 編曲 - ats-、清水武仁&渡辺徹 / 歌 - 水樹奈々
「ソロモン メインテーマ」（ソロモン編）
作曲・編曲 - 日向萌
「Born Free」（アーサー 騎士王の覚醒編）
作詞 - ヨシダタクミ（phatmans after school） / 作曲・編曲 - 南田健吾 / 歌 - 水樹奈々
ノア編オープニングテーマ「HERO」
作詞 - 園田健太郎 / 作曲 - 石川慧 / 編曲 - eba / 歌 - オーイシマサヨシ
ノア編挿入歌「Departure」（第50話）
作詞 - 園田健太郎 / 作曲・編曲 - 園田健太郎、奈良悠樹 / 歌 - オーイシマサヨシ
ウェディングゲーム主題歌「BRAVE OUT」
作詞 - w-shun / 作曲・歌 - KNOCK OUT MONKEY
エンド・オブ・ザ・ワールド主題歌「キミソラ」
作詞・作曲 - 櫻井健太郎 / 編曲・歌 - レルエ

## 各話リスト

### 第1期 第1章（各話リスト）
| 話数   | サブタイトル               | 絵コンテ              | 演出                                  | 作画監督                                                     | 総作画監督          | 配信日          |
| ------ | -------------------------- | --------------------- | ------------------------------------- | ------------------------------------------------------------ | ------------------- | --------------- |
| 第1話  | これが始めのストライク!    | 市川量也 松浦有紗     | 市川量也                              | 岩佐とも子 大倉雅彦（モンスター）                            | 大貫健一            | 2015年 10月10日 |
| 第2話  | 指でヒッパレ!オラゴン!     | 市川量也 松浦有紗     | 市川量也                              | 岩佐とも子 大倉雅彦（モンスター）                            | 大貫健一            | 2015年 10月10日 |
| 第3話  | 水澤葵                     | きむらしんいちろう    | きむらしんいちろう                    | 亀谷響子、鈴木恵理 難波聖美、幸野浩二 大倉雅彦（モンスター） | 岩佐とも子 大貫健一 | 10月17日        |
| 第4話  | 真夜中のモンストコロシアム | 宮島善博              | 宮島善博                              | 斉藤健吾                                                     | 大貫健一            | 10月24日        |
| 第5話  | ショッピングモールの決闘!  | 奥村よしあき          | 奥村よしあき                          | 千光士海登、難波聖美 鈴木恵理                                | 大貫健一 岩佐とも子 | 10月31日        |
| 第6話  | 閃光の刃                   | 松浦有紗 奥村よしあき | 奥村よしあき                          | 難波聖美、鈴木恵理 敷島博英                                  | 大貫健一 岩佐とも子 | 11月6日         |
| 第7話  | 影月明 勧誘計画!           | きむらしんいちろう    | きむらしんいちろう                    | 鈴木恵理、難波聖美 千光士海登、亀谷響子                      | 岩佐とも子          | 11月14日        |
| 第8話  | 邪眼でも若葉皆実だぞ!      | きむらしんいちろう    | 橋口洋介                              | 亀谷響子、岩佐とも子                                         | 岩佐とも子          | 11月21日        |
| 第9話  | 葵の恥ずかしすぎる動画!    | 大原実                | 橋口洋介                              | 千光士海登、鈴木恵理 難波聖美                                | 大貫健一            | 11月28日        |
| 第10話 | 商店街戦線異状あり         | 大原実                | 奥村よしあき 橋口洋介                 | 岩佐とも子、千光士海登 松浦有紗                              | 岩佐とも子          | 12月5日         |
| 第11話 | 皆実、仲間入ったってよ     | きむらしんいちろう    | きむらしんいちろう                    | 岩佐とも子、鈴木恵理 難波聖美、亀谷響子                      | 岩佐とも子          | 12月12日        |
| 第12話 | オラゴン危機一髪!          | 高田真理              | 高田真理 市川量也                     | 高田真理、松浦有紗                                           | -                   | 12月19日        |
| 第13話 | 超絶降臨                   | 奥村よしあき          | 奥村よしあき                          | 千光士海登、鈴木恵理 難波聖美                                | 大貫健一            | 12月26日        |
| 第14話 | イザナミ死す               | 松浦有紗              | 松浦有紗、市川量也 金子拓磨（演出補） | 岩佐とも子、松浦有紗 鈴木恵理、難波聖美 千光士海登、小沼克介 | 岩佐とも子 大貫健一 | 2016年 1月2日   |

### 第1期 第2章（各話リスト）
| 話数                | サブタイトル                       | 絵コンテ           | 演出                | 作画監督                                         | 配信日         |
| ------------------- | ---------------------------------- | ------------------ | ------------------- | ------------------------------------------------ | -------------- |
| 第15話              | 闘神降臨                           | 松浦有紗           | 奥村よしあき        | 難波聖美                                         | 2016年 3月26日 |
| 第16話              | 反攻のストライクショット           | 松浦有紗           | 奥村よしあき        | 鈴木恵理                                         | 2016年 3月26日 |
| 第17話              | 記憶の秘密                         | 蔦佳穂里           | 松浦有紗、金子拓磨  | 亀谷響子、小沼克介 高田真理                      | 4月2日         |
| 第18話              | 春馬を探せ                         | 蔦佳穂里           | 松浦有紗、金子拓磨  | 千光士海登、高田真理                             | 4月9日         |
| 第19話              | 殲滅のルシファー                   | 松浦有紗           | 奥村よしあき        | 鈴木恵理                                         | 4月16日        |
| 第20話              | 光るストライクリング               | 蔦佳穂里           | 鈴木吉男            | 難波聖美                                         | 4月23日        |
| 第21話              | きたれ!モンスト部                  | 松浦有紗、金子拓磨 | 松浦有紗、金子拓磨  | 永田陽菜、もりやまゆうじ 高田真理                | 4月30日        |
| 第22話              | 秘剣!桜吹雪                        | 蔦佳穂里           | 奥村よしあき        | 千光士海登                                       | 5月7日         |
| 第23話              | 天邪神ダークゼウス                 | 松浦有紗           | 松浦有紗            | 難波聖美、高田真理                               | 5月14日        |
| 第24話              | 森の歌姫リボン                     | 蔦佳穂里           | 添野恵              | 渡辺真由美                                       | 5月21日        |
| 第25話              | 炎の闘神ニルヴァーナ               | 高田真理           | 奥村よしあき        | 永田陽菜、小沼克介                               | 5月28日        |
| 第26話              | アスに向かって撃て!                | 高田真理           | 金子拓磨、松浦有紗  | 高田真理                                         | 6月4日         |
| 第27話              | ゲスなダブルデート                 | 久籐瞬             | 久籐瞬              | 岩佐とも子、千光士海登                           | 6月11日        |
| 第28話              | 再び渋谷へ                         | 鳶佳穂里、金子拓麿 | 松浦有紗            | 高田真理                                         | 6月18日        |
| 第29話              | アリス・イン・マッドランド         | 武藤健司           | 鈴木よしお          | 難波聖美                                         | 6月25日        |
| 第30話              | 神託の巫女                         | 東海林真一         | 東海林真一          | 渡辺真由美                                       | 7月2日         |
| 第31話              | 神の刃と悪魔の銃口                 | 鎌田麻友美         | 松浦有紗            | 高田真理                                         | 7月9日         |
| 短編                | ルシファーの休息                   | -                  | -                   | -                                                | 7月10日        |
| 第32話              | 千のバハムート                     | 高橋理恵           | 奥村よしあき        | 桜井木の実、小沼克介                             | 7月16日        |
| 短編                | ルシファーの休息2                  | -                  | -                   | -                                                | 7月18日        |
| 第33話              | 不滅のドラゴンスピリット           | 松浦有紗           | 添野恵              | 永田陽菜、難波聖美                               | 7月23日        |
| 第34話              | 龍馬vsルシファー                   | 高橋理恵           | 長山延好            | 難波聖美                                         | 8月6日         |
| 第35話              | 死を思え                           | 東海林真一         | 東海林真一          | 渡辺真由美                                       | 8月13日        |
| 夏スペシャル        | マーメイド・ラプソディ             | 頂真司             | 新留俊哉 小野田雄亮 | 茶之原拓也 北原章雄、谷口繁則                    | 8月14日        |
| 短編                | 追憶のキスキル・リラ               | -                  | -                   | -                                                | 8月19日        |
| 第36話              | 彼岸花の牢獄                       | 添野恵             | 添野恵              | 小沼克介、難波聖美 高田真理                      | 8月20日        |
| 第37話              | 黒の坂本龍馬                       | 甲田菜穂           | 奥村よしあき        | 永田陽菜                                         | 8月27日        |
| 第38話              | Kの真実                            | 高橋理恵           | 奥村よしあき        | 難波聖美                                         | 9月3日         |
| 第39話              | 明と春馬                           | 甲田菜穂           | 松浦有紗            | 高田真理                                         | 9月10日        |
| 第40話              | 結成!リボン親衛隊？                | 高橋理恵           | 松浦有紗            | 高田真理                                         | 9月17日        |
| 第41話              | XFLAG PARK                         | 久藤 瞬            | 久藤 瞬             | 渡辺真由美                                       | 9月24日        |
| 第42話              | 八雲立つ 逢魔の夜                  | 東海林真一         | 松浦有紗            | 小沼克介、難波聖美 岩佐とも子、高田真理          | 10月1日        |
| 第43話              | 八岐ノ森の贄比女                   | 東海林真一         | 奥村よしあき        | 永田陽菜、渡辺真由美                             | 10月8日        |
| 短編                | とびだせ！ナイチンゲール           | -                  | -                   | -                                                | 10月13日       |
| 第44話              | 古き世界の終わり                   | 鈴木吉男           | 鈴木吉男            | 難波聖美、小沼克介 永田陽菜                      | 10月15日       |
| 第45話              | 封印の破壊神バベル                 | 添野恵             | 添野恵              | 渡辺真由美、永田陽菜 難波聖美、高田真理 蔦佳穂里 | 10月22日       |
| 第46話              | 白衣の天使、降臨                   | 高橋理恵           | 松浦有紗            | 小沼克介、永田陽菜 高田真理、蔦佳穂里            | 10月29日       |
| 第47話              | 混沌のジグラート                   | 甲田菜穂           | 甲田菜穂            | 高田真理、蔦佳穂里                               | 11月5日        |
| 第48話              | オルタナティブドラゴンの記憶       | 久藤瞬             | 久藤瞬              | 難波聖美                                         | 11月12日       |
| 第49話              | 光の闘神カルマ                     | 鈴木吉男           | 鈴木吉男            | 永田陽菜、難波聖美                               | 11月19日       |
| 第50話              | 神の光、神の炎                     | 奥村よしあき       | 奥村よしあき        | 渡辺真由美                                       | 11月26日       |
| 最終話 (第51話)     | 終わりと始まりのストライクショット | 市川量也、松浦有紗 | 市川量也、松浦有紗  | 高田真理、蔦佳穂里                               | 12月3日        |
| 映画公開 スペシャル | レイン・オブ・メモリーズ           | 橘秀樹             | 日下尚義            | 野本正幸、こかいゆうじ 向川原憲                  | 12月3日        |
| 年の瀬 おまけアニメ | パンドラの誘惑                     | -                  | -                   | -                                                | 12月28日       |
| 続・最終話          | パンドラの箱                       | 甲田菜穂           | 甲田菜穂            | 高田真理、蔦佳穂里                               | 12月31日       |
| 短編                | 新春！初ストライク2017             | 甲田菜穂           | 甲田菜穂            | 高田真理、蔦佳穂里                               | 2017年 1月1日  |

### 第2期 前編（各話リスト）
| 話数            | サブタイトル                             | シナリオ   | 絵コンテ            | 演出            | 配信日         |
| --------------- | ---------------------------------------- | ---------- | ------------------- | --------------- | -------------- |
| 第0話           | 前夜祭スペシャル「渇望の果ての理想郷」   | 加藤陽一   | 新留俊哉            | 新留俊哉        | 2017年 3月25日 |
| 第1話           | 転校生は超絶級？                         | 加藤陽一   | 浜名孝行            | のがみかずお    | 4月1日         |
| 第2話           | 穢土に轟く忿怒の業拳                     | 加藤陽一   | 小松田大全          | 新留俊哉        | 4月8日         |
| 第3話           | ワルプルギスの夜                         | 加藤陽一   | 小松田大全          | 新留俊哉        | 4月15日        |
| 第4話           | 焼き鳥・男気・冒険王                     | 後藤みどり | 玉川真人            | 玉川真人        | 4月22日        |
| 第5話           | 炸裂！セブンス・ギャラクシー             | 後藤みどり | 玉川真人            | 玉川真人        | 4月29日        |
| 第6話           | 温泉、それは聖なる癒し                   | 大知慶一郎 | 頂真司              | のがみかずお    | 5月6日         |
| 第7話           | 美人天使の湯けむり事件簿                 | 大知慶一郎 | 頂真司 のがみかずお | のがみかずお    | 5月13日        |
| 第8話           | 斑目CEO                                  | 加藤陽一   | 新留俊哉            | 新留俊哉        | 5月20日        |
| 第9話           | 争いの無い世界                           | 加藤陽一   | 新留俊哉            | 新留俊哉        | 5月27日        |
| 第10話          | 森羅万象の特異点                         | 加藤陽一   | 小松田大全          | 曽根利幸        | 6月3日         |
| 第11話          | 占い師も困惑！エナジーポイントは何処に？ | 大知慶一郎 | 玉川真人            | 玉川真人        | 6月10日        |
| 第12話          | 恐怖の大王                               | 後藤みどり | 玉川真人            | 玉川真人        | 6月17日        |
| 第13話          | 大予言者ノストラダムス                   | 加藤陽一   | 小松田大全          | 中田誠 江口大輔 | 6月24日        |
| 第14話          | 輪廻へ導く菩提樹の仙峡                   | 加藤陽一   | 小松田大全          | 曽根利幸        | 7月1日         |
| 第15話          | それぞれの想い                           | 大知慶一郎 | 松下周平            | 松下周平        | 7月8日         |
| 第16話          | 森の英雄 ロビン・フッド                  | 大知慶一郎 | 玉川真人            | 玉川真人        | 7月15日        |
| 第17話          | 永久を夢む女神                           | 加藤陽一   | 新留俊哉            | 新留俊哉        | 7月22日        |
| 第18話          | ツクヨミVSツクヨミ零                     | 加藤陽一   | 新留俊哉            | 新留俊哉        | 7月29日        |
| 第19話          | 女海賊アルビダの奮闘                     | 加藤陽一   | 玉川真人            | 玉川真人        | 8月5日         |
| 第20話          | 神殺しの提督ネイヴィス                   | 加藤陽一   | 新留俊哉            | 新留俊哉        | 8月12日        |
| 第21話          | 黒髭ティーチの企み                       | 大知慶一郎 | 曽根利幸            | 曽根利幸        | 8月19日        |
| 第22話          | 媽祖の真実                               | 大知慶一郎 | 玉川真人            | 玉川真人        | 8月26日        |
| 最終話 (第23話) | 最後の番人                               | 大知慶一郎 | 小松田大全          | 玉川真人        | 9月2日         |

### 第2期 消えゆく宇宙編（各話リスト）
| 話数            | サブタイトル                                  | シナリオ            | 絵コンテ   | 演出     | 作画監督                                                                    | 配信日         |
| --------------- | --------------------------------------------- | ------------------- | ---------- | -------- | --------------------------------------------------------------------------- | -------------- |
| 第1話           | 終わりの始まり                                | 加藤陽一 大知慶一郎 | 小松田大全 | 曽根利幸 | 西村郁、飯島弘也                                                            | 2017年 10月7日 |
| 第2話           | 圧倒的な力の差！立ちふさがるミロク            | 大野木寛            | 亀井幹太   | 新留俊哉 | 池上太郎、式部美代子 宮野健（寿門堂） 西村郁、飯島弘也                      | 10月14日       |
| 第3話           | 明かされるマナの真実                          | 加藤陽一            | 新留俊哉   | 安部元宏 | 式部美代子、宮野健（寿門堂） Jumondou Seoul、ULY 霧風、西村郁 飯島弘也      | 10月21日       |
| 第4話           | マナを救え！それぞれの決意                    | 加藤陽一            | 浜名孝行   | 蔡欣亞   | 飯島弘也、式部美代子 西村郁、宮野健（寿門堂） 河本零王（寿門堂）            | 10月28日       |
| 第5話           | 死の國の刺客、黄泉                            | 大野木寛            | 米林拓     | 米林拓   | 寿門堂（宮野健 金璐浩、桜井このみ 服部憲知、Lee Joo Hyun） 西村郁、飯島弘也 | 11月4日        |
| 第6話           | ルシファーVS黄泉                              | 大知慶一郎          | 浜名孝行   | 曽根利幸 | 寿門堂（宮野健） 西谷衆平、荒木佑太 西村郁、飯島弘也                        | 11月11日       |
| 第7話           | 敵はマナ・アニマ                              | 大野木寛            | 亀井幹太   | 曽根利幸 | 犬塚政彦（Wish） 飯島弘也                                                   | 11月18日       |
| 第8話           | 我が成すことは我のみぞ知る                    | 加藤陽一            | 新留俊哉   | 安部元宏 | 池上太郎                                                                    | 11月25日       |
| 第9話           | 死闘 龍馬とミロク                             | 大野木寛            | 亀井幹太   | 安部元宏 | 池上太郎                                                                    | 12月9日        |
| 第10話          | 龍馬、命を燃やして                            | 大知慶一郎          | 新留俊哉   | 蔡欣亞   | 三島千枝、無心ガチャ子 飯島弘也                                             | 12月16日       |
| 第11話          | 情愛の天使 マナ                               | 大野木寛            | 亀井幹太   | 新留俊哉 | 三島千枝、無心ガチャ子                                                      | 12月23日       |
| 第12話          | 宇宙に消えゆく                                | 加藤陽一            | 浜名孝行   | 新留俊哉 | 三島千枝、無心ガチャ子 飯島弘也                                             | 12月30日       |
| 短編            | 新春！パンドラVSノストラダムス カルタ対決2018 | -                   | -          | -        | -                                                                           | 2018年 1月1日  |
| 最終話 (第13話) | 残されたもの                                  | 加藤陽一            | 浜名孝行   | 蔡欣亞   | 和麩一平、西村郁 ライデンフィルム大阪スタジオ （中野良一、小梶慎也）        | 1月6日         |

### 第3期（各話リスト）
ソロモン第5話から各動画題名を「第1話「闇への序章」【アニメ モンスターストライク】」から「ルシファー第1話【モンストアニメTV/シリーズ第1話】」のように統一された。
| 話数 （シリーズ話数）                | サブタイトル                                                                                            | シナリオ                      | 絵コンテ                                  | 配信日                       |
| オラゴンと謎のダンボール怪人         | オラゴンと謎のダンボール怪人                                                                            | オラゴンと謎のダンボール怪人  | オラゴンと謎のダンボール怪人              | オラゴンと謎のダンボール怪人 |
| ------------------------------------ | --- | ----------------------------- | ----------------------------------------- | ---------------------------- |
| 第0話                                | モンストの危機                                                                                          | -                             | -                                         | 2018年 6月22日               |
| ルシファー 反逆の堕天使              | |                               |                                           |                              |
| 第1話                                | 闇への序章                                                                                              | 本田雅也                      | 平川哲生、石倉礼 フジサワトミオ、中村友紀 | 7月8日                       |
| 第2話                                | 天界に鳴り響く不協和音                                                                                  | 西山淳史 本田雅也             | 玉田有紀                                  | 7月14日                      |
| 第3話                                | 崩れゆく友情                                                                                            | 西山淳史 本田雅也             | 玉田有紀                                  | 7月21日                      |
| 第4話                                | 我輩はキングクロッチ！                                                                                  | 山田花名 奥山雄太 本田雅也    | 拓植孝、中島明美 柿ノ木ひとみ、西川伸司   | 7月28日                      |
| 第5話                                | 激突する想い                                                                                            | 山田花名 本田雅也             | 柿ノ木ひとみ                              | 8月4日                       |
| 第6話                                | それぞれの覚悟                                                                                          | 西山淳史 本田雅也             | 柿ノ木ひとみ                              | 8月11日                      |
| 第7話                                | ルシファーVSウリエル                                                                                    | 西山淳史 本田雅也             | 玉田有紀、柿ノ木ひとみ フジサワトミオ     | 8月18日                      |
| 第8話                                | 反逆の堕天使                                                                                            | 本田雅也                      | 玉田有紀、フジサワトミオ                  | 8月25日                      |
| パンドラ 希望の少女                  | |                               |                                           |                              |
| 第9話                                | 禁断の箱                                                                                                | 左近洋一郎 （ルノアール兄弟） | 西田正義、日和英子                        | 9月8日                       |
| ルシファー 反逆の堕天使              | |                               |                                           |                              |
| 第10話                               | ルシファーの行方                                                                                        | 奥山雄太                      | 玉田有紀                                  | 9月15日                      |
| 第11話                               | 能力奪還大作戦                                                                                          | 奥村徹也 本田雅也             | 玉田有紀                                  | 9月22日                      |
| 第12話                               | 無限大の友情パワー                                                                                      | 奥山雄太                      | 玉田有紀                                  | 9月29日                      |
| アーサー 復活の騎士王                | |                               |                                           |                              |
| 第1話 （第13話）                     | アーサー王の帰還                                                                                        | 本田雅也                      | 日和英子、服部永莉                        | 10月6日                      |
| 第2話 （第14話）                     | 消えたランスロット                                                                                      | 岸本みゆき 本田雅也           | 小川諒                                    | 10月13日                     |
| 第3話 （第15話）                     | 歪んだ信頼                                                                                              | 森江美咲                      | 玉田有紀                                  | 10月20日                     |
| 第4話 （第16話）                     | マーリン危うし                                                                                          | 益山貴司 本田雅也             | 小川諒                                    | 10月27日                     |
| 第5話 （第17話）                     | ブリタニアを導く光                                                                                      | 高島優毅                      | 玉田有紀                                  | 11月3日                      |
| ルシファー 反逆の堕天使              | |                               |                                           |                              |
| 総集編                               | ルシファー -反逆の堕天使- 総集編                                                                        | -                             | -                                         | 11月10日                     |
| 第13話 （第18話）                    | 堕天使ルシファー、始動！                                                                                | 本田雅也 奥山雄太             | 柿ノ木ひとみ                              | 11月17日                     |
| 第14話 （第19話）                    | ベルゼブブの思惑                                                                                        | 本田雅也 奥山雄太             | 柿ノ木ひとみ、玉田有紀                    | 11月24日                     |
| 第15話 （第20話）                    | 突入！アビスインフェルノ                                                                                | 本田雅也 奥山雄太             | 柿ノ木ひとみ、玉田有紀                    | 12月1日                      |
| 第16話 （第21話）                    | 襲い来る天聖達                                                                                          | 高島優毅                      | 佐藤千沙紀、小川さくら                    | 12月8日                      |
| 第17話 （第22話）                    | ゼフォン怒りの反撃                                                                                      | 奥山雄太                      | 柿ノ木ひとみ、玉田有紀 中島明美           | 12月15日                     |
| 第18話 （第23話）                    | スルガトの暴走                                                                                          | 奥山雄太 本田雅也             | 柿ノ木ひとみ、玉田有紀 中島明美、小川諒   | 12月22日                     |
| 第19話 （第24話）                    | 未来を賭けた決断                                                                                        | 奥山雄太 本田雅也             | 柿ノ木ひとみ、玉田有紀 中島明美、小川諒   | 12月29日                     |
| ソロモン 叡智の魔術王                | |                               |                                           |                              |
| 第1話 （第25話）                     | 目覚めし王女                                                                                            | 福島禎雄 山口雄大             | 小川諒                                    | 12月31日                     |
| 短編                                 | 新春！マナ&五右衛門&オラゴンのご挨拶2019                                                                | -                             | -                                         | 2019年 1月1日                |
| 第2話 （第26話）                     | ソロモンの想い                                                                                          | 福島禎雄 山口雄大             | 玉田有紀、小川諒 佐藤千沙紀               | 2019年 1月1日                |
| 第3話 （第27話）                     | 衝突する王女たち                                                                                        | 福島禎雄 山口雄大             | 玉田有紀、小川諒 佐藤千沙紀               | 1月5日                       |
| 第4話 （第28話）                     | 狙われたオーブ                                                                                          | 福島禎雄 山口雄大             | 柿ノ木ひとみ                              | 1月12日                      |
| 第5話 （第29話）                     | 天使の救いと悪魔の導き                                                                                  | 福島禎雄 山口雄大             | 小川諒                                    | 1月19日                      |
| 第6話 （第30話）                     | 瞳に映る魔の手                                                                                          | 福島禎雄 山口雄大             | 玉田有紀、佐藤千沙紀 小川諒、柿ノ木ひとみ | 1月26日                      |
| 第7話 （第31話）                     | 譲れない想い                                                                                            | 福島禎雄 山口雄大             | 玉田有紀、佐藤千沙紀 小川諒、柿ノ木ひとみ | 2月2日                       |
| 第8話 （第32話）                     | 決意と涙                                                                                                | 福島禎雄 山口雄大             | 柿ノ木ひとみ、玉田有紀                    | 2月9日                       |
| 解説編                               | 5分でわかるモンストアニメ-初級編-                                                                       | -                             | -                                         | 2月23日                      |
| 第9話 （第33話）                     | 受け継がれる意思                                                                                        | 福島禎雄 山口雄大             | 小川諒                                    | 3月23日                      |
| 第10話 （第34話）                    | 失意をこえて                                                                                            | 福島禎雄 山口雄大             | 玉田有紀、小川諒                          | 3月30日                      |
| 第11話 （第35話）                    | 覚醒の時                                                                                                | 福島禎雄 山口雄大             | 柿ノ木ひとみ、小川諒                      | 4月6日                       |
| 第12話 （第36話）                    | 支配する者                                                                                              | 福島禎雄 山口雄大             | 柿ノ木ひとみ、小原智和                    | 4月13日                      |
| 第13話 （第37話）                    | 心を一つに                                                                                              | 福島禎雄 山口雄大             | 柿ノ木ひとみ、小原智和                    | 4月20日                      |
| 解説編                               | 5分でわかるモンストアニメ-天聖編-                                                                       | -                             | -                                         | 4月27日                      |
| 解説編                               | 5分でわかるモンストアニメ-オーブ編-                                                                     | -                             | -                                         | 5月4日                       |
| アーサー 騎士王の覚醒                | |                               |                                           |                              |
| 第1話 （第38話）                     | 奪われた光                                                                                              | 奥山雄太 本田雅也             | 小川諒                                    | 5月11日                      |
| 第2話 （第39話）                     | 俺たちゃ鮫肌海賊団                                                                                      | 奥山雄太 本田雅也             | チュウチュウ                              | 5月18日                      |
| 第3話 （第40話）                     | ペリノアはかく語りき                                                                                    | 高島優毅 本田雅也             | チュウチュウ                              | 5月25日                      |
| メイキング                           | モンストアニメができるまで-アーサー編-                                                                  | -                             | -                                         | 6月1日                       |
| 第4話 （第41話）                     | 選ばれし者                                                                                              | 森江美咲 本田雅也             | チュウチュウ                              | 6月8日                       |
| 第5話 （第42話）                     | 魅せられし者                                                                                            | 森江美咲 大賀広道 本田雅也    | なかの★陽                                 | 6月15日                      |
| 第6話 （第43話）                     | 戦士たちの逆襲                                                                                          | 奥山雄太 本田雅也             | チュウチュウ                              | 6月22日                      |
| 第7話 （第44話）                     | 輝ける世界                                                                                              | 高島優毅 本田雅也             | チュウチュウ                              | 7月6日                       |
| 特別編                               | -みんなが選んだ名バトルトップテン-                                                                      | -                             | -                                         | 7月13日                      |
| ノア 方舟の救世主                    | |                               |                                           |                              |
| 第1話 （第45話）                     | 滅びゆく世界                                                                                            | 高島優毅 本田雅也             | チュウチュウ                              | 7月27日                      |
| 第2話 （第46話）                     | 最初の仲間                                                                                              | 高島優毅 本田雅也             | チュウチュウ                              | 8月3日                       |
| 第3話 （第47話）                     | 約束の果て                                                                                              | 高島優毅 本田雅也             | チュウチュウ                              | 8月10日                      |
| 第4話 （第48話）                     | 裏切りの方舟                                                                                            | 高島優毅 本田雅也             | チュウチュウ                              | 8月17日                      |
| 第5話 （第49話）                     | 命より大切なもの                                                                                        | 奥山雄太 本田雅也             | 川石テツヤ                                | 8月24日                      |
| 第6話 （第50話）                     | 新たなる旅立ち                                                                                          | 高島優毅 本田雅也             | チュウチュウ                              | 8月31日                      |
| 総集編                               | 新超絶「悪しき天聖」に備えろ！！第1回 「天聖マルクト-燃えさかる野望-」                                  | -                             | -                                         | 9月7日                       |
| 総集編                               | 新超絶「悪しき天聖」に備えろ！！第2回 アーサー総集編「天聖ティファレト-溢れでる暴虐-」                  | -                             | -                                         | 9月14日                      |
| 総集編                               | 新超絶「悪しき天聖」に備えろ！！第3回 ノア総集編「天聖ケセド-芽生える友情-」                            | -                             | -                                         | 9月21日                      |
| 総集編                               | 新超絶「悪しき天聖」に備えろ！！第4回 ルシファー総集編「天聖ケテル-照らされる真相-」                    | -                             | -                                         | 9月28日                      |
| ルシファー ウェディングゲーム        | |                               |                                           |                              |
| 第1話 （第51話）                     | 蘇りしモノ                                                                                              | 本田雅也                      | チュウチュウ                              | 10月5日                      |
| 第2話 （第52話）                     | 疑心暗鬼                                                                                                | 本田雅也                      | チュウチュウ                              | 10月12日                     |
| 第3話 （第53話）                     | うちらの絆                                                                                              | 奥山雄太                      | チュウチュウ                              | 10月19日                     |
| 第4話 （第54話）                     | 欺きの姉妹                                                                                              | 本田雅也                      | チュウチュウ                              | 10月26日                     |
| 第5話 （第55話）                     | 最後の二人                                                                                              | 大西貴志                      | チュウチュウ                              | 11月2日                      |
| 第6話 （第56話）                     | 契りのキス                                                                                              | 池田亮 奥村徹也               | 川石テツヤ                                | 11月9日                      |
| 第7話 （第57話）                     | そして鐘が鳴る                                                                                          | 奥村徹也                      | チュウチュウ                              | 11月16日                     |
| エンド・オブ・ザ・ワールド（最終章） | |                               |                                           |                              |
| 第1話 （第58話）                     | 集いしヒーローたち                                                                                      | 継田淳                        | チュウチュウ                              | 11月30日                     |
| 第2話 （第59話）                     | 破滅の門                                                                                                | 継田淳                        | チュウチュウ                              | 12月7日                      |
| 第3話 （第60話）                     | 愛ゆえに                                                                                                | 敦賀零 継田淳                 | 川石テツヤ                                | 12月14日                     |
| 第4話 （第61話）                     | なすべきこと                                                                                            | 三田理恵子 本田雅也           | チュウチュウ                              | 12月21日                     |
| 第5話 （第62話）                     | 旗はひるがえる                                                                                          | 継田淳                        | チュウチュウ                              | 12月26日                     |
| 総集編                               | 【7分でビナーの全てがわかる】ビナーの物語                                                               | -                             | -                                         | 12月28日                     |
| 総集編                               | 2分でわかる大総集編大会                                                                                 | -                             | -                                         | 12月29日                     |
| 最終話 （第63話）                    | 光の絆                                                                                                  | 本田雅也                      | チュウチュウ                              | 12月31日                     |
| 総集編                               | 新超絶「悪しき天聖」に備えろ！！第5回 ルシファー ウェディングゲーム総集編 「天聖ケテル-狂える愛執-」    | -                             | -                                         | 2020年 1月11日               |
| 総集編                               | 新超絶「悪しき天聖」に備えろ！！第6回 エンド・オブ・ザ・ワールド総集編 「天聖イェソド-閉ざされる未来-」 | -                             | -                                         | 2月22日                      |
| 総集編                               | 映画公開決定記念！新イベント 「ストライク・パートナーズ～運命を変えし仲間たち～」開催！                 | -                             | -                                         | 4月4日                       |

## 劇場アニメ

### 第1作「はじまりの場所へ」
2016年12月10日に公開された。Webアニメ第1期第2章の後日談だが、第1期の前日談にして『Rain of memories』よりかなり以前の出来事がメインとなる。

### 第2作「ソラノカナタ」
2018年10月5日に公開された。Webアニメ第2期の後日談で、明が成長した姿で登場するほか、かつて主人公らが操っていたモンスターも登場する。

### 第3作「ルシファー 絶望の夜明け」
『モンスターストライク THE MOVIE ルシファー 絶望の夜明け』（モンスターストライク ザ ムービー ルシファー ぜつぼうのよあけ）は、2020年11月6日公開の劇場版第3作目。当初は2020年6月に公開予定だったが、新型コロナウイルスの感染状況とこれに伴う政府および関係機関などの方針により公開延期となり、緊急事態宣言解除に伴い同年11月6日に延期となった。モンストの長編劇場版としては前作『ソラノカナタ』以来2年ぶりとなり、ハクション大魔王の登場人物であるアクビとコラボレーションしたスピンオフ兼番外作品の中編映画『パンドラとアクビ』を含めると1年半ぶりとなる。第3期Webアニメの後日談にして完結編。
キャッチコピーは「全モンストユーザーに告ぐ。ルシファーからの宣戦布告。（ティザーポスター）」「世界は、彼女に絶望する。（本予告PV・キービジュアル）」「終わらせよう、全て。（本ポスター1）」「仲間を、信じぬけ。（本ポスター2）」。
配給会社については前2作までのワーナー・ブラザース映画とは異なり、イオンエンターテイメントに変更。同社が運営するイオンシネマや本作とタイアップしているローソングループのユナイテッド・シネマ（現・ローソン・ユナイテッドシネマ）では本作のコラボキャンペーンも行われた。
映画本編では後述のスペシャル編集版オンライン試写会でカットされた未公開シーンを含む120分に加え、劇場公開に際して約7分の新規カットが追加され、上映時間はモンスト映画としては史上最長の127分となる。
本作品は『HELLO!MOVIE』アプリに対応したスマートフォンやスマートグラスによる視覚障害者用音声ガイド及び聴覚障害者用字幕ガイドも用意された。
11月7日と8日の週末動員&興行収入ランキングで同時期に記録的大ヒットとなった『劇場版 鬼滅の刃 無限列車編』などの人気作に抑えられた関係で初登場6位となり、前2作での初登場1位を大幅に下回った。

#### スペシャル編集版オンライン試写会
公開延期のお詫びとして2020年6月13日と6月14日の19:00にモンストアニメ公式YouTubeチャンネルで映画本編を編集させた映像を『スペシャル編集版オンライン試写会』として前後編形式で二夜連続生配信された。ただし、先行公開および作品のネタバレ回避という関係上、配信終了後のアーカイブには残らない。当日はオープニングとエンディングに司会者としてXFLAGの中の人りえっくす、ゲストに日笠陽子（ルシファー役）、水樹奈々（アーサー役）、オーイシマサヨシ（主題歌担当）がリモートで出演。本試写会で配信された本編では、本来の上映時間120分のうち前編の約45分をナレーションを加えつつブリタニア、天界の戦闘シーンを中心に一部シーンをカットさせたダイジェストとして再編集、後編を結末やエンドロール等含めてノーカットで前後編2分割で配信。

#### アプリ内コラボイベント
公開決定及びスペシャル編集版オンライン試写会開催を記念して2020年6月15日から7月2日までモンストアプリ内で本作と連動したコラボイベントが開催され、主要キャラが登場するガチャや『エンド・オブ・ザ・ワールド編』に登場した悪しき天聖のホド、ゲブラー、ネツァクが☆6、コクマーが☆5で出現するイベントクエストに加え、本作にちなんだ特別ミッションも開催された。その後、劇場公開を記念して公開初日の同年11月6日から11月14日まで映画コラボガチャが復刻されたほか、映画コラボのイベントクエストに登場した天聖クエストも追憶の書庫のラインナップとして期間限定で復刻。また、同年11月6日から11月9日まで前2作の映画コラボガチャに登場したキャラクターがアビリティ追加やステータス調整などの上方修正を加えた上で再登場するガチャ『モンスターストライク THE MOVIE 〜セレクション〜』が開催された。Blu-ray/DVDの発売を記念して2021年5月23日から5月30日まで映画コラボガチャが再度復刻された。

#### 完成披露オンライン試写会
2020年10月2日に完成披露オンライン試写会の開催が告知され、10月4日開催の「XFLAG PARK 2020 DAY2」のアニメスペシャルステージ終了後の11:30より特設サイトで開催の「ルシファーからの挑戦状」と題した、モンストアニメ第3期関連のカルトクイズに5問連続正解することで先着1000組2000名に10月24日の14:00に開催の完成披露オンライン試写会に参加でき、さらに参加登録後にSNSで招待用のアドレスを共有することで1名を招待する事も可能。開始からわずか10分で1000組に達して募集は締め切られたが、サイト閉鎖まではクイズの解答自体は可能だった。さらに参加者のうち希望者300名にスマートフォン用のスクリーンアンプ（拡大鏡）と映画オリジナルデザインの紙製の折りたたみ式箱型パーテーションがセットになった「スペシャル映画鑑賞キット」がプレゼントされ、Twitterのモンストアニメ公式アカウントでは完成披露オンライン試写会の会場に招待するキャンペーンも行われた。

#### アプリ内鑑賞特典及び入場者プレゼント
本作が上映される映画館では上映スクリーン内でモンストアプリを起動してスクリーンに搭載された発信機と接続すると鑑賞特典として映画連動ガチャで登場したルシファー&カエサルのMV版の素材となる「ファンタスティックオラゴン」と、ノアとオペコのMV版の素材となる「オラネ」に加え、ゲーム内アイテムの「英雄の書」「わくわくステッキ」「レベルの書」のうちどれか一つが排出されるアイテムガチャが引ける「トレ玉」が入手できる（いずれも1日に1回入手可能。鑑賞特典の入手にはモンストアプリがインストールされた端末のGPSおよびBluetoothの設定が必要）。また、数量限定の入場者プレゼントとして本作制作時のエピソードやこぼれ話などを収録した全6ページの小冊子『プロダクションノート』が配布された。その後週替わりの入場者プレゼントが急遽追加され、11月21日からはルシファーのシルエットが描かれたポストカード、11月28日からはアーサーのシルエットが描かれたA4クリアファイルが配布され、シルエットの背景にはアニメ第3期の名場面が描かれている。

#### 舞台挨拶映像上映
公開初日の2020年11月6日〜8日と11月13日〜15日の一部上映回において本編終了後に事前収録によるりえっくす（司会）、日笠陽子（ルシファー役）、水樹奈々（アーサー役）、福島潤（オラゴン役）、オーイシマサヨシ（主題歌担当）出演の約15分の舞台挨拶映像が上映された。11月6日〜8日は「超・舞台挨拶」、11月13日〜15日は「激・舞台挨拶」となり、それぞれ内容が異なる。

#### あらすじ（映画）
最後の悪しき天聖・イェソドとの激闘を終え、ストライク・ワールドは平和を取り戻した。そんなある日、オラゴンが部屋にくつろいでいるとオラネによって再びストライク・ワールドに召喚、ソロモンの祖国・レシアルに飛ばされ同時に何者かに襲撃されていた。その正体はかつてソロモン、アーサー、ノア、パンドラ、ビナーと共に戦い、ストライク・ワールドを救ったはずの英雄・ルシファーだった。ルシファーのまさかの行動に困惑するオラゴンとソロモンは、レシアルの宝物庫に保管されていたマスターオーブをルシファーに奪われてしまい、祖国の壊滅を許してしまった。ルシファーの身に一体何が起きたのか？

#### 沿革（映画）
2020年3月26日 - 公開が発表。
2020年4月28日 - 新型コロナウイルス感染拡大防止を考慮して公開延期が発表。
2020年5月28日 - 新たな公開時期が同年11月と発表され、同時にスペシャル編集版オンライン試写会の開催も発表。
2020年6月13日・14日 - スペシャル編集版オンライン試写会が2夜連続で開催。
2020年9月7日 - 正式な公開日を11月6日と発表。同時に劇場予告映像も解禁。
2020年9月11日 - XFLAG STORE・ローソン・ミニストップ・本作の上映劇場で前売券（ムビチケ）の発売を開始。
2020年10月2日 - 完成披露オンライン試写会の開催が告知。
2020年10月4日 - 同日に開催の「XFLAG PARK 2020 DAY2」アニメスペシャルステージで「緊急発表」として完成披露オンライン試写会の詳細と本編映像に新規カットを追加する事が発表。
2020年10月22日 - 同日に配信された「モンストニュース」で鑑賞特典の詳細が発表。
2020年10月24日 - 完成披露オンライン試写会が開催。都内劇場で監督の静野孔文、脚本担当の本田雅也、主題歌担当のオーイシマサヨシ、オラゴン役の福島潤、サプライズでルシファー役の日笠陽子が登壇。
2020年11月19日 - 同日に配信された「モンストニュース」で鑑賞特典の追加が発表。
2021年2月18日 - NBCユニバーサル・エンターテイメントからBlu-ray/DVDが同年5月28日に発売することが決定し、同日に予約も開始。
2021年4月29日 - Amazonプライム・ビデオなどの一部動画配信サービスでデジタルセル配信が開始。

#### タイアップ（映画）
ローソン・ミニストップ
ローソンでは5月26日より「からあげクン 獣神（ジューシー）炙りバーベキュー味」が発売。ローソンとミニストップのLoppiでは9月11日から本作のキャラクターデザインを担当したぎばちゃん描き下ろしのルシファーの複製原画もしくは映画オリジナルデザインの「ぷちっとフィギュア ルシファー」引換券付きの前売券（ムビチケ）が発売された。
イオンシネマ
限定クリアファイルが販売されたほか、イオンシネマを併設しているショッピングセンター内に設置された4箇所のラリーポイントを回ってスマホ用壁紙のダウンロードやモンストグッズのプレゼント応募ができる「デジタルスタンプラリー」が開催。
ユナイテッド・シネマ
イオンシネマと同様、限定クリアファイルが販売された。
自遊空間
公式Twitterアカウントで本作のムビチケカードが当たるリツイートキャンペーンが行われた。
なお、前2作でタイアップしていた築地銀だこは本作ではタイアップしていない。

#### キャスト（映画）
- ルシファー - 日笠陽子[20]
- カサエル - 高山みなみ[20]
- アーサー - 水樹奈々[20]
- ソロモン - 内田真礼[20]
- パンドラ - 小倉唯[20]
- ノア - 斉藤壮馬[20]
- オラゴン - 福島潤[20]
- オラネ - 峯田茉優[20]
- オペコ - 田所あずさ[20]
- フォルネウス - 吉野裕行[20]
- カシエル - 佐藤聡美[20]
- ゼフォン - 石川由依[20]
- スルガト - 藤原夏海[20]
- ベルゼブブ - 平川大輔[20]
- ビナー - 堀江由衣[20]
- クインステラ - 山寺宏一[20]
- プライオル・ビナー - 皆口裕子[20]

#### スタッフ（映画）
- 原作 - モンスターストライク[20]
- 監督 - 静野孔文[20]
- 助監督 - 山口雄大[20]
- CGディレクター - 中村友紀[20]、東郷宏樹[20]
- CGスーパーバイザー - 釜幸介、住田永司
- 企画 - 伊香佑志
- 脚本 - 本田雅也[20]
- アートディレクター - ハヤシヒロミ[20]
- 音楽 - 横山克[20]
- 音響監督 - 明田川仁[20]
- 美術監督 - 徳田俊之[20]
- アニメーション制作 - ANIMA Inc.[20]、DYNAMO Pictures[20]
- 製作 - XFLAG[20]
- 配給 - イオンエンターテイメント[20]
- 協力 - ローソンエンタテインメント[20]

#### 主題歌（映画）
「英雄の歌」
オーイシマサヨシによる主題歌。作詞・作曲は大石昌良、編曲は大石昌良・佐藤純一。

#### 映像ソフト化（映画）
発売・販売元はNBCユニバーサル・エンターテイメント。2021年5月28日に発売され、レンタルも同時に開始。
- モンスターストライク THE MOVIE ルシファー 絶望の夜明け 通常版（1枚組、Blu-ray / DVDでリリース）
  - 本編映像のみ収録。レンタル版もこちらに準拠。
- モンスターストライク THE MOVIE ルシファー 絶望の夜明け Blu-ray初回限定生産版（2枚組、Blu-rayでリリース）
  - ディスク1：本編ディスク（通常版と共通）
  - ディスク2：特典ディスク
    - 激安モンストわりばし劇場 / 帰ってきた！激安モンストわりばし劇場（全18話）
    - 完成披露オンライン試写挨拶
      - 完成披露オンライン試写会での開始時と本編終了後のトークの模様を収録。

    - 超・舞台挨拶 / 激・舞台挨拶
      - 一部上映回で上映された2種の舞台挨拶映像を同時収録。

    - 予告編集
      - 予告編・本予告・劇場予告編をまとめて収録。

  - 特典
    - 描き下ろしイラスト使用三方背ケース
    - 新規ブックレット『モンストの一番長い夜』（32P）
      - スタッフによる制作時の裏話や完成披露オンライン試写会でのトークの模様を一部抜粋したものを収録。

    - モンスターストライク 特製アクリルフィギュア 絶望の絆 ルシファー＆カエサル MV

## 関連番組

### 映画公開記念ムービー
映画第1作公開記念CGアニメ。
| 話数  | サブタイトル                 | 配信日          |
| ----- | ---------------------------- | --------------- |
| Part1 | 「オラゴンの映画デビュー」編 | 2016年 11月19日 |
| Part2 | 「怒りのオラゴン」編         | 11月26日        |
| Part3 | 「オラゴンにお知らせ」編     | 12月3日         |

### トークアニメ
『モンストーク』。YouTubeモンスト（モンスターストライク）公式で配信の3周年特別企画トーク番組風ショートフラッシュアニメ。イラスト - オガタ先生。音楽 - おじぎ、けんちゃろん。構成 -ちぼり、KD。企画監修 - つーじー。MCハント（声） - 寺島拓篤
| 話数   | サブタイトル | ゲスト                                              | 配信日         |
| ------ | --- | --------------------------------------------------- | -------------- |
| 第1話  | ゆるゆるルシファーがトーク番組に!? こんなところでバリアの秘密を暴露!! MCはあの声優が降臨!!『モンストーク』開始！ | ルシファー（荻野葉月）                              | 2016年 10月5日 |
| 第2話  | 獣神ゴッドストライクが 怒ってやってきた！                                                                        | ストライク（渡慶次信幸）                            | 10月26日       |
| 第3話  | 宇宙海賊シンドバッドが登場！ って、え！？ゴー☆ジャス！？                                                         | シンドバッド（田所陽向） ゴー☆ジャス（ゴー☆ジャス） | 11月3日        |
| 第4話  | 狂気！八岐ノ贄姫クシナダが 躍りくるっちゃう！？                                                                  | クシナダ（福島亜美）                                | 11月8日        |
| 第5話  | 卑弥呼のみっこみこにしてやんよ！ 御神託祭り！                                                                    | 卑弥呼（星野弘美）                                  | 11月23日       |
| 第6話  | セクシークィバタが登場！ デスアークとクィバタの恋愛関係発覚！？                                                  | クィーンバタフライ（葵井しいか）                    | 12月4日        |
| 第7話  | アリスが登場！ みんなのこと蜂の巣にしちゃってもいいかな？いいよね？                                              | アリス（渡辺はるか）                                | 12月11日       |
| 最終回 | ラストはアーサーでも ガブリエルでもウリエルでもありません！ ごめんなさーーーい！！                               | ジョン万次郎（田所陽向） りえっくす（りえっくす）   | 12月24日       |
| SP     | ついにアーサーが登場！ イメチェン企画のポニーテールアーサーちゃんが可愛いです                                    | アーサー（秋山絵理）                                | 2017年 2月26日 |

### Webラジオ
YouTubeモンスト（モンスターストライク）公式で配信のWebラジオ。
| 話数                                           | サブタイトル                                                                                 | MC                                          | 配信日                             |
| ゼウス&トリスタン ムッキムキラジオ             | ゼウス&トリスタン ムッキムキラジオ                                                           | ゼウス&トリスタン ムッキムキラジオ          | ゼウス&トリスタン ムッキムキラジオ |
| ---------------------------------------------- | -------------------------------------------------------------------------------------------- | ------------------------------------------- | ---------------------------------- |
| 第1回                                          | ゼウス&トリスタンのラジオが始動！ ムキオジが恋愛相談から兄弟喧嘩対策まで様々な悩みにお答え！ | ゼウス（田所陽向） トリスタン（古澤文教）   | 2017年 2月20日                     |
| ガブウリ HAPPY MONDAY DREAMER                  |                                                                                              |                                             |                                    |
| 第1回                                          | ガブウリのラジオがスタート！ リクエストのあんな台詞こんな台詞沢山言っちゃいます！            | ガブリエル（福島亜美） ウリエル（秋山絵理） | 3月6日                             |
| 第2回                                          | YouTubeのコメント紹介から ラファエルさんちのお泊り会ばなしまで今回も可愛いが盛り沢山！       | ガブリエル（福島亜美） ウリエル（秋山絵理） | 4月24日                            |
| モンスト声優が集まって喋ってみた（モンしゃべ） |                                                                                              |                                             |                                    |
| 第1回                                          | モンスト声優が集まって喋ってみた!! あのキャラを演じた声優があんな話やこんな話!?              | 福島亜美 秋山絵理 渡辺はるか                | 6月27日                            |
| 第2回                                          | 今回は胸キュン妄想コーナーもある!?モンしゃべ #2!!                                            | 福島亜美 秋山絵理 渡辺はるか                | 8月13日                            |

### わりばし劇場
『激安モンストわりばし劇場』/『帰ってきた！激安モンストわりばし劇場』
2020年3月28日から6月12日までと10月10日から31日まで毎週土曜日の19:00に配信された映画『ルシファー 絶望の夜明け』宣伝番組。出演はオラゴン（福島潤）、オペコ（田所あずさ）、支配人（田所陽向）。脚本は本田雅也、アニメーション制作はStudioGOONEYS。実写で紙や割り箸だけで人物を動かすいわゆる人形劇スタイルの作風となっている。スペシャル編集版オンライン試写会開催に合わせて同年6月8日から12日まで5夜連続配信され、それをもって一旦中断するが、同年11月6日の劇場公開に合わせて『帰ってきた！激安モンストわりばし劇場』と改題した上で10月10日から10月31日まで配信。実写からCGになったが人形劇スタイルなのは変わらず。最終回ではルシファー（日笠陽子）がゲストとして登場。
| 話数                                 | サブタイトル                                                                       | 配信日         |
| ------------------------------------ | ---------------------------------------------------------------------------------- | -------------- |
| #01                                  | 【#01】劇場公開決定記念！YouTube特別番組【始まるよ！】                             | 2020年 3月28日 |
| #02                                  | 【#02】激安モンストわりばし劇場【モンスト映画 PV紹介】                             | 4月1日         |
| #03                                  | 【#03】激安モンストわりばし劇場【劇場公開決定記念ガチャ ゼフォン】                 | 4月4日         |
| #04                                  | 【#04】激安モンストわりばし劇場【劇場公開決定記念 スルガト】                       | 4月8日         |
| #05                                  | 【#05】激安モンストわりばし劇場【劇場公開決定記念ガチャ レビィ】                   | 4月11日        |
| #06                                  | 【#06】激安モンストわりばし劇場【劇場公開決定記念ガチャ オペコ】                   | 5月16日        |
| #07                                  | 【#07】激安モンストわりばし劇場【劇場公開決定記念ガチャ ペリノア】                 | 5月20日        |
| #08                                  | 【#08】激安モンストわりばし劇場【劇場公開決定記念ガチャ アラウィン】               | 5月23日        |
| #09                                  | 【#09】激安モンストわりばし劇場【モンスト映画本予告紹介】                          | 6月6日         |
| #10                                  | 【#10】激安モンストわりばし劇場【キーワード紹介 未来の木】                         | 6月8日         |
| #11                                  | 【#11】激安モンストわりばし劇場【キーワード紹介 マスターオーブ】                   | 6月9日         |
| #12                                  | 【#12】激安モンストわりばし劇場【キーワード紹介 目覚めないウリエル達】             | 6月10日        |
| #13                                  | 【#13】激安モンストわりばし劇場【キーワード紹介 クインステラ】                     | 6月11日        |
| #14                                  | 【#14】激安モンストわりばし劇場【オンライン試写会は明日から！】                    | 6月12日        |
| 帰ってきた！激安モンストわりばし劇場 |                                                                                    |                |
| #15                                  | 【名バトルTOP 10】激安モンストわりばし劇場【劇場公開まで、あと4週！】              | 10月10日       |
| #16                                  | 【名作エピソードTOP 10】激安モンストわりばし劇場【劇場公開まで、あと3週！】        | 10月17日       |
| #17                                  | 【何度も見たシーンRANKING】激安モンストわりばし劇場【劇場公開まで、あと2週！】     | 10月24日       |
| #18                                  | 【スペシャルゲスト：ルシファー】激安モンストわりばし劇場【劇場公開、ついに来週！】 | 10月31日       |

## スピンオフアニメ

### モンソニ!
『センリツのルシファー ただひとつの始まりの歌』/『モンソニ! ダルタニャンのアイドル宣言』

### いたずら魔女と眠らない街
『いたずら魔女と眠らない街』は、2017年12月1日にYouTube『XFLAG ANIME』公式チャンネルにて配信されたオリジナルアニメ。あくまでXFLAGオリジナルアニメ作品であるため「モンスターストライク」の名は付いていないが、本作のキャラクターはモンストのガチャで登場するため、スピンオフアニメとして分類する。

#### 登場人物（いたずら魔女）[21]
木戸 あかり（きど あかり）
声 - 潘めぐみ
本作の主人公。警視庁刑事部機動捜査隊から研修プログラムでニューヨーク市警に出向してきた女性警察官の巡査。
アップル
声 - 野中藍
本作のヒーロー。あかりのピンクのテディベア。15年前に殉職したあかりの父親・義輝から貰ったクリスマスプレゼント。リバティの魔法で人間化するが、他のモノとは異なりヒーロー然としており、リバティが動かしたおもちゃのトラックを一撃で殴り飛ばせてしまうほどの怪力を持っている。
リバティ
声 - 喜多村英梨
ニューヨークで気まぐれに魔法を使う魔女。色々なものに命を与える魔法を使い、クリスマスイブにさまざまなおもちゃに命を与えて騒動を起こす。
ミスターエンパイア
声 - 山本格
リバティが、落ちていたアメコミのニンジャから実体化させたもの。ゴッサムに対抗するために戦うも、敗北する。
ゴッサム
本作の悪役。アップルとリバティとの対決の際に石棺に封じられていた鎖が壊れ、復活を果たした堕天使。ニューヨークの電気を吸い上げ、暴れまわる。
グラフィティ・G
リバティが路地裏に描かれた落書きを実体化させたもの。ファンキーな骸骨の姿をしている。アップルに倒される。
エマ・ワトストーン
声 - 皆川純子
ニューヨーク市警刑事局機動初動捜査班の巡査である黒人女性。あかりの相棒（バディ）となる。運転はかなり荒いが、涙もろい性格でドーナツが好物。
ヴィクトリア・ヨハンソン
声 - 茅野愛衣
ニューヨーク市警刑事局機動初動捜査班の警視である女性。
木戸 義輝（きど よしてる）
声 - 東地宏樹
あかりの父親。ニューヨーク市警所属の刑事だったが15年前の事件で殉職。「ニューヨークは俺が守る」が口癖。

#### スタッフ（いたずら魔女）
出典：
- 監督・絵コンテ・脚本協力 - 小松田大全
- 脚本 - 加藤陽一
- 企画 - 砂村哲平
- キャラクターデザイン原案 - POKImari
- モンスターデザイン原案 - 近藤雅之
- キャラクターデザイン - 佐川遥
- サブキャラクターデザイン・作画演出 - 茶之原拓也
- 3Dスーパーバイザー - 植高正典
- アニメーションデザイン - 西村郁
- 設定考証 - 白土晴一
- 撮影監督 - 林翔子
- 美術監督 - 黒田友範
- 音響監督 - 明田川仁
- 音楽 - 酒井良
- 音楽制作 - 橘原真理子、澁谷知子
- 編集 - 長谷川舞
- モデリングディレクター - 足立博志
- リキシングディレクター - 矢代奈津子
- アニメーションディレクター - 石田竜介、西野弘泰
- 色彩設計 - 北川順子
- プロデューサー - 松浦裕暁、宮田也彬
- アニメーション制作 - サンジゲン
- 制作 - XFLAG スタジオ

#### 主題歌（いたずら魔女）
エンディング・テーマ「Wishing」
作詞 - こだまさおり / 作曲・編曲 - 広川恵一 / 歌 - 背徳ピストルズ（ルシファー〈日笠陽子〉）

### パンドラとアクビ 前篇『荒野の銃撃戦』／後篇『精霊と怪獣の街』
タツノコプロとの共同プロジェクトで、モンスターストライクのパンドラと『ハクション大魔王』のアクビちゃんが共演するコラボ映画。2019年4月5日劇場公開。前後編の2本立て。上映時間56分（前後編の合計）。興行収入は500万円。
“災いの欠片”を捜して旅をするパンドラとアクビの冒険を描くオリジナルストーリー。登場するキャラクター、メカ、コスチュームなど多くの要素を往年のタツノコ作品から引用しており、タツノコオールスタームービーといった趣である。2本は前後編とされているが、連続したストーリーではなく別個のエピソードである。
キャスト
- パンドラ - 小倉唯
- アクビ - 天城サリー

前編登場
- ルイーズ（ドロンジョ）- 甲斐田裕子
- 三船剛 - 吉野裕行
- ブライキング・ボス - 天田益男
- アクボーン - 丸山智行
- サグレー - 杉崎亮
- 店主（三船大介）- 拝真之介
- 蛇 - 高橋伸也

後編登場
- カンタ - 田村睦心
- グズラ - 江原正士
- ゲルサドラ - 津田健次郎
- 友人A（戸馳一郎）- 丸山智行
- 友人B（戸馳二郎）- 杉崎亮
- 友人C（郷則久）- 高橋伸也

主題歌「D.A.Y.S.」
エンディング「B.U.R.N.」
歌 - Shiggy Jr.
スタッフ
- 原作 - XFLAG、タツノコプロ
- 監督 - 曽我準
- キャラクターデザイン・総作画監督 - 大倉啓右
- 美術監督 - 竹田悠介
- 美術設定 - 高畠聡、田村せいき
- 色彩設計 - 小針裕子
- 編集 - 長坂智樹
- 音楽 - 小畑貴裕
- 音楽制作 - トムス・ミュージック
- 音響監督 - 田中亮
- 音響制作 - ソニルード
- アニメーション制作 - BAKKEN RECORD
- 配給 - 角川ANIMATION
- 製作 - XFLAG

### プロメア
XFLAG・TRIGGER製作映画。

### 銀魂 〜モンスターストライク編〜
YouTubeモンスト（モンスターストライク）公式とXFLAGで配信の『銀魂』コラボ第2弾開催を記念したコラボアニメ。
| 話数  | サブタイトル                          | 配信日         |
| ----- | ------------------------------------- | -------------- |
| 第1話 | 銀魂 〜モンスターストライク編〜 その1 | 2019年 8月29日 |
|       | WEB限定動画「コラボアニメお疲れ」編   | 8月30日        |
|       | WEB限定動画「チェック終わってない」編 | 8月31日        |
|       | 「未完成CM」編                        | 9月1日         |
|       | WEB限定動画「CM流れちゃったよ…」編    | 9月2日         |
| 第2話 | 銀魂 〜モンスターストライク編〜 その2 | 9月4日         |
|       | 「勘違い獣神化」編                    | 9月5日         |

### ハレルヤ -運命の選択-
配信中に視聴者が選択肢を選び結末を選択する。2020年9月28日19:00にYouTubeモンストアニメ公式チャンネル、Twitter Live、ABEMA「ABEMAアニメ2チャンネル」でプレミア公開。モンストアニメ史上初のインタラクティブアニメとなっており、エンディング選択型WEBアニメーションと題し、本編終了後に表示される選択肢を選ぶことでその結末が見られる。

### マサムネ 使命の赤き刃
2023/12/29に前編、2023/12/30に後編が公開された。

## Vtuber
2019年12月23日より「オペコ」がYouTube モンストアニメTVでバーチャルYouTuberの活動宣言をしている。ただし配信は1回のみで以降は行っていない。